# Cholet
Pour l’article ayant un titre homophone, voir Chollet.
Pour les articles homonymes, voir Cholet (homonymie).
Cholet est une commune française, chef-lieu d'arrondissement, située dans le département de Maine-et-Loire en région Pays de la Loire. Elle est la deuxième plus grande ville du Maine-et-Loire après Angers.
Elle est la commune principale de la région naturelle et historique des Mauges, au sud-ouest de l'ancienne province d'Anjou, à proximité immédiate de la Loire-Atlantique (ancienne province de Bretagne), de la Vendée et des Deux-Sèvres (ancienne province du Poitou). L'architecture et l'héritage culturel locaux sont fortement influencés par cette situation géographique. Son maire est depuis 1995, l'ex-député Gilles Bourdouleix.

## Géographie

### Localisation
Cholet se situe à l'extrémité sud-ouest du département de Maine-et-Loire, aux limites de trois départements des Pays de la Loire (Maine-et-Loire, Vendée, Loire-Atlantique) ainsi que d'un département de la région Nouvelle-Aquitaine (Deux-Sèvres). À vol d'oiseau, la commune se situe à 51,6 km au sud-ouest d'Angers, à 60,2 km au nord-est de La Roche-sur-Yon, à 53,4 km au sud-est de Nantes et à 106,7 km au nord-ouest de Poitiers.
La confusion, selon laquelle Cholet est située en Vendée, persiste dans la pensée populaire alors qu'elle en est éloignée géographiquement d'une dizaine de kilomètres. Cette situation est due à sa plus forte ressemblance physique avec la Vendée qu'avec le reste de l'Anjou et de ses constructions en pierres de taille du bassin de la Loire mais aussi par le fait que Cholet est la principale ville conquise par l'armée catholique et royale durant la guerre de Vendée.

### Communes limitrophes
Cholet est limitrophe de onze autres communes dont une en Deux-Sèvres et une autre en Vendée.
| Saint-Léger-sous-Cholet                     | Le May-sur-Èvre | Trémentines Nuaillé |
| La Séguinière                               | Cholet          | Mazières-en-Mauges  |
| Saint-Christophe-du-Bois Mortagne-sur-Sèvre | La Tessoualle   | Maulévrier Mauléon  |

Le 3 août 1973, Le Puy-Saint-Bonnet, qui appartient au département des Deux-Sèvres dans la région Poitou-Charentes, fusionne avec sa voisine Cholet. Les limites de départements et régions sont donc modifiées à cette occasion. Le Puy-Saint-Bonnet adopte le statut de commune associée et conserve pour elle-même son ancien code INSEE issu des Deux-Sèvres.

### Géologie et relief

Au niveau continental, la ceinture de leucogranites de la virgation ibéro-armoricaine.

Cholet fait partie, au niveau régional, de la ceinture de leucogranites de l'Ouest de la France et au niveau local, du complexe volcanique et plutonique de Cholet-Thouars.

Au niveau régional, le territoire de Cholet est situé dans le domaine sud armoricain (plus précisément le domaine choletais) marqué par la phase orogénique bretonne de l'orogenèse varisque, au début du Carbonifère inférieur, ou Tournaisien, il y a environ 360 Ma. La collision continentale au cours de l'orogenèse varisque proprement dite se traduit dans le Massif armoricain par un métamorphisme général de basse-moyenne pression, formant les gneiss et micaschistes, par des phases de cisaillement et par une anatexie générant migmatites et granites. Elle se traduit enfin, par la mise en place de nombreux leucogranites (à deux micas muscovite et biotite) intrusifs à travers les schistes cristallins, concomitamment aux cisaillements et à ce métamorphisme. Cholet fait ainsi partie d'une grande ceinture de leucogranites au sud du Massif armoricain. Cette ceinture correspond à un immense batholite mis en place dans des roches métamorphiques, seuls quelques plutons atteignant le Paléozoïque épimétamorphique. Ce batholite est subdivisé en plusieurs bandes (« rubans ») qui montrent une nette divergence vers l'Est : un axe majeur (Pointe du Raz - Nantes - Parthenay - Millevaches) à convexité nord-est (orienté N 110-130 °E) associé au cisaillement sud-armoricain (décrochement dextre selon une orientation cadomienne dont le rejet horizontal atteindrait 500 km), duquel fait partie Cholet ; au nord de cet axe, la bande Locronan-Lizio correspondant à plusieurs rubans orientés N 60 à 100°E (chapelet d'apophyses Bignan, Guéhenno, Savenay, etc.) ; au sud de cet axe, une échine discontinue de moles syntectoniques (massifs de Trégunc, Pont-l'Abbé, Port-Louis-Ploemeur, Glénan-Quiberon-Houat-Hoedic-Guérande-Le Croisic, Saint-Brévin, Noirmoutier-La Roche-sur-Yon) allongés en direction sud-armoricaine dont le parallélisme avec le cisaillement sud-armoricaine incite à penser à l'influence indirecte d'une contrainte linéamentaire. Ces granites intrusifs, datés de 320 millions d'années, sont produits par fusion de métasédiments avec des taux de fusion faibles, probablement en relation avec des processus de relaxation thermique.
Au niveau local, le territoire appartient plus précisément au complexe de Cholet-Thouars qui affleure au sein du bloc précambrien des Mauges selon une bande d’environ 60 km sur 15 km, structure synclinale depuis Cholet jusqu’à Thouars. Ce complexe comprend une puissante unité éruptive essentiellement rhyolitique à l’ouest (« Rhyolites du Choletais »), qui se prolonge vers l’est en un ensemble à dominante microgranitique (« Microgranite de Thouars ») où se « fondent » des pointements dioritiques à gabbroïques comagmatiques. Ces ensembles magmatiques datés de - 520 Ma correspondent à un volcanisme bimodal à composante crustale (volcanisme acide rhyolitique) et mantellique (volcanisme basique gabbroique) de distension intracontinentale, ce qui suggère la formation d’un « Rift du Choletais » qui a avorté et n’a pas évolué vers une océanisation.
La superficie de la commune est de 8 747 hectares ; son altitude varie entre 63 et 184 mètres.
On trouve plusieurs repères de niveau d'altitude à Cholet : celui de la gare indique 125,278 mètres ; le plus haut relevé se trouve au rond-point de Paris, qui enregistre 130,990 mètres.

### Hydrographie
Cholet possède plusieurs plans d'eau :
- le lac de Ribou ;
- l'étang du Bois-Régnier ;
- l'étang de la Godinière qui s'étend sur 7 ha avec un volume d'eau de 110 000 m3 au nord-ouest de Cholet[17] ;
- l'étang de Mocrat d'une surface de 6 865 m2[18] ;
- l'étang des Noues.

Sur des communes voisines on trouve deux autres plans d'eau qui alimentent également Cholet : le lac du Verdon (sur les communes de Maulévrier, La Tessoualle et Saint-Pierre-des-Échaubrognes) ainsi que l'étang de Péronne à Chanteloup-les-Bois.

### Climat
Le climat qui caractérise la commune est qualifié, en 2010, de « climat océanique altéré », selon la typologie des climats de la France qui compte alors huit grands types de climats en métropole. En 2020, la commune ressort du même type de climat dans la classification établie par Météo-France, qui ne compte désormais, en première approche, que cinq grands types de climats en métropole. Il s’agit d’une zone de transition entre le climat océanique, le climat de montagne et le climat semi-continental. Les écarts de température entre hiver et été augmentent avec l'éloignement de la mer. La pluviométrie est plus faible qu'en bord de mer, sauf aux abords des reliefs.
Les paramètres climatiques qui ont permis d’établir la typologie de 2010 comportent six variables pour les températures et huit pour les précipitations, dont les valeurs correspondent à la normale 1971-2000. Les sept principales variables caractérisant la commune sont présentées dans l'encadré ci-après.
| Paramètres climatiques communaux sur la période 1971-2000 - Moyenne annuelle de température : 11,7 °C - Nombre de jours avec une température inférieure à −5 °C : 1,2 j - Nombre de jours avec une température supérieure à 30 °C : 4,1 j - Amplitude thermique annuelle : 14,1 °C - Cumuls annuels de précipitation : 746 mm - Nombre de jours de précipitation en janvier : 12,1 j - Nombre de jours de précipitation en juillet : 6,2 j |

Avec le changement climatique, ces variables ont évolué. Une étude réalisée en 2014 par la Direction générale de l'Énergie et du Climat complétée par des études régionales prévoit en effet que la  température moyenne devrait croître et la pluviométrie moyenne baisser, avec toutefois de fortes variations régionales. La station météorologique de Météo-France installée à Cholet et mise en service en 1965 permet de connaître en continu l'évolution des indicateurs météorologiques. Le tableau détaillé pour la période 1981-2010 est présenté ci-après.
| Mois                                  | jan.             | fév.             | mars           | avril           | mai           | juin           | jui.           | août           | sep.           | oct.            | nov.          | déc.            | année      |
| ------------------------------------- | ---------------- | ---------------- | -------------- | --------------- | ------------- | -------------- | -------------- | -------------- | -------------- | --------------- | ------------- | --------------- | ---------- |
| Température minimale moyenne (°C)     | 2,4              | 2,1              | 4              | 5,6             | 9,2           | 12             | 13,9           | 13,8           | 11,4           | 9,1             | 5,1           | 2,7             | 7,6        |
| Température moyenne (°C)              | 5,2              | 5,6              | 8,2            | 10,3            | 14            | 17,3           | 19,3           | 19,3           | 16,6           | 13              | 8,3           | 5,5             | 11,9       |
| Température maximale moyenne (°C)     | 8                | 9                | 12,3           | 15              | 18,8          | 22,6           | 24,8           | 24,9           | 21,7           | 16,8            | 11,4          | 8,3             | 16,2       |
| Record de froid (°C) date du record   | −14,6 17.01.1987 | −12,9 21.02.1986 | −10,2 01.03.05 | −3,6 12.04.1986 | −1 03.05.1967 | 3,5 03.06.1975 | 5,5 05.07.1965 | 4,7 28.08.1986 | 2,5 24.09.1973 | −3,1 30.10.1997 | −7 30.11.1977 | −9,9 29.12.1996 | −14,6 1987 |
| Record de chaleur (°C) date du record | 17,3 01.01.22    | 22,7 27.02.19    | 23,6 31.03.21  | 28,3 30.04.05   | 31,1 26.05.17 | 37,2 27.06.19  | 41,3 18.07.22  | 38,9 07.08.20  | 34,3 14.09.20  | 29,7 02.10.11   | 21,7 01.11.15 | 18,2 07.12.00   | 41,3 2022  |
| Précipitations (mm)                   | 84,6             | 62,8             | 59,3           | 58,7            | 65,1          | 41,7           | 52,5           | 41,4           | 63             | 83,8            | 81            | 83,6            | 777,5      |

## Urbanisme

### Typologie
Au 1er janvier 2024, Cholet est catégorisée centre urbain intermédiaire, selon la nouvelle grille communale de densité à sept niveaux définie par l'Insee en 2022.
Elle appartient à l'unité urbaine de Cholet, une unité urbaine monocommunale constituant une ville isolée,. Par ailleurs la commune fait partie de l'aire d'attraction de Cholet, dont elle est la commune-centre,. Cette aire, qui regroupe 26 communes, est catégorisée dans les aires de 50 000 à moins de 200 000 habitants,.

### Occupation des sols
L'occupation des sols de la commune, telle qu'elle ressort de la base de données européenne d’occupation biophysique des sols Corine Land Cover (CLC), est marquée par l'importance des territoires agricoles (67,5 % en 2018), en diminution par rapport à 1990 (75,8 %). La répartition détaillée en 2018 est la suivante : 
terres arables (30,6 %), prairies (19,8 %), zones agricoles hétérogènes (17,1 %), zones urbanisées (16,1 %), zones industrielles ou commerciales et réseaux de communication (11,3 %), espaces verts artificialisés, non agricoles (2,3 %), forêts (2 %), eaux continentales (0,8 %), mines, décharges et chantiers (0,1 %). L'évolution de l’occupation des sols de la commune et de ses infrastructures peut être observée sur les différentes représentations cartographiques du territoire : la carte de Cassini (XVIIIe siècle), la carte d'état-major (1820-1866) et les cartes ou photos aériennes de l'IGN pour la période actuelle (1950 à aujourd'hui).

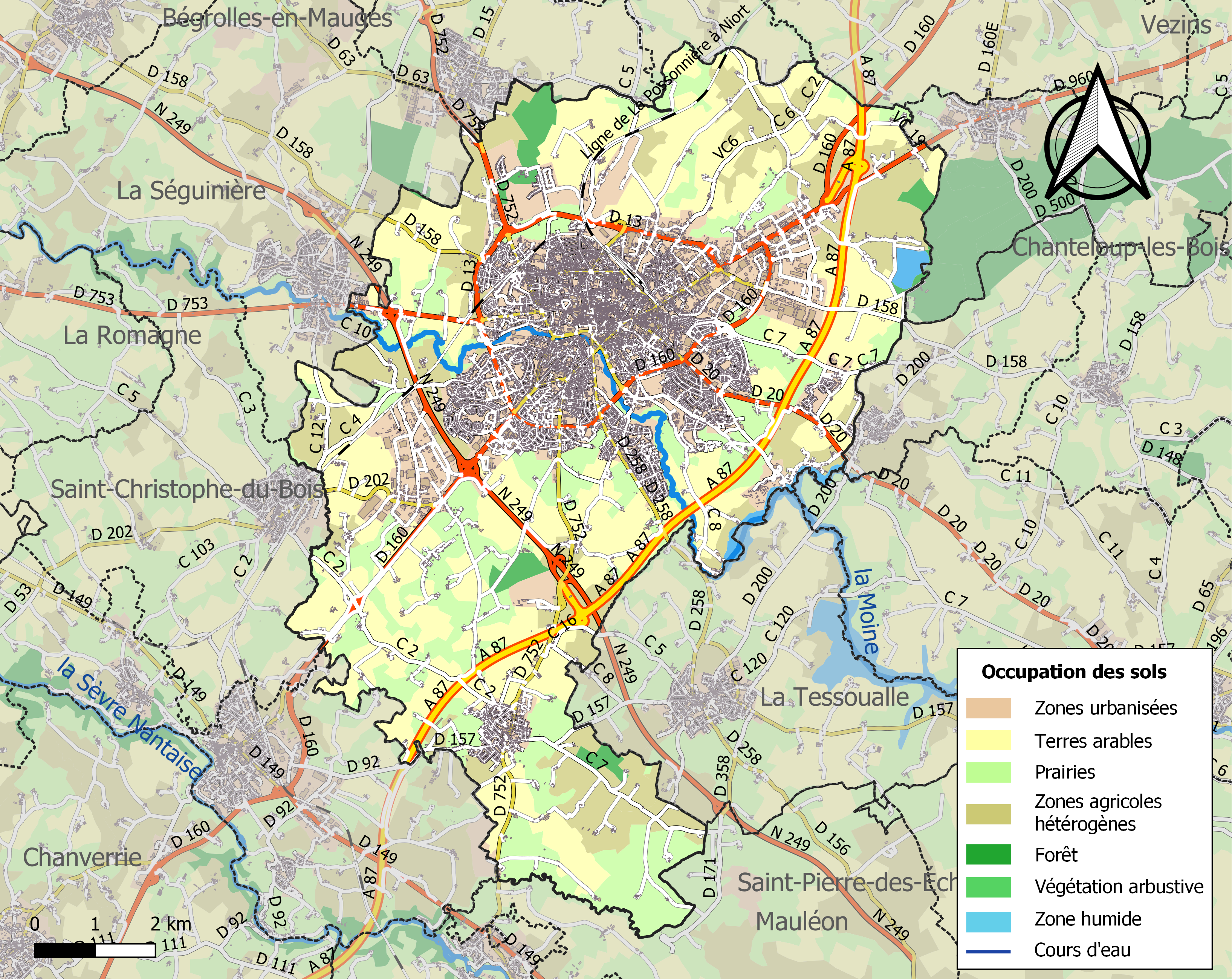
Carte des infrastructures et de l'occupation des sols de la commune en 2018 (CLC).

### Logement
En 2009, le nombre total de logements dans la commune était de 26 169 logements, alors qu'il était de 24 130 logements en 1999.
Parmi ces logements, 93,5 % étaient des résidences principales, 0,8 % des résidences secondaires et 5,7 % des logements vacants. Ces logements étaient pour 59,5 % d'entre eux des maisons individuelles et pour 39,6 % des appartements.
La proportion des résidences principales, propriétés de leurs occupants était de 58,0 %, en légère hausse par rapport à 1999 (56,1 %). La part de logements HLM loués vides (logements sociaux) était toujours inférieure au seuil légal de 20 % et même en baisse : 18,8 % contre 19,6 % en 1999.
En 2009, moins de la moitié (47 %) des ménages ont emménagé dans leur résidence principale il y a dix ans ou plus.
Sur le total des 24 446 résidences principales, 9 240 (37,8 %) possèdent plus de cinq pièces et 1 286 (5,3 %) ne possèdent qu'une pièce unique. Le nombre moyen des pièces se situe à 4,1 en 2009 (4,8 pour les maisons, 3 pour les appartements).
La très grande majorité des résidences (97,9 %) possèdent une salle de bain disposant d'une baignoire ou d'une douche. Pour le chauffage, la plupart des résidences (59,6 %) possèdent un chauffage central individuel, 17,1 % possèdent un chauffage individuel tout électrique et 20,7 % un chauffage central collectif. Enfin 65,6 % des résidences possèdent au moins un emplacement de stationnement.

### Projets d'aménagement
La ville prévoit plusieurs projets d'aménagements urbains dans une optique de renouvellement et de développement urbain des zones d'habitat et des zones d'activités. Les projets majeurs sont le Val de Moine, le Cormier et le Cœur de ville.

#### Val de Moine
Situé au sud-est de la ville entre le quartier des Guignardières et l'autoroute A87, le val de Moine s'inscrit dans un paysage de bocage. Le développement de ce secteur s'intègre dans une approche durable et répond et des objectifs de mixité fonctionnelle (habitat, activités, commerces, services, équipements collectifs, etc.) et sociale (diversité des typologies bâties : collectif, maison de ville, lots libres, logement social, etc.). Ce quartier vise à répondre à une demande de logement qui s'exprime au sein de la commune. Le développement de ce quartier s'inscrit dans une approche environnementale et raisonnée de l'urbanisme prévoyant une mise en valeur des caractéristiques paysagères du site, une gestion de l'eau, de l'énergie et des déchets.
Au terme de son urbanisation le quartier devrait accueillir 1 700 logements (dont 22 % de logements sociaux) soit entre 3 400 et 4 500 habitants avec une densité de l'ordre de 20 à 25 logements par hectare. Ce qui en fait le principal secteur d'accueil de la population.
Le quartier est équipé ou sera équipé :
- d'une crèche ;
- d'une école ;
- d'un établissement d'hébergement pour personnes âgées dépendantes ;
- d'équipements de loisirs (Aires de jeux, jardins familiaux, aires de sport, espace pédagogique) ;
- de services et commerces.

Des aménagements dans le quartier du Carteron notamment autour du boulevard Pierre Lecoq sont prévus permettant la liaison avec le quartier du Val de Moine et le quartier de la Baumière et ses équipements, dont l'école de la Bruyère. Cet aménagement prévoit la construction d'équipements à vocation tertiaires.

#### Le Cormier
En 2020, la zone d’activité du Cormier est en cours d’aménagement de sa cinquième phase d’extension. Le fort accroissement de la demande industrielle mène la zone d’activité du Cormier dans un accroissement constant. L’extension du Cormier 5 s’implante au sud-ouest du quartier le long de la départementale D160.
Les aménagements du quartier prévoient la constitution d’un vaste corridor vert central autour des ruisseaux des Natteries et du Cormier qui traversent la zone ainsi que la conservation des haies existantes dans un objectif de préservation des milieux humides naturels de qualité. Le projet implique une maîtrise de la qualité urbaine, paysagère et architecturale le long des espaces publics et notamment en façade de la RD 160. Le Cormier 5 s'étend sur 69 hectares et les nouveaux lots constructibles varient de 5 000 m2 à 7 hectares.

#### Cœur de ville
Le projet « Cœur de Ville » engagé depuis 2018 consiste à la réalisation de projets d’aménagement permettant de renforcer l’attractivité et le dynamisme du centre-ville. Ce plan d’aménagement s’inscrit dans le programme national “Action Cœur de Ville” mené dans 222 villes de France et prévoyant une aide financière pour la redynamisation des centres-villes. Le projet est en partenariat avec l'État, la Caisse des dépôts et consignations, Action Logement, l'Agence nationale de l'habitat, le Département de Maine-et-Loire et la Région des Pays de la Loire.
Parmi les aménagements prévus, le déménagement de la ludothèque et le nouvel aménagement de la place Travot sont déjà en place depuis mai 2019. Les projets en cours sont :
- la réhabilitation de l'ancienne clinique Saint-Luc (située rue Salbérie) en 'en logements locatifs[40] ;
- un projet d’aménagements mixtes sur l'Îlot de la Boule d'Or située entre le parvis Jean-Paul II et la rue de la Sardinerie, face à l'église Notre-Dame. La ville prévoit un programme d’habitat à destination des familles, avec une proposition de grands logements et de services ou activités en rez-de-chaussée[41] ;
- le déménagement de l’office du tourisme sur le site de l'ancienne école de musique, entre les rues Saint-Martin et François-Tharreau[42].

En complément de ces projets viennent s'insérer des projets de voiries, d’assainissements et de sécurité.

#### Le quartier de la gare
Le quartier de la gare situé dans l'environnement immédiat des gares ferroviaire et routière, entre le périphérique au nord, l'avenue Leclerc à l'est, le boulevard de Strasbourg au sud est destiné à recevoir un important projet d’aménagement et de revalorisation dans les prochaines années.
La ville souhaite optimiser l'accueil de population par la mise en œuvre d'une politique de densification de l'habitat. En complément de cela, la ville prévoit le développement de l'activité commerciale et des services de proximité. Le plan de restructuration du quartier prévoit notamment un traitement important des abords de la gare et des voies ferré par l’intégration d’espaces verts et un souhait de liaison simplifiée du quartier avec le centre-ville proche. L’aménagement de ce quartier se traduit notamment par une maîtrise de l’intégration urbaine, l’objectif étant :
- de créer un lien physique et visuel étroit entre le quartier Gare et le centre-ville ;
- de conférer une identité forte au quartier ;
- d’inscrire les opérations dans une approche environnementale de l'urbanisme en intégrant une réflexion sur la gestion de l'eau, des déchets, des espaces verts, mais également en matière de déplacement et d'énergie ;
- de veiller à la qualité de traitement de l'espace public et la diversité des typologies bâties dans le respect de l'environnement existant et répondant aux attentes de la population ;
- d’assurer une répartition équilibrée des logements sociaux sur l'ensemble du secteur ;
- de créer des zones de transitions entre les espaces destinés à l’habitat et ceux destinés à l’activité économique (espaces verts, zone mixte privilégiant les activités tertiaires et non nuisantes, zones d'équipements , etc.).

Ce projet d’aménagement s’intègre dans une démarche environnementale avec comme objectifs de :
- favoriser les modes de déplacements doux, organiser des espaces de stationnement dédiés pour libérer les cœurs d’îlots et répondre aux besoins générés par la présence de la gare SNCF ;
- intégrer des espaces privés de stationnement des vélos, assurer un confort de vie en limitant les nuisances générées par la proximité avec la gare ;
- apporter des solutions alternatives de gestion de l'eau (fossés, noues, rétention à la parcelle) ;
- assurer la perméabilité des sols (parkings enherbés, toitures végétalisées, sols poreux , etc.) ;
- créer un espace vert de proximité pour assurer l'animation de l'îlot ;
- encourager l’usage de clôtures végétales ;
- proposer une gestion des déchets centralisées par îlot ;
- optimiser l'orientation de la parcelle et de la construction afin de favoriser les apports solaires passifs ;
- privilégier la mitoyenneté des bâtiments pour limiter les déperditions thermiques.

#### Le Puy-Saint-Bonnet
La commune annexe au sud de la ville prévoit la construction de plusieurs quartiers résidentiels dans prolongement du tissu urbain dont la construction de 75 logements, dont 8 logements sociaux, sur 4,8 hectares à l'est de la commune. Le projet est mené en collaboration avec "Sèvre Loire Habitat", chargé de mener les études, d'aménager, viabiliser et commercialiser les lots.

#### Parc des expositions de la Meilleraie
La réhabilitation du parc d’exposition de la Meilleraie comprend deux espaces distincts : « L’espace rouge » accueillant la salle de basket et « L'espace blanc » accueillant un hall polyvalent pouvant accueillir des concerts, spectacles, séminaires, salons, dîners de gala, etc.
Ce nouvel aménagement prévoit un traitement esthétique et phonique des façades, le changement des couvertures pour assurer une meilleure isolation, un traitement acoustique des halles d’exposition, le remplacement des systèmes de chauffage, d’éclairage et de sonorisation.
Le projet prévoit d’ajouter deux terrains d’entrainement de basket et un espace VIP (espace jaune), la construction d'un nouveau hall polyvalent d'environ 2 500 m2 (espace blanc), la création de parvis, de zones de stationnement et la création d'une passerelle au-dessus de la Moine, destinée aux piétons et vélos pour relier le centre-ville.
Le début du chantier est prévu au printemps 2023 et devrait se terminer en février 2025. Ainsi la surface passera de 3 900 m2 à 5 500 m2.

#### Salle des fêtes
La nouvelle salle des fêtes s’implante à côté de l’ancienne et vient en bordure du parc de Moine permettant ainsi de libérer l'esplanade de la Grange. Le projet prévoit la transformation des abords et des aires de stationnement. Le programme intègre un important volet environnemental.
Le nouveau bâtiment disposera d’un espace de 2 473 m2, soit près de 1 000 m2 de plus que la salle actuelle. Elle sera équipée de :
- une salle principale pouvant accueillir 1 000 personnes à table et comprenant une scène. Cette salle aura aussi la possibilité de se compartimenter pour l’organisation d’événements plus restreints. La salle disposera d’une vision panoramique sur le parc de Moine par une baie vitrée XXL donnant accès à une grande terrasse de 400 m2 ;
- un foyer indépendant pouvant accueillir 150 personnes ;
- des locaux techniques et administratifs.

Le début des travaux est prévus pour début 2022 et devrait se terminer avant l’été 2023.

#### Centre administratif intercommunal
Ce projet s’intègre dans la restructuration du complexe immobilier Mail II. L’objectif est de rassembler l'ensemble des services administratifs de la collectivité sur un même secteur, par la création du Centre administratif intercommunal. Le programme prévoit d’importants travaux de rénovations sur les façades (pour améliorer les performances énergétiques et leur aspect), sur les aménagements intérieurs afin de simplifier les circulations et gagner en luminosité. Le projet vise à faciliter l’accès aux services publics et s’inscrit dans une continuité d’aménagement avec la salle des fêtes, les halles, la place du 8-Mai et le Cœur de ville.

#### Place du 8-Mai
La place du 8-Mai dispose d’une importante surface libre depuis la construction des nouvelles halles et la déconstruction des anciennes. Les futurs aménagements de la place visent à valoriser le lieu destiné à l’accueil de diverses manifestations dont le marché de façon régulière. Le projet prévoit notamment le déplacement du pôle d’échange Choletbus actuellement face à l'hôtel de ville et d’agglomération sur le secteur de la place du 8-Mai ainsi que le réaménagement des voiries environnantes dans l’objectif de fluidifier le trafic et d’assurer la praticité et la sécurité des usagers piétons, vélos, voitures, bus.

### Voies de communication et transports

#### Transports routiers et autoroutiers
Cholet est située au carrefour d'une autoroute et d'une voie rapide :
- l'autoroute A87, reliant Angers à La Roche-sur-Yon ;
- la route nationale 249 (RN 249), branche nord de la Route Centre-Europe Atlantique (RCEA) reliant Nantes à Poitiers, accessible à la sortie sud-ouest de la ville par l'échangeur de Dénia.

Cholet dispose d'une rocade urbaine longue de 14 km et est reliée, par le réseau Aléop (anciennement Anjoubus), à Saumur (ligne no 6), à Angers (ligne no 7) et à Ancenis/Saint-Florent-le-Vieil (lignes no 8 et 8 b).

#### Transports ferroviaires

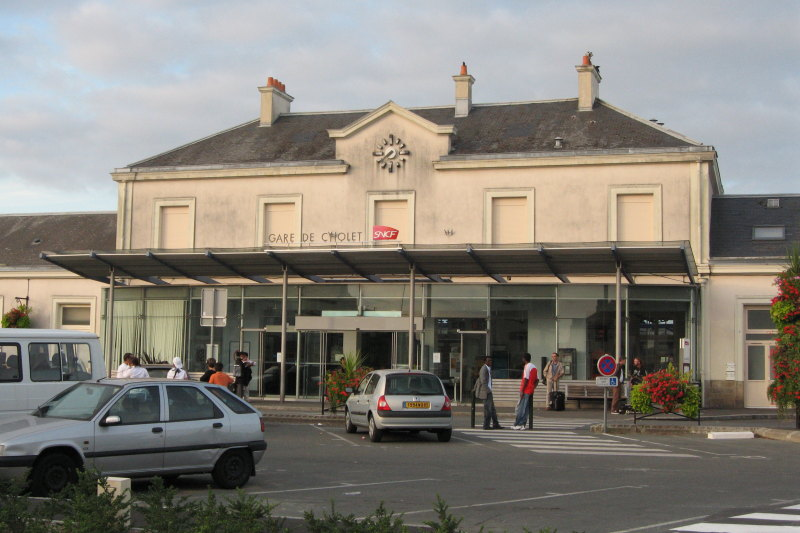
Gare de Cholet.

La gare de Cholet constitue le terminus des lignes TER Nantes - Cholet (via Clisson) et Angers - Cholet (via Chemillé, Chalonnes , La Possonnière).

#### Transports aériens
Cholet possède un aérodrome situé à 2 km au nord du centre-ville.

#### Transports urbains et péri-urbains
En 2016 le réseau Choletbus permet, avec ses onze lignes urbaines et sept lignes péri-urbaines, une desserte de l'ensemble des communes de l'agglomération du Choletais.

## Toponymie
L'étymologie du toponyme Cholet est discutée (grammatici certant). Au XIe siècle, on trouve le nom de Cholet sous différentes formes latines, soit du type Cauletum, soit Calletum castrum. À partir de là, deux étymologies sont proposées sans qu'il paraisse possible de trancher :
1. une traditionnelle, dérivant ce nom de caulis (chou) ; le nom commun cholet existe dans la région pour désigner une plantation de choux (on retrouve cette étymologie dans plusieurs noms de communes françaises : Caulières (Somme), Caullery (Nord), etc. ;
2. une autre se réfère précisément à la forme Calletum castrum (ou calletum) qui vient du gaulois latinisé calla (rocher) —  dérivé d'une racine préceltique *kal- que l'on retrouve dans le nom de Chalonnes — et Cholet signifie alors château sur un socle rocheux.

Une troisième proposition indique que Cholet vient du gaélique koilte, armoricain coelte, la forêt. De coelte les Romains ont fait, en transposant le e final, Coletum (cartulaire de Chemillé 1030-1080), puis Choletum (cartulaire de Saint-Serge 1052-1094 et cartulaire de Chemillé 1082-1100) qui devient Choleth (1100-1120), Choleit (1125-1134) et enfin le Cholet d'aujourd'hui, que nous trouvons même écrit à la façon moderne dans le cartulaire de Chemillé aux deux années 1052 et 1082.
Une quatrième hypothèse, plus récente, fait de la forme ancienne Cauletum datée de 1030 un dérivé du radical latin calx, « chaux », accompagné du suffixe diminutif -ittu, pour désigner un petit four à chaux (du même radical sont issus l'ancien français chaulant, « chaufournier » et le poitevin chaulier de même sens). La forme vulgaire, Cholet, est attestée dès 1056-1082.

## Histoire

### La Préhistoire et l'Antiquité
De nombreuses découvertes permettent de prouver l'existence d'une présence préhistorique sur le territoire de la commune. Y ont été retrouvés, notamment, plusieurs polissoirs et trente-trois haches de pierre polie. De l'époque néolithique, il ne reste plus que trois menhirs à Cholet : un situé au lieu-dit la Garde, un second (la Pierre Plate) au lieu-dit la Pochetière et un troisième (le Grand menhir de la Garde) déplacé au jardin du Mail à Cholet en 1885. Quatre autres menhirs au lieu-dit Gué-au-Boin et un cinquième à La Bréchoire ont été détruits ou sont disparus.
Des époques celtique et gallo-romaine, il ne reste que peu de vestiges :
- une nécropole, allant du néolithique à l'antiquité, mise au jour dans le quartier Montruonde et regroupant des tombes à inhumations et à incinérations ;
- une voie romaine reliant Poitiers à Nantes par Segora, traversant le territoire, près de la gare ferroviaire[O 2] ;
- les fouilles archéologiques[Quand ?] ont mis au jour un habitat fortifié gaulois, au lieu-dit des Natteries. L'ensemble quadrangulaire daté de La Tène couvre environ 128 m2. Les poteaux les plus importants mesurent entre 60 et 70 cm de diamètre[53].

### Le Moyen Âge
Foulque Nerra, comte d'Anjou, réussit à mettre la main sur l'ensemble du territoire des Mauges, au début du XIe siècle. Une place forte y est construite et confiée à un fidèle du comte d'Anjou : selon Célestin Port, la famille dite désormais de Cholet n'exerce pas encore la seigneurie mais possède la châtellenie. En 1075, c'est Hamelin de Cholet qui détient la place, suivi de son fils Jean. Vers 1092, elle appartient à Rainauld, puis à son fils Mathieu. On trouve le fils de Mathieu, André, vers 1150, puis Raoul de Cholet, vers 1169 ; des parents des châtelains sont également cités : Normand et Guillaume de Cholet, Hameline religieuse au Ronceray et Milecende de Cholet prieure de Seiches-sur-le-Loir.
La famille de Cholet s'éteint au début du XIIIe siècle en se fondant dans celle de La Possonnière : en effet Guillaume de Cholet marie sa fille au seigneur de La Possonnière, dont la famille règne tout le long du siècle sur Cholet. Le château est reconstruit mais au début du XIVe siècle, le fief est récupéré par le suzerain, le seigneur de Chemillé. Par le mariage de Thomasse de Chemillé — probablement une Chemillé-Thouars, peut-être une sœur ou du moins une proche parente de Thomas de Chemillé qui fut le père de Jeanne, dame de Chemillé et de Mortagne et par elle le beau-père de Barthélemy (Jean) de La Haye-Passavant — avec Philippe de Montalais, sire de Chambellay, Cholet passe en 1340 dans la famille de Montalais puis, par le mariage de leur petite-fille Marie de Montalais (fille de Robin, sœur d'Ambroise, tante d'Hugues et grand-tante de Mathurin de Montalais) avec Briant V de Montjean (mort vers 1400), dans la famille de Montjean.
En 1343, le sel devient un monopole d'État, par une ordonnance du roi Philippe VI de Valois, qui institue la gabelle, la taxe sur le sel. L'Anjou fait partie des pays de grande gabelle et comprend seize tribunaux spéciaux ou greniers à sel dont celui de Cholet.
Jean II de Montjean (mort vers le milieu du XVe siècle, fils de Jean Ier et petit-fils de Briant V de Montjean et Marie de Montalais) décide d'aliéner les terres de Cholet à Jean d'Orléans (le grand-père paternel de François Ier), qui les revend en 1463 à Antoinette de Maignelais (née vers 1434), liée à Charles VII puis maîtresse de François II, duc de Bretagne. Elle meurt vers 1474/1475 ; elle est inhumée dans la chapelle des Cordeliers de Cholet. Son fils Artus de Villequier hérite mais doit vendre à Tanneguy du Chastel et à sa fille Jeanne du Chastel.

### Les Temps modernes
Jeanne du Chastel, dame de Combourg par sa mère Jeanne Raguenel, étant mariée avec Louis de Montjean (fils aîné de Jean II et mort avant 1508), Cholet revient donc aux Montjean. Leur fils le maréchal René de Montjean épouse sans postérité Philippes de Montespedon (prénom alors épicène) ; veuve en 1539, elle se remarie en 1544 à Charles de La Roche-sur-Yon et lui laisse Cholet ; Philippes de Montespedon était de son propre chef dame de Beaupréau et de Chemillé.
Plus tard, l'héritier de Philippes de Montespedon, Guy III de Scépeaux, vend la terre de Cholet dès 1578 à André de Beauvau-Pimpéan, fils de René, fils de Louis, fils d'Antoine, fils lui-même de Bertrand de Beauvau. André meurt tragiquement, exécuté en 1579. André fut le mari de Philippa/Philippe de Naillac, morte en 1603, fille de René de Naillac, 1er écuyer de Charles IX. Veuve, elle se remarie en 1581 avec Claude III Barjot de Moussy. Léonor Ier Barjot (il serait mort après 1643, devenu prêtre oratorien ; fils de Claude III Barjot et de sa 1re femme, Anne d'Availloles/d'Avayolles) épouse en 1588 Renée-Gabrielle de Beauvau-Pimpéan, fille d'André et Philippe de Naillac, et sœur de Jean-Baptiste de Beauvau-Pimpéan (beau-frère de Richelieu). D'où la succession de Cholet à leurs fils :
- Claude-Philippe Barjot (tué en duel en 1618) ; sa veuve Charlotte des Boves se remarie avec le maréchal-duc Henri de La Ferté ;
- Léonor II Barjot de Moussy, mort en 1644, marié en 1629 avec Léonore Voyer de Paulmy, morte en 1654, petite-cousine de René de Voyer de Paulmy d'Argenson.

René Ier Barjot de Moussy (fils de Léonor II et Léonore Voye, mort en 1677), se marie en 1654 avec Charlotte de Maillé-Karman et ils ont un fils, René II Barjot de Moussy (1658-1729). La terre de Cholet devient baronnie avant 1618 et ensuite marquisat.
Avant 1671, le marquisat de Cholet passe aux de Broon, cédé par René Ier à une famille qui serait de sa parenté car Jacques de Broon de Fourneaux, mort en 1622, aurait épousé Léonore/Philippe Barjot de Moussy (1589-1656), qui pourrait être une fille de Léonor Ier et Renée-Gabrielle de Beauvau, donc une sœur de Claude-Philippe et Léonor II et une tante de René Ier. Leur fils René-François de Broon né en 1618, mort en 1701 sans postérité, rebâtit le château ; il acquiert aussi le comté de Chemillé vers 1680 ; les armes des Broon ont donné le blason de Cholet.
Les de Broon de Fourneaux vendent le marquisat de Cholet et le comté de Chemillé en 1702 à François-Édouard Colbert (1674-1706), fils d'Édouard-François Colbert et père de Louis-René-Édouard Colbert de Maulévrier (1699-1750) ; ce dernier est le père de François-Édouard-Henri-René (1727-1748) et l'oncle d'Édouard-Victurnien-Charles-René (1754-1839) et d'Édouard-Charles-Victurnien Colbert. Le 9 avril 1755, les créanciers des Colbert de Maulévrier obtiennent l'adjudication de Cholet et Chemillé, pour 482 000 livres environ, au profit du marquis Louis Le Peultre de Marigny, qui cède en 1763 au comte Gabriel François de Rougé, bienfaiteur de Cholet. Gabriel-François de Rougé est suivi de sa veuve Marie-Anne-Christine-Joséphine de Croÿ d'Havré (1737-1788) puis du frère de celle-ci, le duc d'Havré Joseph-Anne-Auguste-Maximilien de Croÿ (1744-1839), dernier comte de Chemillé et marquis de Cholet.
Plusieurs seigneurs marquent ainsi l'histoire de la ville à l'époque moderne : René Barjot, marquis de Cholet (1605-1665), René-François de Broon (1668-1701), Louis-René-Édouard Colbert de Maulévrier et Gabriel-François de Rougé dit " le marquis de Cholet " de 1763 à 1786, en l'honneur duquel on crée la place Rougé dans le centre de la ville.
En 1858, on relève seulement 126 plaques de rue à Cholet. Selon une observation de Pierre Boureau, c'est en 1871 que le conseil municipal (maire : Zacharie Loiseau), décide la numérotation des maisons. On relève à l'époque 1 500 maisons à Cholet. C'est ensuite sous le court mandat de Léon Pissot que sont généralisé les plaques des rues et celles des numéros des maisons.
L'industrie textile est à l'origine du développement de la cité, sous l'Ancien Régime. Dans la première ville industrielle du département, un siècle plus tard, aucune rue n'est encore venue honorer quelque figure  ouvrière du tissage. Comme le relève Jean-Joseph Chevalier : « le monde du travail reste le trou noir de la mémoire choletaise ». Se trouve-t-il rendu invisible par le tropisme de la tradition vendéenne ?

### La Révolution et l'Empire
Cholet subit de terribles destructions, à l'époque des guerres de Vendée, en particulier lors de la bataille de Cholet, le 17 octobre 1793. La ville est détruite de 60 à 70 % et a perdu 5 000 habitants, tués ou disparus, sur une population de 8 400 à 8 500 avant le conflit. En bordure de la voie inter-quartiers, près de l'aérodrome, un nouveau monument commémore cet événement en 1993 parmi six autres croix érigées antérieurement pour le jubilé de 1850,, dont quatre toujours présentes sur la voie publique.

#### Le mouchoir de Cholet

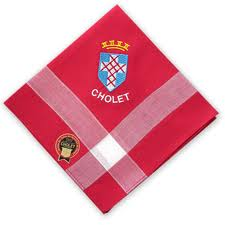
Mouchoir rouge de Cholet.

Une des spécialités textiles de Cholet est son célèbre mouchoir rouge qui lui vaut son appellation de Capitale du mouchoir et dont Théodore Botrel s'est inspiré pour composer une chanson intitulée Le mouchoir rouge de Cholet. L'histoire de ce mouchoir remonte aux guerres de Vendée : en effet, le 17 octobre 1793, la grande bataille de Cholet oppose, d'un côté, les Vendéens, avec d'Elbée, Bonchamps, la Rochejaquelein, Stofflet, de l'autre Beaupuy, Travot, Marceau, Kléber et les Mayençais. Henri de la Rochejaquelein porte à son chapeau, sur sa poitrine et à son côté, trois mouchoirs blancs de Cholet, afin de mieux se faire reconnaître de ses hommes, mouchoirs qui le désignent tout aussi sûrement aux balles républicaines. Ayant utilisé un de ces mouchoirs blancs pour panser une blessure, celui-ci devient rouge de son sang. C'est cet acte de bravoure que Théodore Botrel a voulu immortaliser en l'attribuant, sans doute pour la rime, au général vendéen Charette. Un cénotaphe est érigé, au lieu-dit la Haie de Bureau, entre Cholet et Nuaillé, à l'endroit où Henri de la Rochejaquelein est blessé mortellement le 28 janvier 1794.
Depuis, le mouchoir traditionnel de Cholet créé par un industriel local, Léon Maret, est rouge avec des bandes blanches. Il est l'ambassadeur de Cholet, tant intra-muros qu'à l'extérieur de la ville, porté en déplacement par les membres de la Jeune-France.

### L'époque contemporaine
Les filatures, les tissages et les blanchisseries marquent le paysage de la ville, au XIXe siècle. Quelques grandes familles de marchands-fabricants font travailler des milliers de tisserands des alentours, dans leurs caves (voir l'habitat caractéristique des « maisons de tisserands »).

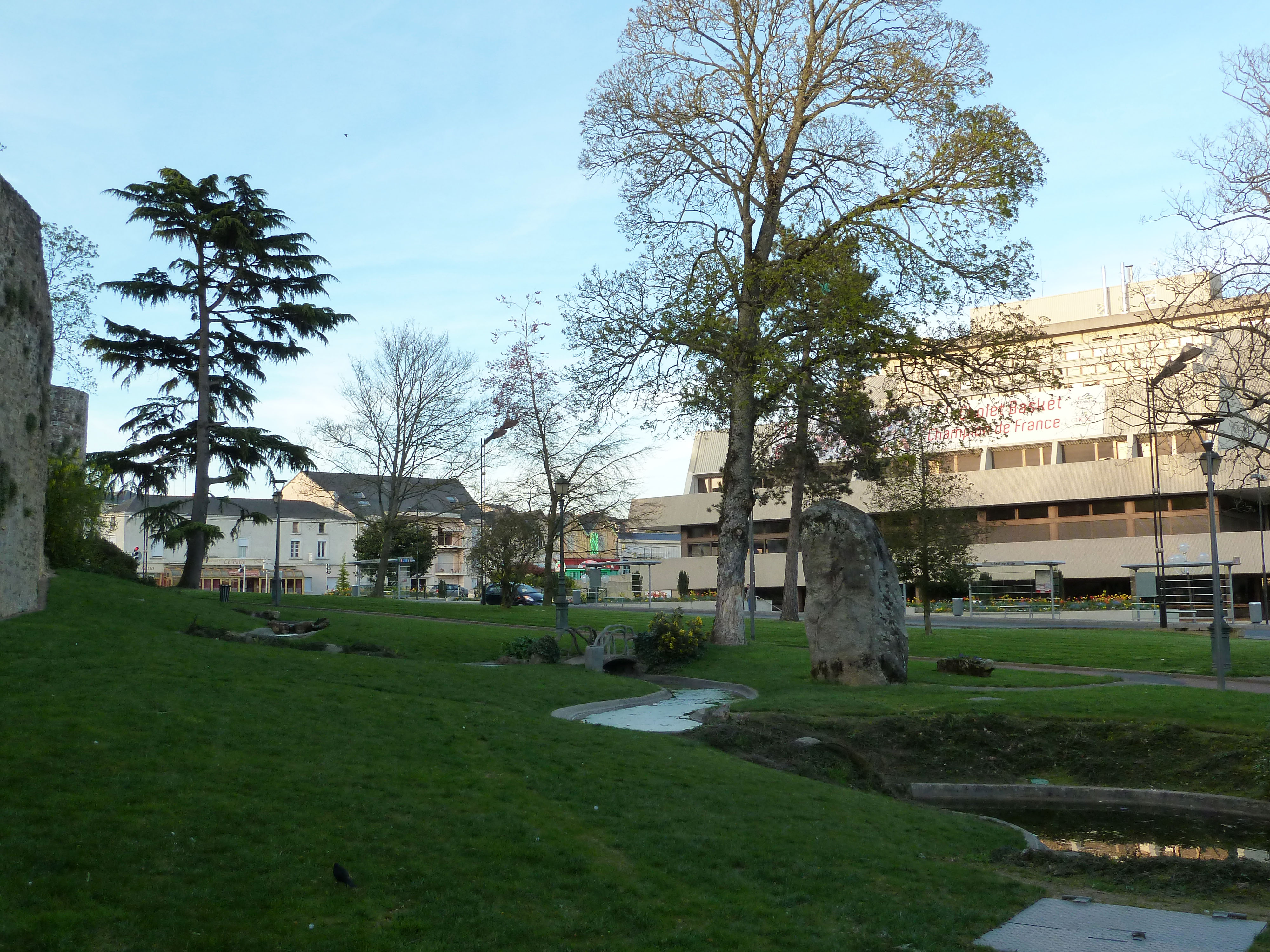
Centre-ville Cholet : jardin du mail et hôtel de ville.

Dès la fin du XIXe siècle, la mécanisation du tissage conduit le pays choletais à une première reconversion, dans le secteur de la chaussure, pour occuper ses tisserands chômeurs. L'industrie textile déclinant progressivement, depuis les années 1950, d'autres industries s'implantent — Michelin notamment — et une expansion urbaine transforme la sous-préfecture en une véritable ville moyenne, centre commercial important — présence par exemple d'un centre commercial en plein centre-ville, Les Arcades Rougé, ouvert en novembre 2009 et de magasins d'usine, sur le territoire de la commune voisine de La Séguinière — aux industries diversifiées et siège du deuxième bassin d'emploi de la région Pays de la Loire, après l'agglomération Nantes-Saint-Nazaire. La ville souffre, néanmoins, d'un manque d'emplois tertiaires. Elle est également défavorisée par un certain enclavement dans le passé mais cet état de fait diminue à la suite de l'ouverture de l'autoroute A87, mise en service en 2002, vers Angers et, en 2003, vers La Roche-sur-Yon.
Le 3 août 1973, la commune voisine du Puy-Saint-Bonnet située précédemment dans le département des Deux-Sèvres, fusionne avec Cholet. Les limites des départements sont donc modifiées à cette occasion. Le Puy-Saint-Bonnet conserve le statut de commune associée et compte 1 760 habitants en 1999.
En décembre 2006, le maire, Gilles Bourdouleix, lance l'idée d'un rattachement de Cholet et de son agglomération au département de la Vendée, à la suite de sa brouille avec le Conseil général de Maine-et-Loire ; sa proposition d'un référendum fait toutefois long feu. Il relance sa proposition en 2011, durant la campagne des élections sénatoriales, précisant que son projet de 2006 était « une blague ».

## Politique et administration

### Tendances politiques et résultats
Le 20 juillet 2021, le Conseil d’État a annulé les opérations électorales des 15 mars et 28 juin 2020 et prononcé l’inéligibilité d’Anne Hardy, cheffe de file de l'opposition, pour une durée d'un an. Un nouveau scrutin devra se tenir dans les trois mois, à partir de la décision du Conseil d'État. En attendant, la ville est dirigée par une délégation spéciale, nommée par le préfet et composée de six personnes, pour remplir les fonctions du conseil municipal. De nouvelles élections sont prévues les 19 et 26 septembre 2021. La liste conduite par Gilles Bourdouleix ayant obtenu la majorité absolue le 19 septembre 2021 avec 56,8 % des voix, celui-ci est réélu maire lors du conseil municipal du 24 septembre.

### Administration municipale
Le nombre d'habitants au dernier recensement étant compris entre 50 000 et 59 999, le nombre de membres du conseil municipal est de 45.

### Liste des maires

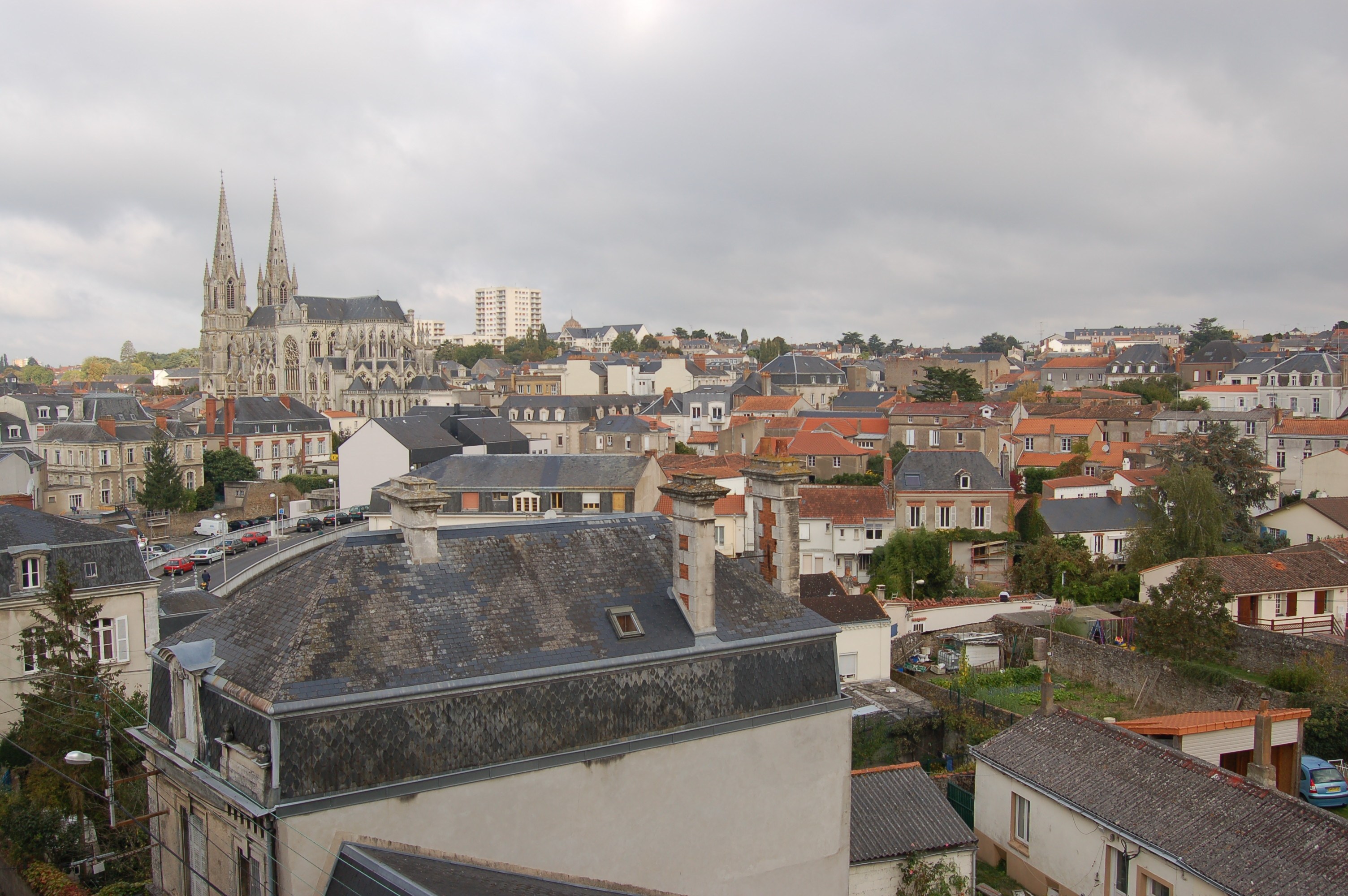
Vue de la ville.

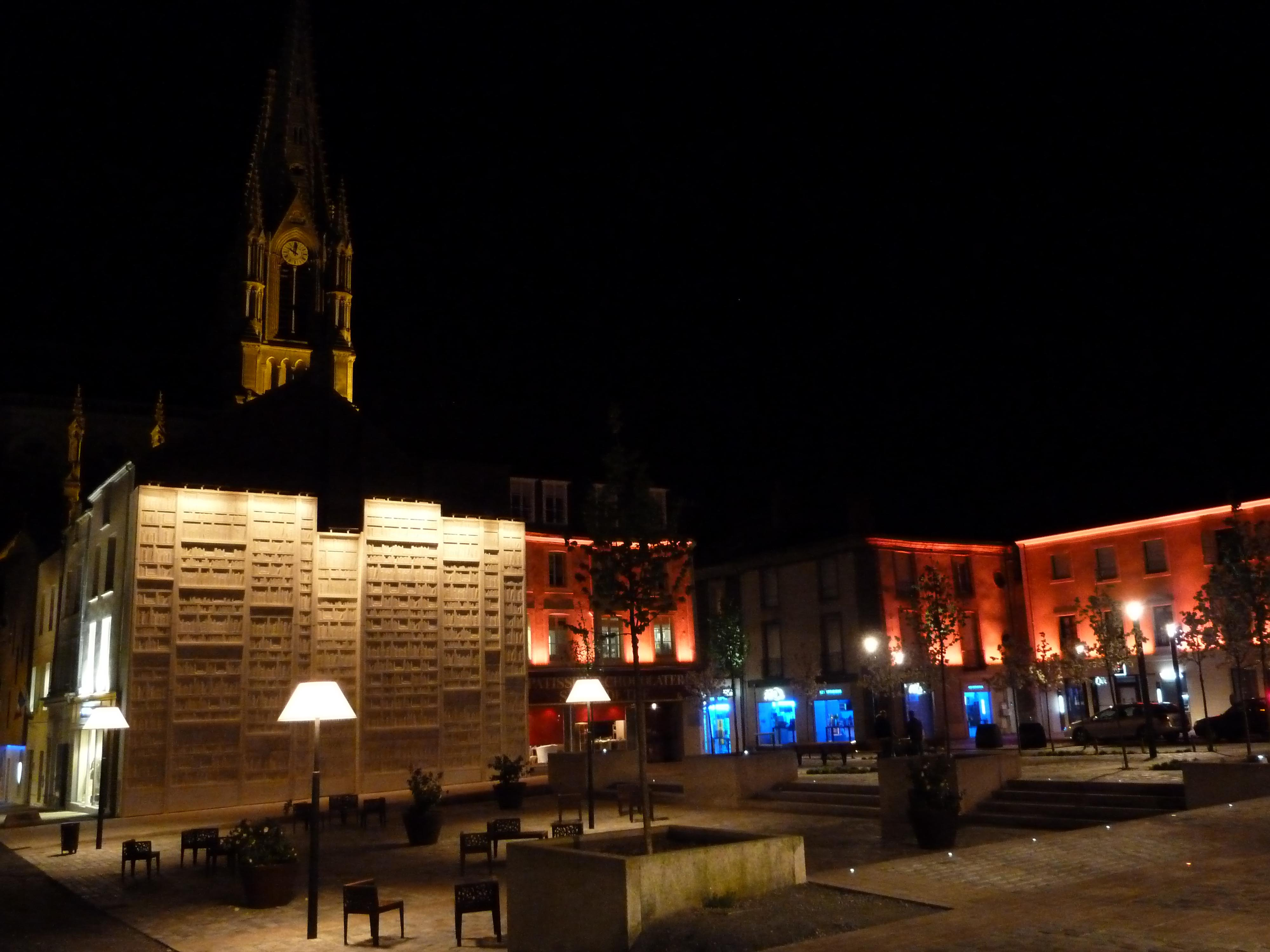
Aménagement du centre ville, vue de nuit.

### Intercommunalité et découpage électoral
Cholet fait partie de l'agglomération du Choletais.
À partir des élections de mars 2015, Cholet est le chef-lieu de deux cantons :
- le canton de Cholet-1 comprend la partie de la commune de Cholet située à l'ouest et au sud d'une ligne définie par l'axe des voies et limites suivantes : depuis la limite territoriale de la commune de Saint-Léger-sous-Cholet, chemin communal n° 5, rue Charles-Lindbergh, boulevard des Bois-Lavau (route départementale 13), boulevard du Pont-de-Pierre, boulevard Hérault, place de la République, boulevard Gustave-Richard, rue Nationale, rue Sadi-Carnot, rue de Lorraine, rue de Maulévrier (route départementale 20), jusqu'à la limite territoriale de la commune de Mazières-en-Mauges ;
- le canton de Cholet-2 se compose de la fraction de la ville de Cholet non incluse dans le canton de Cholet-1 et de vingt-cinq communes : Cernusson, Les Cerqueux, Les Cerqueux-sous-Passavant, Chanteloup-les-Bois, Cléré-sur-Layon, Coron, La Fosse-de-Tigné, Maulévrier, Mazières-en-Mauges, Montilliers, Nuaillé, Nueil-sur-Layon, Passavant-sur-Layon, La Plaine, Saint-Paul-du-Bois, Somloire, Tancoigné, La Tessoualle, Tigné, Toutlemonde, Trémentines, Trémont, Vezins, Vihiers et Yzernay.

Cholet fait partie de la cinquième circonscription de Maine-et-Loire.

### Accessibilité pour les personnes en situation de handicap
Dès 2003, bien avant la loi du 11 février 2005, la Ville de Cholet amorce une politique volontariste en matière d'accessibilité avec la mise en place d'un groupe de travail pour la promotion de la personne handicapée (GTPPH). Plusieurs actions concrétisent le travail de ce groupe :
- l'accessibilité des bus et arrêts[OF 1] ;
- l'édition d'un Guide d'accueil des personnes en situation de handicap[76],[75] ;
- l'organisation d'un forum vacances et loisirs adaptés tous les deux ans[77] ;
- la ville dispose d'un centre commercial « L'Autre Faubourg », équipé pour l'accessibilité des personnes handicapées[78], ainsi que de feux de signalisation et bus dotés d'un dispositif sonore permettant aux personnes non voyantes de se déplacer ;
- la ville de Cholet est lauréate du prix Coup de Cœur des collectivités accessibles décerné en 2010 par Le Courrier des maires et la gazette Santé Sociale[79] ;
- jusqu'en 2015[80], l'institut municipal des langues propose un enseignement de la langue des signes[81] ;
- plusieurs sites sont labellisés « Tourisme et Handicap »[82] ;
- le Point info famille propose un relais d'accueil local de la Maison départementale des personnes handicapées depuis le 1er septembre 2013[83] ;
- la mise en place d'un label handi-bienveillant à destination des commerçants[84].

### Jumelages et liens de coopérations
Au 2 mars 2015, Cholet n'est jumelée avec aucune commune, au sens des contrats de jumelages, mais dans ce même cadre de la coopération décentralisée, la commune a signé plusieurs contrats de coopération :
- en 1985, des échanges culturels et scolaires avec Oldenbourg en Allemagne ;
- en 1996, des échanges culturels et scolaires avec Dénia en Espagne ;
- en 1999, des échanges scolaires avec Solihull au Royaume-Uni ;
- en 2010, un programme développement local (2010-2012) avec Boussé au Burkina-Faso ;
- en 2010, une promotion (2010-2015) de l'offre culturelle et touristique du village d'Araya au Liban ;
- en 2013, un appui institutionnel et une aide à la gestion des services publics locaux avec Dorohoï en Roumanie.

## Population et société

### Démographie
Les habitants de la commune sont appelés les Choletais.
Voir aussi l'aire urbaine de Cholet et son unité urbaine.

#### Évolution démographique
Une importante baisse de population est à noter, entre 1793 et 1800, comme dans beaucoup de communes de la Vendée militaire. Au 1er janvier 2012, la ville compte 56 115 habitants, dont 2 095 demeurant sur le territoire de la commune associée du Puy-Saint-Bonnet.

L'évolution du nombre d'habitants est connue à travers les recensements de la population effectués dans la commune depuis 1793. Pour les communes de plus de 10 000 habitants les recensements ont lieu chaque année à la suite d'une enquête par sondage auprès d'un échantillon d'adresses représentant 8 % de leurs logements, contrairement aux autres communes qui ont un recensement réel tous les cinq ans,.
En 2022, la commune comptait 54 074 habitants, en évolution de +0,66 % par rapport à 2016 (Maine-et-Loire : +2,12 %, France hors Mayotte : +2,11 %). Le maximum de la population est atteint en 1982 avec 55 524 habitants.
| 1793  | 1800  | 1806  | 1821  | 1831  | 1836  | 1841  | 1846  | 1851   |
| ----- | ----- | ----- | ----- | ----- | ----- | ----- | ----- | ------ |
| 8 444 | 4 709 | 4 746 | 4 865 | 7 345 | 8 895 | 8 413 | 8 413 | 10 385 |

| 1856   | 1861   | 1866   | 1872   | 1876   | 1881   | 1886   | 1891   | 1896   |
| ------ | ------ | ------ | ------ | ------ | ------ | ------ | ------ | ------ |
| 11 775 | 12 735 | 13 360 | 13 552 | 14 288 | 15 916 | 16 855 | 16 891 | 17 844 |

| 1901   | 1906   | 1911   | 1921   | 1926   | 1931   | 1936   | 1946   | 1954   |
| ------ | ------ | ------ | ------ | ------ | ------ | ------ | ------ | ------ |
| 19 352 | 20 427 | 21 058 | 19 542 | 20 482 | 21 711 | 23 385 | 26 086 | 29 358 |

| 1962   | 1968   | 1975   | 1982   | 1990   | 1999   | 2006   | 2011   | 2016   |
| ------ | ------ | ------ | ------ | ------ | ------ | ------ | ------ | ------ |
| 36 565 | 41 766 | 52 976 | 55 524 | 55 132 | 54 204 | 54 632 | 54 421 | 53 718 |

| 2021   | 2022   | - | - | - | - | - | - | - |
| ------ | ------ | - | - | - | - | - | - | - |
| 53 936 | 54 074 | - | - | - | - | - | - | - |

#### Pyramide des âges
La population de la commune est relativement jeune.
En 2018, le taux de personnes d'un âge inférieur à 30 ans s'élève à 35,6 %, soit en dessous de la moyenne départementale (37,2 %). À l'inverse, le taux de personnes d'âge supérieur à 60 ans est de 28,0 % la même année, alors qu'il est de 25,6 % au niveau départemental.
En 2018, la commune comptait 26 092 hommes pour 28 094 femmes, soit un taux de 51,85 % de femmes, légèrement supérieur au taux départemental (51,37 %).
Les pyramides des âges de la commune et du département s'établissent comme suit.
| Hommes | Classe d’âge | Femmes |
| ------ | ------------ | ------ |
| 0,9    | 90 ou +      | 1,7    |
| 8,0    | 75-89 ans    | 10,8   |
| 16,1   | 60-74 ans    | 18,5   |
| 19,4   | 45-59 ans    | 19,2   |
| 18,2   | 30-44 ans    | 16,1   |
| 18,7   | 15-29 ans    | 17,3   |
| 18,8   | 0-14 ans     | 16,5   |

| Hommes | Classe d’âge | Femmes |
| ------ | ------------ | ------ |
| 0,9    | 90 ou +      | 2,1    |
| 7      | 75-89 ans    | 9,5    |
| 16,2   | 60-74 ans    | 16,9   |
| 19,4   | 45-59 ans    | 18,7   |
| 18,2   | 30-44 ans    | 17,5   |
| 18,8   | 15-29 ans    | 17,6   |
| 19,5   | 0-14 ans     | 17,6   |

### Enseignement
L'enseignement à Cholet couvre toute l'étendue de la formation — scolaire, professionnelle, sportive et artistique — depuis les sections des classes maternelles jusqu'aux établissements d'études supérieures.
Le système d'enseignement français est fondé sur de grands principes, certains inspirés de la Révolution de 1789, de lois votées entre 1881 et 1889 et sous les IVe et Ve Républiques ainsi que de la Constitution du 4 octobre 1958. Les établissements d'enseignement de la ville de Cholet relèvent de l'Académie de Nantes et se répartissent entre l'enseignement public et l'enseignement privé.

#### Écoles maternelles
La ville de Cholet administre seize écoles maternelles et quinze écoles élémentaires publiques. Elle dispose de huit écoles maternelles et huit écoles élémentaires privées.
| Nom de l'école      | Adresse                                 | Zone desservie                  | Nombre d'élèves | RNE      |
| ------------------- | --------------------------------------- | ------------------------------- | --------------- | -------- |
| Anne Bronté         | rue Charlemagne                         | Calvaire-Jean Monnet-Choletière | 126             | 0492256L |
| Buffon              | 10 rue Lieutenant-colonel de Malleray   | Lorraine                        | 89              | 0490119N |
| Chambord            | rue de Fontevrault                      | Turbaudières-Girardière         | 95              | 0491885H |
| Jules Verne         | Avenue de Mocrat                        | Pasteur-Bretagne                | 148             | 0491036K |
| La Bourie-Fresnière | 3 rue Mourmelon                         | Val de Moine                    | 120             | 0491694A |
| La Bruyère          | 6 rue Jean de la Bruyère                | Val de Moine                    | 134             | 0490775B |
| La Chevallerie      | Rue des templiers                       | Le Puy-Saint-Bonnet             | 160             | 0491747H |
| La Fontaine         | 56 rue du Chêne                         | Lorraine                        | 96              | 0490774A |
| La Girardière       | 63 rue de la Girardière                 | Turbaudières-Girardières        | 110             | 0491627C |
| Paradis             | 43 rue du Paradis                       | Centre-ville                    | 59              | 0490116K |
| Les Richardières    | 8 rue Jean-Jacques Rousseau             | Calvaire-Jean Monnet-Choletière | 101             | 0490988H |
| Les Turbaudières    | 3 rue des orfèvres                      | Calvaire-Jean Monnet-Choletière | 78              | 0491720D |
| Saint Exupéry       | 26 rue Louis-Marie Grignion de Montfort | Calvaire-Jean Monnet-Choletière | 95              | 0490117L |
| Marie Curie         | 40 rue Marceau                          | Centre-ville/Pasteur-Bretagne   | 200             | 0491847S |
| Molière             | 5 rue de Maupassant                     | Tuilerie-Leclerc                | 106             | 0491957L |

| Nom de l'école           | Adresse                           | Zone desservie          | Nombre d'élèves | RNE      |
| ------------------------ | --------------------------------- | ----------------------- | --------------- | -------- |
| Jeanne d'Arc             | 26 rue du Devau                   | Centre-ville            | 265             | 0491093X |
| Notre-Dame du Chêne rond | 22 rue Nationale Le Puy St Bonnet | Puy St Bonnet           | 91              | 0491702J |
| Notre-Dame du Bretonnais | 2 rue Jean Jaurès                 | Centre-ville            | 293             | 0491552W |
| Sainte-Marie             | 11 rue des Couteliers             | Turbaudières-Girardière | 215             | 0491094Y |
| Saint-Pierre Gelusseau   | avenue du Lac                     | Val de Moine            | 186             | 0491554Y |
| Saint Louis Le Breloquet | 2 bis rue du Breloquet            | Libération              | 208             | 0491558C |
| Saint Jean               | 10 rue Marc Sangnier              | Centre-ville            | 342             | 0491556A |
| Saint-Joseph             | 45 rue Darmaillacq                | Centre-ville            | 127             | 0491559D |

#### Écoles primaires
| Nom de l'école            | Adresse                                     | Zone desservie                  | Nombre d'élèves | RNE      |
| ------------------------- | ------------------------------------------- | ------------------------------- | --------------- | -------- |
| Buffon                    | 14 avenue du Lieutenant Colonel de Malleray | Lorraine                        | 114             | 0490385C |
| Chambord                  | Rue de Chambord                             | Turbaudières-Girardière         | 139             | 0491886J |
| Charlotte et Emily Brontë | 1 rue Charlemagne                           | Calvaire-Jean Monnet-Choletière | 140             | 0492257M |
| Jules Verne               | Avenue de Mocrat                            | Pasteur-Bretagne                | 148             | 0491036K |
| La Bourie Fresnière       | 5 rue de Mourmelon                          | Val de Moine                    | 146             | 0491694A |
| La Bruyère                | 4 rue Jean de la Bruyère                    | Val de Moine                    | 213             | 0491910K |
| La Chevallerie            | Rue des Templiers                           | Puy St Bonnet                   | 160             | 0491747H |
| La Girardière             | 63 rue de la Girardière                     | Turbaudières-Girardière         | 110             | 0491627C |
| Les Richardières          | 6 rue Jean Jacques Rousseau                 | Calvaire-Jean Monnet-Choletière | 181             | 0490987G |
| Les Turbaudières          | 1 rue des Orfèvres                          | Turbaudières-Girardière         | 82              | 0491719C |
| Marie Curie               | 40 rue Marceau                              | Centre-ville/Pasteur-Bretagne   | 200             | 0491847S |
| Molière                   | Rue Léon Maret                              | Tuilerie-Leclerc                | 170             | 0490780G |
| Paradis                   | 43 rue du Paradis                           | Centre-ville                    | 141             | 0490383A |
| Saint Exupéry             | 26 rue Grignion de Montfort                 | Libération                      | 179             | 0491848T |
| Turpault                  | 8 rue Montalembert                          | Lorraine                        | 245             | 0490621J |

| Nom de l'école           | Adresse                           | Zone desservie          | Nombre d'élèves | RNE      |
| ------------------------ | --------------------------------- | ----------------------- | --------------- | -------- |
| Jeanne d'Arc             | 26 rue du Devau                   | Centre-ville            | 265             | 0491093X |
| Notre Dame du Chêne Rond | 22 rue Nationale Le Puy St Bonnet | Puy St Bonnet           | 91              | 0491702J |
| Notre Dame du Bretonnais | 2 rue Jean Jaurès                 | Centre-ville            | 293             | 0491552W |
| Sainte Marie             | 11 rue des Couteliers             | Turbaudières-Girardière | 215             | 0491094Y |
| Saint Pierre Gelusseau   | avenue du Lac                     | Val de Moine            | 186             | 0491554Y |
| Saint Louis Le Breloquet | 2 bis rue du Breloquet            | Libération              | 208             | 0491558C |
| Saint Jean               | 10 rue Marc Sangnier              | Centre-ville            | 342             | 0491556A |
| Saint Joseph             | 45 rue Darmaillacq                | Centre-ville            | 127             | 0491559D |

#### Collèges
Le département gère huit collèges : le collège public Georges-Clemenceau, le collège public Colbert, le collège privé Jeanne-d'Arc (établissement fondé en 1852), le collège public Joachim-du-Bellay, le collège privé Notre-Dame-du-Bretonnais, le collège public République, le collège privé Saint-Joseph (fondé en 1843) et le collège public Trémolières.
| Nom du collège     | Adresse du collège       | Nombre de classes   | Nombre d'élèves | Taux de réussite au diplôme national du brevet | RNE      |
| ------------------ | ------------------------ | ------------------- | --------------- | ---------------------------------------------- | -------- |
| Colbert            | 63 rue du Devau          | 14[réf. nécessaire] | 362             | 80.49 %                                        | 0491025Y |
| Georges Clemenceau | 110 rue Porte Baron      | 21[réf. nécessaire] | 436             | 77.88 %                                        | 0490022H |
| Joachim du Bellay  | 3 Square de Liré         | 19[réf. nécessaire] | 386             | 73.20 %                                        | 0491675E |
| République         | 6 place de la République | 21[réf. nécessaire] | 475             | 91.51 %                                        | 0491026Z |
| Trémolières        | 18 rue de Chenonceaux    | 24[réf. nécessaire] | 520             | 84.75 %                                        | 0491859E |

| Nom du collège           | Adresse du collège | Nombre de classes   | Nombre d'élèves | Taux de réussite au diplôme national du brevet | RNE      |
| ------------------------ | ------------------ | ------------------- | --------------- | ---------------------------------------------- | -------- |
| Jeanne d'Arc             | 19 rue de l’Étoile | 20[réf. nécessaire] | 522             | 96.88 %                                        | 0490829K |
| Notre Dame du Bretonnais | 93 rue Maindron    | 23                  | 646             | 97,2%                                          | 0490862W |
| Saint Joseph             | 45 rue Darmaillacq | 27[réf. nécessaire] | 560             | 92.50 %                                        | 0490860U |

#### Lycées
La région gère cinq lycées : le lycée prolyvalent Jeanne-Delanoue, le lycée polyvalent Europe-Robert Schuman ouvert en 1971, le lycée Sainte-Marie (institution fondée en 1901 par le chanoine Bossard), le lycée technologique et professionnel La Providence et le lycée polyvalent Fernand-Renaudeau. Ce lycée est réparti sur deux site : Renaudeau construit en 1967, sur l'emplacement d'une ancienne tuilerie, en remplacement du centre d'apprentissage, réalisé par Patrice Simon, architecte en chef des bâtiments civils et palais nationaux. La façade est ornée en 1967 par Geoffroy Dauvergne, sur une longueur de plus de 32 mètres, de plusieurs panneaux de mosaïques en matériaux divers, pierres de différentes couleurs, terre cuite et galets et le lycée de la mode, rue du Carteron.
| Nom du lycée                           | Adresse du lycée      | Nombre d'élèves | Formations | RNE      |
| -------------------------------------- | --------------------- | --------------- | --- | -------- |
| Lycée polyvalent Fernand Renaudeau     | 11 rue de la Tuilerie | 1 582           | - Baccalauréat général - Baccalauréat technologique: STD2A, STI2D, MELEC - Certificat d'aptitudes professionnelles : assistant technique en milieux familial et collectif, ébéniste, électricien systèmes d’aéronefs,menuiserie mobilier et agencement, monteur en installations sanitaires - Brevet de technicien supérieur : métiers de la mode, de la chaussure, de la maroquinerie et du vêtement - Diplôme National des métiers de l'art et du design : mode, textile, matériaux, graphisme, design, vêtement, accessoires | 0490054T |
| Lycée polyvalent Europe Robert Schuman | 39 avenue de l'Europe | 971             | - Baccalauréat général - Baccalauréat technologique : STMG - Baccalauréat professionnel : métiers de l’accueil, métiers du commerce et de la vente, organisation du transport de marchandises, assistance à la gestion des organisations et de leurs activités - Brevet de technicien supérieur : MCO, CG, CI, GTLA | 0490018D |

| Nom du lycée                                        | Adresse du lycée          | Nombre d'élèves | Formations | RNE      |
| --------------------------------------------------- | ------------------------- | --------------- | --- | -------- |
| Sainte Marie - ESUPEC,                              | 43 rue Saint-Bonaventure  | 1150            | - Baccalauréat général - Baccalauréat technologique: STMG - Brevet de technicien supérieur : CG, NDRC, SIO, communication, FED - Licence : ressources humaines et relations sociales, CCA; commerce et marketing, informatique générale (développeur) - Master : marketing vente - Classe préparatoire aux concours paramédicaux ; - Classe préparatoire au concours d'entrée dans les Instituts de formation en soins infirmiers (IFSI) ; - Certificat professionnel de vendeur, conseiller en magasin. | 0492406Z |
| Lycée polyvalent Jeanne Delanoue,                   | 11 boulevard Jeanne d'Arc | 660             | - 4e et 3e d’orientation professionnelle - Baccalauréat technologique : ST2S, STD2A, STHR - Baccalauréat professionnel : ASSP, commercialisation et services en restauration, cuisine, laboratoire contrôle qualité, SAPAT, étude et réalisation d'agencement, métiers de la mode et du vêtement - Certificat d'aptitude professionnelle : cuisine, métiers de la mode et vêtement flou, accompagnant éducatif petite enfance, commercialisation et service en hôtel-café-restaurant - Brevet de technicien supérieur : métiers des services à l'environnement, SP3S, économie sociale familiale, management en hôtellerie et restauration - Diplôme d’État d’aide-soignant | 0490904S |
| Lycée technologique et professionnel la Providence, | 33 avenue Gustave Ferrié  | 562             | - 3e prépa métiers - Baccalauréat professionnel : assistance à la gestion des organisations et de leurs activités, métiers du commerce et de la vente, optique et lunetterie - Brevet de technicien supérieur : MCO, CG, SAM, gestion de la PME, tourisme, NDRC, OL | 0490886X |

Par ailleurs Cholet dispose du groupement d'établissements (GRETA) dont la mission est orientée vers les actions de formation continue pour adultes.
Le centre de formation d'apprentis, Maison familiale rurale de la Bonnauderie, prépare aux métiers de l'hôtellerie, restauration, alimentation, cuisine. Le centre de formation d'apprentis Eurespace, forme dans quatre grands secteurs d'activités : services, industrie, bâtiment et énergies.
Le CFA-CFP La Providence, assure la préparation aux métiers du tertiaire. La Maison familiale rurale de Cholet, (rue Doumer de 1989 à 2005) prépare au BEPA du service aux personnes.
L'école supérieure du choletais (ESUPEC) fait partie de l'institution Sainte-Marie depuis 2018.

#### Enseignement supérieur
Le domaine universitaire, construit à partir de 1989, regroupe : le lycée de la Mode, une antenne de l'université d'Angers et de l'Institut universitaire de technologie d'Angers-Cholet (IUT), le Conservatoire national des arts et métiers (CNAM), l'institut national des techniques économiques et comptables (INTEC), l'institut Colbert (industries de la mode, chaussures et chapeaux) et le kiosque d'accompagnement des parcours (bilan de compétences, validation des acquis).
La ville dispose de l'institut régional sport et santé (IRSS) (formation aux métiers du sport, santé, paramédical et social), d'un institut de formation en soins infirmiers (IFSI), d'une école de prothésistes dentaires, de l'école supérieure pour l'innovation et l'action vers les métiers de l'entreprise (ESIAME) et d'une section choletaise de l'École supérieure des sciences commerciales d'Angers (ESSCA) en liaison avec la chambre de commerce et d'industrie du Choletais.

#### Établissements d'enseignement spécialisé
- le conservatoire du Choletais ;
- l'institut médico-pédagogique (IMP) de La Rivière Sauvageau ;
- l'institut médico-éducatif (IME) Bordage Fontaine ;
- l'institut de rééducation de La Tremblaie ;
- l'établissement et service d'aide par le travail (ESAT).

### Manifestations culturelles et festivités
Tout au long de l'année, la vie choletaise est jalonnée d'animations culturelles :
- fin janvier, la Folle journée, festival de musique classique ;
- fin mars, début avril, le festival de cinéma Adaptations, créé en 2013, met à l'honneur les longs métrages tirés d’œuvres littéraires[163] ;
- en avril, le festival francophone de théâtre amateur Les Arlequins[164], reconnu par Jean-Paul Alègre comme « le premier festival de théâtre amateur de France »[165] ;
- en avril, le carnaval[166]. Une quinzaine de chars — de 10 m de long, 5 m de large et 8 à 10 m de hauteur — accompagnés de groupes dansants, groupes d'animation et formations musicales, défilent dans les rues. Un premier défilé a lieu le dimanche après-midi et, le second, le samedi suivant, en nocturne — considéré comme la plus belle parade nocturne de France[167] et l'un des plus anciens et des plus flamboyants d'Europe[168] — avec les chars illuminés[166] ;
- courant mai, les Z'allumés[169] ;
- une biennale de danse contemporaine Effervescence, s'est déroulée du 1er au 11 juin 2011 sur différents sites de Cholet et d'une commune voisine, Le May-sur-Èvre, la direction artistique étant confiée à Yvann Alexandre[170] ;
- fin juin, début juillet : Estijazz, festival de jazz et musiques d'ailleurs, en plein air au parc de Moine, sur un week-end ;
- début juillet, depuis 2014 : Les graines d'artistes par l'association artistique et culturelle La grange aux arts (ateliers d'initiation dans différents domaines artistiques pour les 8-12 ans) ;
- en juillet, les Enfantillages, festival jeune public en plein air au parc de Moine ;
- l'Été cigale (concerts gratuits à Ribou, le vendredi soir, pendant l'été), remplacé en 2015, après 23 ans d’existence, par Bars en scène, animation musicale dans un café ou un restaurant[171] ;
- en septembre, le festival du court métrage choletais, Hotmilk film makers[172] ;
- en septembre, la foire-exposition, au parc de la Meilleraie ;
- en septembre, le meeting aérien international[173]. En septembre 2010, le meeting aérien marque le centenaire du brevet de pilote de Roland Garros, qui l'a obtenu sur l'aérodrome de Cholet le 19 juillet 1910[174] ;
- en décembre, les animations de fin d'année : spectacle de la crèche vivante, créé en 1998 et présenté en plein air par une centaine de bénévoles, marché de Noël installé dans un décor de village avec la maison du Père Noël, motifs lumineux posés dans les rues par les services municipaux et les illuminations des maisons réalisées par leurs habitants ;
- le Festival Voisinages, spectacles variés en tout genre, qui se déroule dans le théâtre du Jardin de verre ;
- d'octobre à avril, saison de spectacles au théâtre Saint-Louis, trente-cinq spectacles professionnels en matière de théâtre, danse, musique, humour, concerts,etc.

### Santé
Le centre hospitalier, 1 rue de Marengo, établissement public de santé, propose des consultations médicales spécialisées dans différents domaines : cardiologie, chirurgie, gynécologie, maternité, obstétrique, soins de suite et de réadaptation, psychiatrie, hôpital, ophtalmologie, laboratoire d'analyses de biologie médicale. Le centre hospitalier de Cholet a été certifié pour la quatrième fois en janvier 2016 par la Haute autorité sanitaire (HAS). Le laboratoire d'analyses de biologie médicale a été accrédité par le comité français d'accréditation (COFRAC). Dans le domaine de l'enseignement social et paramédical, le centre propose des formations d'auxiliaire de puériculture, de brancardier, de secrétaire médical, d'infirmière, de diététicien, d'imagerie médicale, de tabacologie, d'orthophoniste et de psychomotricien.
La polyclinique du Parc, avenue des Sables, est un établissement d'hospitalisation privée en médecine, chirurgie, obstétrique et chimiothérapie ambulatoire. Elle dispose également d'une annexe, rue d'Arcole pour les soins de suite et réadaptation en séjour ou hôpital de jour.

### Sports

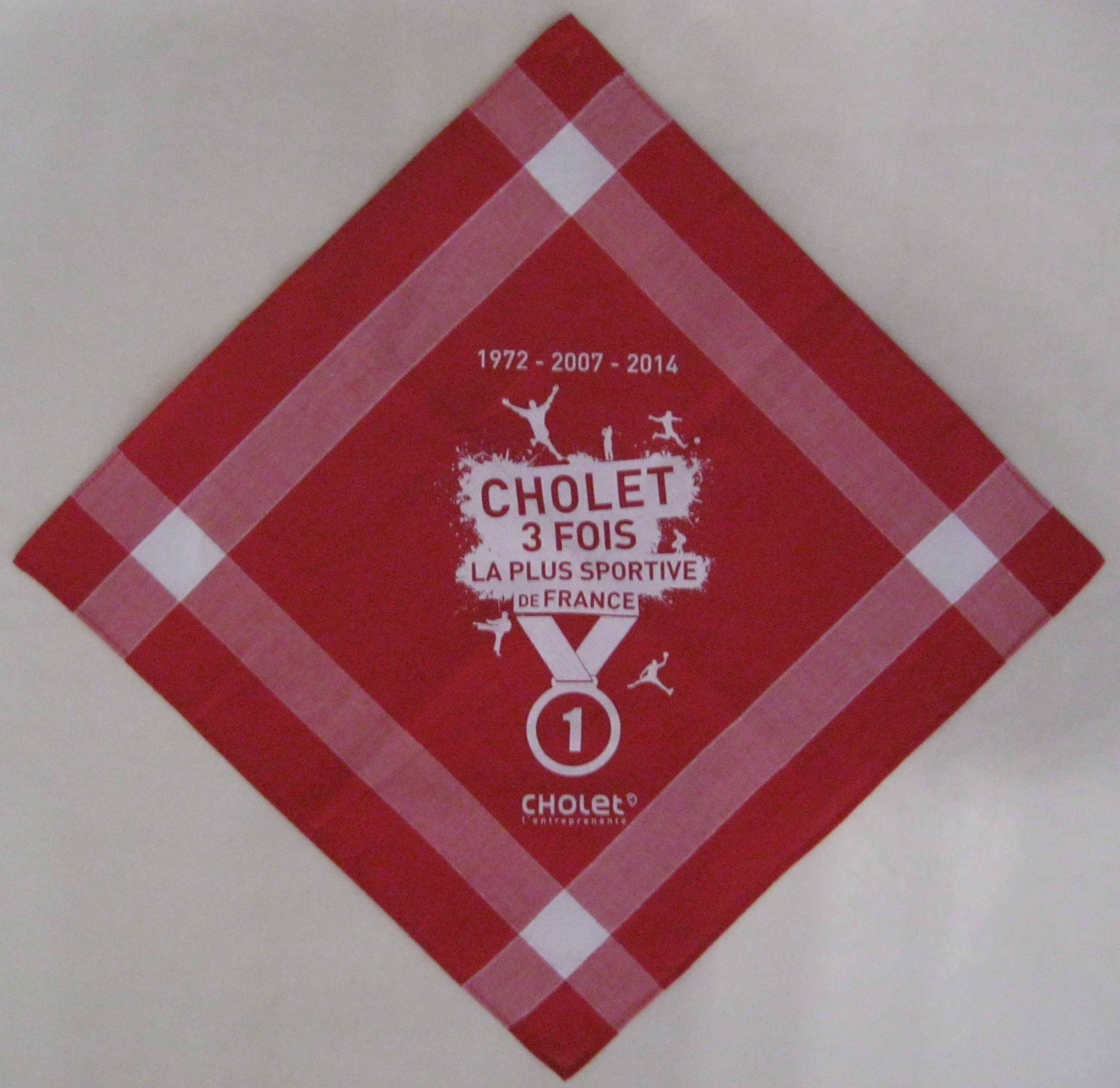
Cholet, ville la plus sportive de France en 1972, 2007 & 2014.

Cholet est reconnue pour son dynamisme sportif ; elle est la seule ville, dans la catégorie des villes de plus de 20 000 habitants, à avoir obtenu trois fois le titre de ville la plus sportive de France — en 1972, en 2007 et en 2014 — dont le trophée lui est remis le 24 octobre 2014 par Alain Lunzenfichter, ex-rédacteur en chef adjoint du journal l'Équipe. Elle obtient également, deux fois, en 2000 et 2011, le titre de Ville la plus sportive des Pays de la Loire, dans la catégorie des communes de plus de 10 000 habitants. Malgré ces différentes marques de reconnaissance, parmi les 1 043 voies publiques recensées sur le site de la ville de Cholet début 2012, seulement dix sont dédiées à des sportifs : Hélène Boucher, Jean Bouin, Pierre de Coubertin, Roland Garros, Jules Ladoumègue, Suzanne Lenglen, Jules Rimet, Jean Robic, un jeune espoir du cyclisme local, Jacques Champion, décédé accidentellement et Georges Vallerey. On peut y ajouter Louis Blériot et Jean Mermoz qui, sans être reconnus comme sportifs, sont les auteurs d'exploits marquants dans le domaine aéronautique. Un complexe sportif comprenant une salle de tennis de table et un gymnase est dédié également à Pierre de Coubertin. Une salle omnisports porte le nom d'Alain Mimoun depuis juin 2013. Une autre porte le nom de René Demianney, président de la ligue de basketball des Pays de la Loire de 1991 à 1996. Le skatepark de la ville porte le nom de Platoon en hommage a Alain Montigné.
En 2021, la ville de Cholet dispose d'un nombre important d'équipements sportifs sur son territoire. Au total, elle gère vingt-sept salles, quinze terrains de football, sept courts de tennis extérieurs, une piste de BMX, un skate parc, un terrain de tir à l'arc, une base nautique, une patinoire et une piscine.

#### Office municipal du sport
L'Office municipal du sport (OMS), créé en 1966 — à l'initiative de cinq dirigeants d'associations locales — a pour objectif de fédérer tous les clubs sportifs de la ville et permettre d'assurer un lien entre les collectivités, les clubs et les habitants. Conformément aux dispositions de la loi du 1er juillet 1901 il est déclaré à la sous-préfecture de Cholet le 22 juillet 1966 par son premier président, François-Xavier Benoiton et enregistré sous le no 1429. Les statuts sont publiés au journal officiel le 3 août 1966. Son siège social est à Cholet, 58 rue Saint-Bonaventure.
L'OMS est administré par un bureau directeur comprenant :
- le maire de la ville de Cholet, membre de droit ou son représentant ;
- un élu de la ville de Cholet désigné par le conseil municipal ;
- dix représentants des associations de la commune qui ont, d'une façon ou d'une autre, partie liée à la pratique sportive ;
- huit personnes choisies en raison de leurs compétences et de leur expérience[182].

Tous ces membres ne prêtent leur concours qu'à titre bénévole.
L'OMS emploie deux personnes salariées qui se partagent la gestion du courrier, des documents internes (convocations, comptes rendus des réunions, archives), ainsi que l'accueil des visiteurs et la réception des appels téléphoniques.
Des missions temporaires peuvent être créées pour un évènement ou une situation spécifique.
En collaboration avec les services municipaux concernés et les associations, l'OMS participe au projet sportif local (PSL), au tour de Cholet et à la préparation du dossier qui permet à la ville de Cholet d'obtenir trois fois (1972, 2007 et 2014) le challenge de la ville la plus sportive de France.
En 2020, il regroupe 8 sections sportives des collèges, cinq sections sportives des lycées, 95 associations représentant 67 disciplines plus deux organisations évènementielles : Cholet national à pétanque et une course pédestre, Les foulées choletaises.

#### Installations existantes en 1966
En 1966, lors de la création de l'OMS, il existe, à Cholet, seulement :
- deux salles de sport (la salle municipale Georges Turpault rue des Bons Enfants et la salle de la JF rue Alphonse Darmaillacq) ;
- trois terrains de football (le terrain de la JF près de l'aérodrome, le terrain de l'Étoile sportive Saint Pierre (ESSP) avenue Leclerc — devenu le stade Henri Jousse — et le terrain du Stade olympique choletais (SOC) rue de la Porte-Baron, plus connu sous le nom de stade Pierre-Blouen) ;
- le vélodrome boulevard Victor-Hugo, remplacé en 1967[L 2] par la salle Auguste-Grégoire et un plateau d'évolutions ;
- l'aérodrome du Pontereau situé sur le terrain de la Papinière, ancien champ de manœuvres du 77e régiment d’infanterie ;
- l'hippodrome, installé depuis 1961 au bois de Clénet après avoir utilisé divers sites sur Cholet, la prairie du Bois-Grolleau de 1852 à 1870, le Bois-Régnier de 1872 à 1878, la Papinière de 1879 à 1960[SH 2] ;
- la piscine découverte Manceau construite en 1965[L 3] avec un bassin olympique de 50 m sur six couloirs[Note 18].

#### Installations spécifiques
Outre les terrains et salles de sports collectifs classiques (badminton, basket-ball, football, gymnastique, handball, rugby, tennis, twirling, volley), Cholet possède des installations spécifiques :
- GlisséO, complexe de patinoires (une piste ludique et une piste de compétition, pour le patinage de vitesse (short track), le patinage artistique, la danse sur glace, et le hockey sur glace) et de piscines (bassin de compétition de 25 m, fosse de plongée, bassins ludiques, avec toboggan et pentagliss) ;
- le parc de Ribou (aviron, canöé-kayak, centre d'initiation aux sports de plein air, escalade, équitation, mini-golf, planche à voile, pêche, tennis, tir à l'arc, tir sportif, voile) ;
- le mur d'escalade Laurent Bernard, salle Chambord, utilisé par deux clubs : le Club alpin français et l'association escalade et sports de montagne ;
- le Platoon Skatepark, piste de skateboard en plein air, située au parc de Ribou. Étant devenu dangereux avec le temps, il est démoli en 2010 et remplacé, en avril 2012, par un nouveau skate park, près de Glisséo, pour la pratique de roller, trottinette, bmx et skateboard[CM 2] ;
- Le complexe Auguste-Grégoire avec une salle dont la première pierre est posée le 3 juillet 2015 et inaugurée le 10 décembre 2016 ; il comprend neuf terrains de badminton, un espace pour la gymnastique rythmique, des aménagements pour les activités sportives scolaires, des tribunes pouvant accueillir près de 500 spectateurs et un mur d'escalade de 13 mètres[OF 4].
- le complexe Joachim-du-Bellay (boxe, escrime, gymnastique, haltérophilie, piste BMX, plateau extérieur d'évolutions, salle multisports) ;
- le complexe Pierre-de-Coubertin, inauguré le 19 octobre 2011, destiné au tennis de table et à la gymnastique[186] ;
- l'aérodrome, qui accueille les activités d'aéromodélisme, ultra léger motorisé (ULM), vol moteur et vol planeur ;
- la piste de BMX, inaugurée en 2012, porte le nom de Franck Chevreton, champion du monde de cette discipline et originaire de Cholet[187] ;
- le Pôle cycliste Bernard Hinault qui rassemble cinq associations sportives de cyclisme est inauguré le 16 mars 2013 par le champion dont il porte le nom[OF 5] ;
- différents sites destinés chacun à une activité particulière : boulodrome, dojo municipal (arts martiaux), hippodrome, terrain de golf.

Dans son édition 2011-2012, l'annuaire du sport, édité par l'OMS, recense 35 lieux d'activités sportives, sur le territoire de la ville de Cholet, plus un à La Séguinière, commune riveraine (swin golf) et un au Puy-Saint-Bonnet, commune associée (salle et stade municipaux).

#### Associations
Cholet est une ville dynamique en matière de sport, avec de nombreux clubs actifs qui attirent une grande variété de publics, des jeunes aux adultes. Voici un aperçu des principaux clubs sportifs de la ville : 
- Cholet est connue pour son club de basket-ball : Cholet Basket (CB), dont l'équipe première évolue en Pro A, championne de France en 2010, après avoir battu l'équipe du Mans, lors de la finale, au palais omnisports de Paris Bercy, le 13 juin 2010, sur le score de 81 à 65 ;
- le Stade olympique choletais, club de football créé en 1913 sous le nom de « Club olympique choletais »[B 2] ;
- « le Badminton associatif choletais »(BACH)[189] ;
- le « Club Aquatique Choletais » (Cholet Natation) propose des entraînements et des compétitions pour les nageurs de tous âges et niveaux à la piscine Glisséo ;
- « Cholet Athlétisme », créée en 2024, issue de l'« Entente des Mauges », propose les différentes disciplines de l'athlétisme[190] ;
- le Hockey Club choletais, club de hockey sur glace ;
- l'« Union Cholet Judo 49 » (UCJ 49), club de judo et aïkido ;
- l'« Association choletaise de patinage sur glace », association regroupant les clubs de danse sur glace, patinage artistique et patinage de vitesse ;
- la « Horde », équipe de football américain créée en novembre 2004 a cessé son activité en 2024[191] ;
- le Camouflage Street Crew », club de skateboard, roller et autres sports de glisse ;
- le « Rugby Olympique Choletais », club de rugby créé en 1966 par le président-fondateur du club, M. Roland Geneste qui a acheté à l'époque une prairie pour y aménager le premier terrain de rugby de la ville ;
- « Cholet Vélo Sport », club de cyclotourisme, organisateur, tous les quatre ans, des brevets des randonneurs mondiaux de 200 km, 300 km, 400 km, 600 km, qualificatifs pour le marathon de la route : Paris - Brest - Paris ;
- l'« Entente Choletaise Volley Ball », club de volley qui évolue en national 2, dans les années 1990 ; en 2011, c'est un club formateur de jeunes et un des plus gros clubs, en termes de licenciés, de la ligue de volley des Pays de la Loire ;
- « les Enfants de Cholet » club de gymnastique fondé en 1902 sous le nom de « Société de gymnastique et de tir » ;
- la Jeune-France de Cholet (JF), club omnisports, issu du patronage Notre-Dame-de-la-Garde de Cholet et affilié à la Fédération sportive et culturelle de France (FSCF), est le plus important club choletais par le nombre d'adhérents. Sa section de basket est à l'origine du club professionnel Cholet Basket.

#### Organisations particulières
- le Mondial à pétanque regroupe 3 600 joueurs, en 2012, au parc de la Meilleraie[OF 6], avec les plus grands champions français et Philippe Quintais, douze fois champion du monde. De 1989 à 2008, cette rencontre est organisée par l'office du tourisme et, depuis 2009, l'association Cholet National Pétanque en assure la charge ;
- la course cycliste Cholet-Pays de la Loire, en mars ;
- le tournoi de football Carisport se déroule, essentiellement, dans les communes voisines de Cholet ;
- le tournoi international cadets de basket-ball, organisé par la JF, à Pâques ;
- l'open de beach-volley, en juin, sur la place Travot ;
- le Défi choletais, début juin, organisé depuis 1995, par l'Office Municipal du Sport, rencontre inter-entreprises comportant trois épreuves sous forme de relais sur le parc de Ribou : 4 km de course à pied, 800 m en canoë et 8 km en VTT.
- ville étape du Tour de France 2018[192], du Tour de France 2008[193] et en 1998, année où l'arrivée d'étape est marquée par l'affaire Festina[194] ;
- le Sport en famille, journée de découverte et d'initiation gratuite aux activités sportives, organisée par l'OMS, le dernier week-end de septembre, sur plusieurs sites (parc de Moine, stade municipal, Glisséo, salle des fêtes, parc de Ribou, étang des Noues) ;
- depuis 1981[L 4], le premier dimanche de décembre, le tour de Cholet (14 km) utilise la voie inter-quartiers qui ceinture la ville. Ce parcours, dans un esprit convivial, est réservé, toute la matinée, aux piétons et à tous les engins roulants non motorisés ;
- du 23 au 26 juin 2022, les championnats de France de cyclisme sur route 2022[195],[196].

### Vie sociale et sociétale
Outre les manifestations sportives et culturelles, la vie choletaise est animée par différents organismes :
- amicale des carnavaliers, amicales de classes, amicale des sapeurs-pompiers, groupe musical des Musiciens en folie, cercle des Descendants de Noé, cercle des Amis réunis, la Maison du mail (club de loisirs pour pré-retraités et retraités) ;
- groupements patriotiques et mémoriels : section locale de l'Union nationale des combattants, section locale de la Fédération nationale des anciens combattants en Algérie, Maroc et Tunisie (FNACA), section locale des combattants d'Algérie, Tunisie et Maroc, amicale des porte-drapeaux du Choletais, Souvenir français ;
- centres socio-culturels (Horizon, K'léidoscope[Note 20], Pasteur, le Planty, le Verger) ;
- chorales (Adagio, Arpège, l'Aubade, Chauds les Cœurs, Chœur d'hommes du Choletais, Cholet Gospel) ;
- groupements professionnels (commerçants des halles, commerçants du quartier de la gare, commerçants des Roches, Vitrines de Cholet, maison des syndicats) ;
- sociétés de service à la personne (portage de repas à domicile, nettoyage, jardinage).

Des groupes informels pratiquent la marche, la randonnée, le cyclisme, le repas des voisins.

### Médias
- Télévision locale du Choletais (anciennement Canal Cholet), la chaîne de télévision locale choletaise, sur le réseau câblé, sur le canal 33 de la télévision numérique terrestre (TNT) et sur internet ;
- Le HIC, journal d'informations locales et de petites annonces, indépendant, trois éditions tirant à près de 200 000 exemplaires dans la région Pays de la Loire ;
- Le Courrier de l'Ouest, édition de Cholet, quotidien régional ;
- Ouest France, édition de Cholet, quotidien régional ;
- Synergences hebdo, hebdomadaire gratuit d'informations édité par l'Agglomération du Choletais ;
- Cholet Mag, revue mensuelle municipale d'informations éditée par la direction de la communication de la ville de Cholet.

### Cultes

#### Culte catholique
Cinq églises paroissiales et trois chapelles sont affectées au culte catholique.

#### Culte islamique
Quatre lieux sont affectés au culte musulman dont la grande mosquée de Cholet, rue Jean XXIII et la mosquée turque, avenue du Chêne-Rond.

#### Culte protestant
- Le temple protestant réformé, rue René-Bazin.
- L'église protestante baptiste, rue du Général-Gallieni.
- L'église évangélique, boulevard Hérault.

#### Culte mormon
La paroisse de l’Église de Jésus-Christ des saints des derniers jours, qui existe depuis 27 ans à Cholet, compte 200 membres en 2016 dont près de la moitié sont des pratiquants. Un nouveau lieu de culte est prévu rue de Saint-Christophe pour le deuxième semestre 2017.

#### Témoins de Jéhovah
- La Salle du Royaume, rue du Chemin-Vert.

## Économie

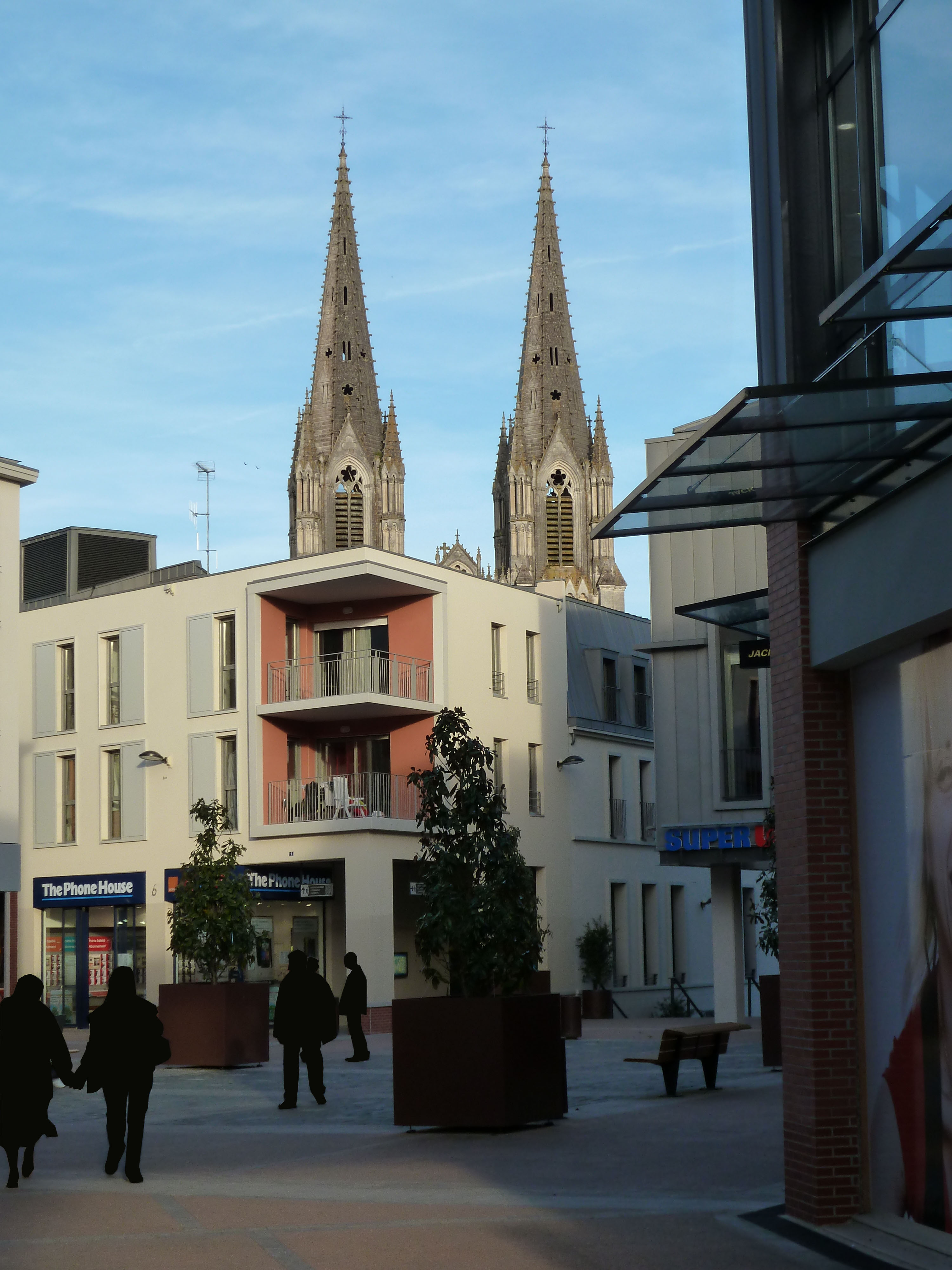
Centre-ville de Cholet : zone commerciale Les Arcades Rougé.

Cholet est, malgré sa taille moyenne, une ville avec quelques grosses industries.
La ville voit naître de nombreuses « petites et moyennes entreprises » (PME), qui permettent à l'agglomération de connaître un dynamisme industriel et un des taux de chômage les plus bas de France. On note tout de même un manque d'emplois tertiaires.
Les premières grandes activités industrielles sont tournées vers le textile. Cette activité façonne le paysage choletais et y laisse, aujourd'hui encore, des traces (maisons de tisserands) et des innovations (lycée de la mode, musée du textile, implantations d'entreprises de prêt-à-porter comme Catimini). La ville devient un pôle de compétitivité économique « enfant ».
À ces activités textiles s'ajoutent d'autres industries de renommée nationale, voire internationale :
- Michelin, premier site de production d'Europe de pneumatiques ;
- Dorel (anciennement Ampafrance), articles de puériculture ;
- Nicoll, accessoires plastiques pour la construction ;
- L'Abeille, filiale du groupe Laiterie de Saint-Denis-de-l'Hôtel, boissons (jus de fruits, sodas) ;
- Thales, électronique civile et militaire[O 4] , dont l'usine est installée à Cholet, initialement sous le nom de Société française radio-électrique (SFR), depuis 1935[NS 1] au Bois Grolleau sur l'emplacement de l'usine textile des filatures Descamps[NS 2] ;
- Charal, abattoir de Cholet et usine de transformation de viande ;
- Jeanneau, filiale du groupe Bénéteau, et Nicols (au Puy-Saint-Bonnet), construction navale ;
- Nadia, fabrication de panneaux et accessoires pour la circulation routière ;
- Tim Composites, entreprise productrice de panneaux composites en aluminium, implantée à Cholet depuis 1960[200].

La Fondation AMIPI, présente depuis 1965, emploie des personnes avec handicap cognitif dans divers secteurs industriels.
Dans une commune voisine, sont fabriquées les brioches Pasquier.
Cholet est le siège de la chambre de commerce et d'industrie du Choletais. Depuis 2008, les chambres de commerce de Cholet, Saumur et Angers sont regroupées à Angers. Seuls restent les services de base, à Cholet (formation).
Dans la 1re décennie du XXIe siècle, deux ensembles commerciaux d'envergure sont implantés : L'Autre Faubourg ouvert en périphérie de ville en 2010 et les Arcades Rougé ouvert en centre-ville en 2009 dans le centre-ville, à la suite de la restructuration du quartier des Brosses ; dans ce dernier sont présents, notamment, un cinéma multiplex 10 salles, dont quatre en 3D, et un supermarché. Simultanément, la rénovation de la place Rougé accueille, en 2012, un hôtel adossé à l'ancien théâtre municipal, dont le rez-de-chaussée est transformé en passage commercial culturel, joignant la place Travot et la place Rougé. Ces ensembles s'ajoutent à celui des nombreux magasins d'usines, installés dans la commune proche de La Séguinière.
En novembre 2024, Michelin annonce la fermeture des sites de Cholet et de Vannes. Au total, 1 254 emplois seront supprimés. Le site de Cholet emploie 997 personnes : 964 personnes en contrat à durée indéterminée (CDI) et une trentaine d'alternants et d'intérimaires,. Les pertes fiscales pour la ville de Cholet sont estimées à près de 800 000 €, prenant en compte la CFE, la taxe d'enlèvement des ordures ménagères (TEOM) et la taxe transport. Michelin n'emploie plus que 19 000 salariés en France dont 9 000 emplois industriels,

## Culture locale et patrimoine

### Quelques rues typiques
Les premières plaques indiquant le nom des rues à Cholet sont apparues en 1858.
Outre les appellations classiques de rues se référant à des personnalités locales ou nationales, Cholet possède quelques rues caractéristiques soit par leurs dimensions soit par leurs dénominations ou leurs particularités.
La rue des Vieux-Greniers jadis permettait de relier le bourg Saint-Pierre au quartier du Prieuré (Notre-Dame). À l’époque, elle est l’unique voie pour traverser Cholet, direction Nantes, quand on vient de Saumur ou d’Angers.
La rue des Blanchisseurs, avec à son angle le passage des Lavandières, permet aux piétons de rejoindre la rue de la Dube ; à son autre extrémité, elle débouche rue de l'Ouest — qui a conservé son lavoir public jusque dans les années 1960 — avec, parallèlement, le passage de la Taumaserie qui relie la rue Marceau à la rue Pasteur. Le quartier inclut plusieurs autres très étroits passages transversaux (quelques-uns devenus privatifs) qui desservent toujours d'anciennes maisons de tisserands.
La rue des Boucheries, disparue en 1976, bordait le côté nord de la place du cardinal Luçon et tirait son nom des boucheries installées à proximité à l'intérieur des halles.
L'impasse des Grands-Jardins est une ruelle étroite, accessible uniquement aux piétons, entre la rue Saint-Pierre et la rue Saint-Bonaventure qui traverse un ensemble de terrains aménagés en jardins.
La rue Huchepie entre le boulevard Gustave-Richard et la rue du Devau est partagée dans sa longueur entre une moitié en escalier et l'autre moitié en plan incliné.
La rue Saint-Jean-Paul-II (anciennement rue du Commerce) — une des plus anciennes rues de Cholet — entre le jardin du mail et l'église Notre-Dame est celle qui a gardé le plus de traces architecturales du passé : balcons de fer forgé, portes et fenêtres à arcades, fenêtres en œil-de-bœuf, maison surmontée d'un belvédère, passage couvert vers le square des Charuelles.
La rue des Marteaux tire son nom de l'instrument des chaudronniers qui y résonnait à longueur de journée.
La rue de la Tête-Noire, la plus étroite de Cholet, mesure environ 2 m de large et change trois fois de direction sur son parcours ; joignant la rue Salbérie à la rue des Rouettes, elle dessert plusieurs allées — dont plusieurs ont été fermées par des portes privatives — donnant accès à des rangées de maisons de tisserands toutes agrémentées de leurs jardinets. Elle tient son nom de l'enseigne d'une auberge représentant « une tête de nègre ornée d'un turban à aigrette »,.
La rue de Léchelle — un général républicain qui brilla par son incompétence — a supplanté la rue Bourbon en 1833 mais les Choletais l'ont déformée en l'échelle en raison de la raideur de sa pente ou parce qu'elle montait jadis vers les « Échelles patibulaires », lieu d'exécution des condamnés. Cette voie prend finalement le nom de Jean Jaurès vers 1919-1920,.
La rue de la Casse, un nom issu du patois des Mauges et de Vendée.

### Lieux et monuments

#### Édifices religieux
L'église du Sacré-Cœur, boulevard Guy-Chouteau, de style romano-byzantin, est l'œuvre de l'architecte choletais Maurice Laurentin,. La première pierre est posée en 1937 et l'édifice béni en 1941. Les matériaux qui servent à la construction sont extraits de la région. Cette église est due à la générosité de centaines de donateurs connus et inconnus. Le carillon de 39 cloches, classé monument historique en 2003, ne date que de la construction du Sacré-Cœur, achevée pendant la dernière guerre mondiale mais s’est dégradé, faute d’entretien et de carillonneur. Le 30 mars 2011 les cloches et le clavier du carillon sont descendus du campanile en vue de leur restauration. La formation d'un carillonneur est envisagée et la remise en service est prévue avec l'ajout de 10 cloches supplémentaires. Le carillon restauré en Hollande retentit à nouveau le 17 septembre 2011 à l'occasion des journées du patrimoine.
L'église Notre-Dame, parvis Saint-Jean-Paul-II, est inscrite à l'inventaire des Monuments Historiques. Au XIe siècle ce n'est encore qu'un prieuré fondé par les moines de Saint-Michel-en-l'Herm. Pendant la Révolution, elle sert d'écurie et de prison. En juillet 1813, le duc d'Angoulême pose la première pierre de l'actuelle église Notre-Dame. De 1881 à 1900 s'achèvent la nef et les clochers dont les flèches s'élèvent à 65 mètres au-dessus de la place Travot. À remarquer, la Vierge du XIVe siècle, copie due au sculpteur Biron.
L'église Saint-Pierre, rue Saint-Pierre, existe dès les VIe et VIIe siècles dans ce qui est alors le bourg Saint-Pierre. Elle est vandalisée et détruite par les Normands au XVe siècle. Après l'an mil, les moines de Marmoutier construisent une église de style roman qui est modifiée en gothique à la fin du XVe siècle. Reconstruite à partir de 1752, elle garde une galerie couverte en bois jusqu'en 1850. Le curé Bougère et l'architecte Tessier sont les constructeurs de l'église actuelle, dont le clocher est terminé en 1933. La statue de saint Pierre qui surplombe le clocher pèse 850 kilos.
L'église Sainte-Bernadette est située rue du Maréchal-Lyautey. En 1961, l'abbé Maurice Hallouin, vicaire à Saint-Pierre-de-Cholet, est chargé officiellement par Pierre Veuillot de prévoir les plans du centre paroissial, de l'église et du presbytère. L'abbé Hallouin, arrêté par la maladie au printemps 1962 décède le 3 août. L'église est consacrée le 23 juin 1963 par Henri Mazerat.
L'église Saint-Louis-Marie-Grignon-de-Montfort, rue Jean-XXIII, sous l'impulsion de l'abbé André Bouin, est construite par des bénévoles, de 1957 à 1958, sur un terrain donné par le docteur Jules Moreau des Herbiers et suivant les plans établis par un architecte local Maurice Laurentin ; celui-ci suggère de la dédier à Saint Louis-Marie Grignion de Montfort mort en 1716 dans la commune voisine de Saint-Laurent-sur-Sèvre.
La chapelle Saint-Louis, rue Tournerit, chapelle de l'ancien hôpital désaffectée et restaurée, sert désormais d'auditorium. Cette chapelle édifiée entre 1873 et 1875 grâce à la générosité de Mme Marie Piednoir est bénie le 31 janvier 1875 par Charles-Émile Freppel, évêque d'Angers.
Le couvent Saint-Francois-d'Assise, rue Pasteur, accueille depuis 2002, dans l'ancien carmel de Cholet fondé en 1885 par Mère Marie de La Croix, une communauté de franciscains relevant de la Custodie provinciale de Saint-Bonaventure de France. On peut admirer dans le chœur de la chapelle du couvent, une Annonciation de l'artiste Maurice Denis datant de 1930.
La chapelle du Bon-Pasteur, avenue du Maréchal-Leclerc, édifiée d'après les plans de mère Marie-Euphrasie Pelletier, est bénie en 1865 par Félix-Pierre Fruchaud, évêque de Limoges, originaire de Trémentines, commune voisine de Cholet.
La chapelle des Sœurs de la Retraite du Sacré-Cœur, rue de Rambourg, datant de la fin du XIXe siècle est désaffectée. Plusieurs autres édifices religieux ont disparu :  la chapelle de Nazareth (démolie), la chapelle des sœurs de la Sagesse, rue du Devau, édifiée vers 1880 (démolie au début des années 2000), le couvent des Cordelières, fondé en 1403, réédifié en 1662 (démoli en 1912).

Église du Sacré-Cœur.
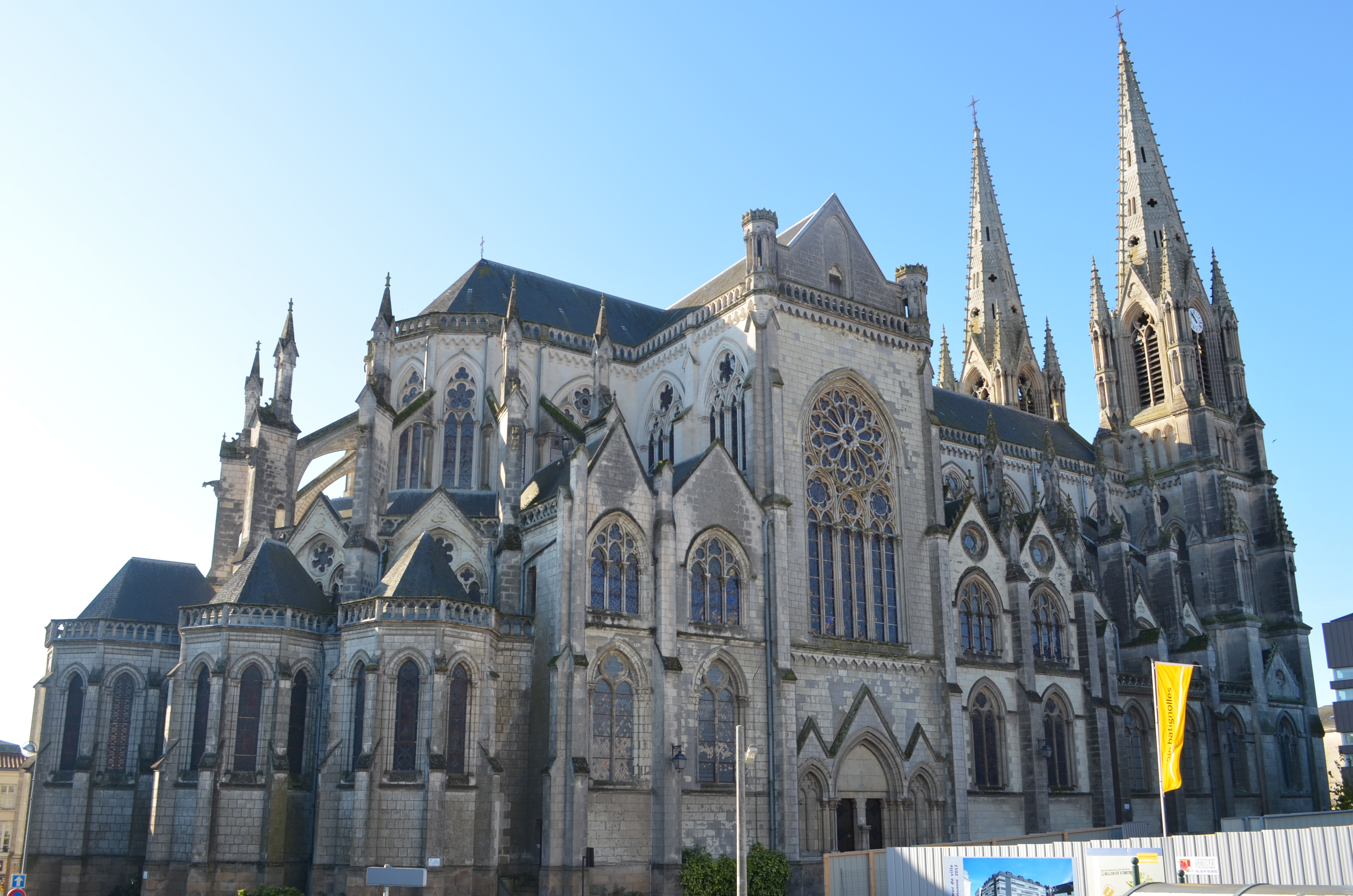
Église Notre-Dame.
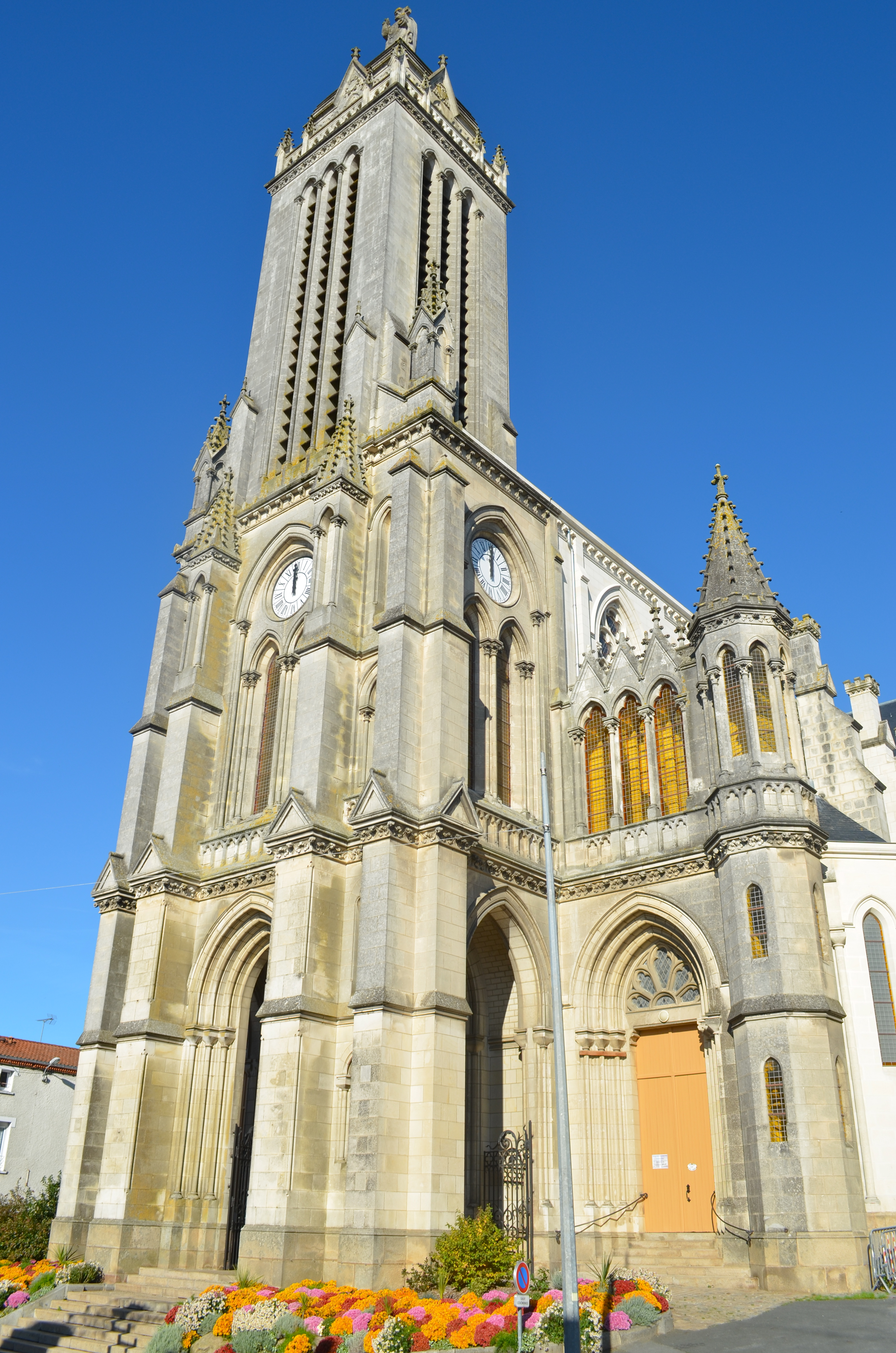
Église Saint-Pierre.
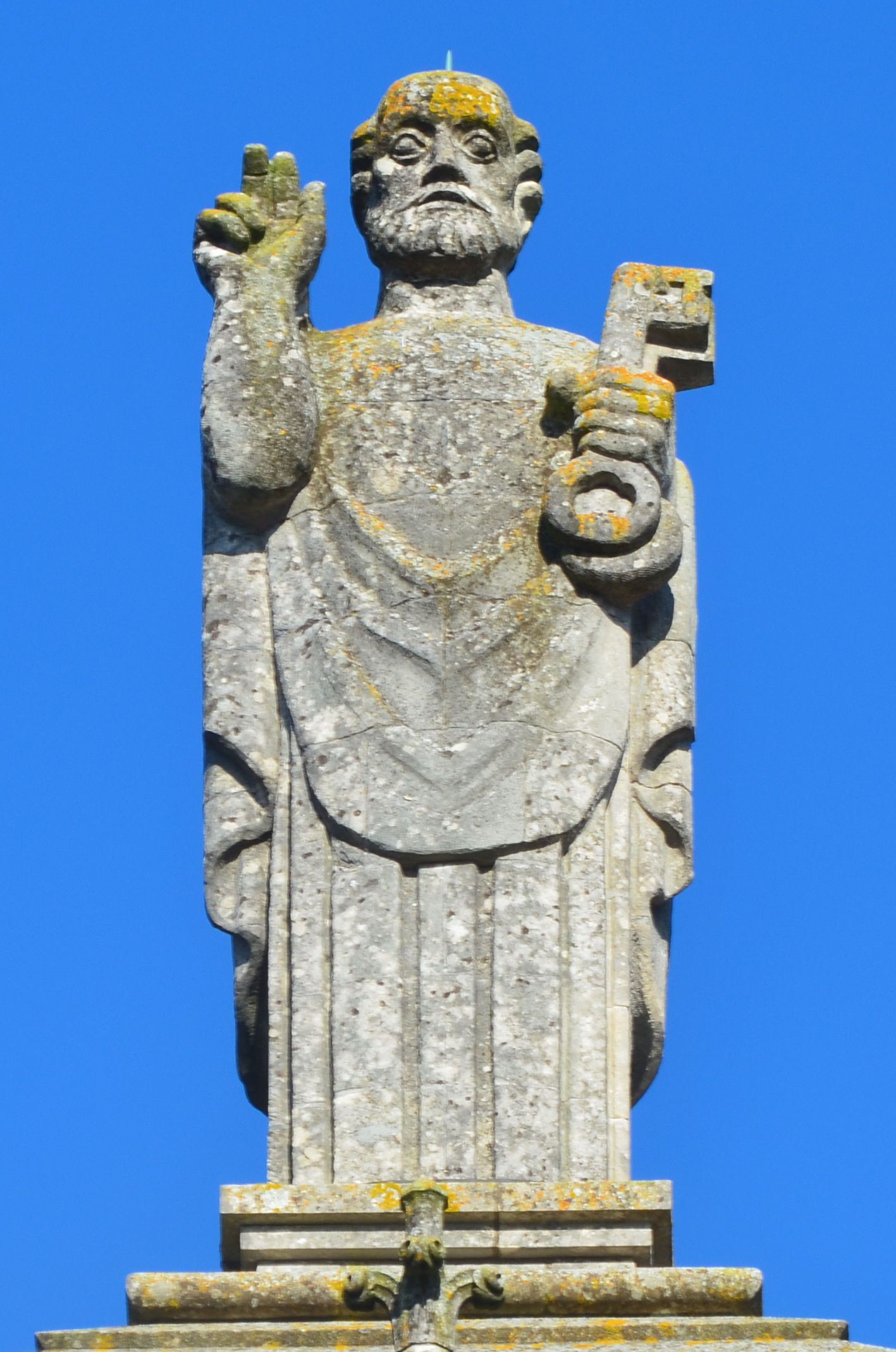
Saint Pierre (statue au sommet de l'église).
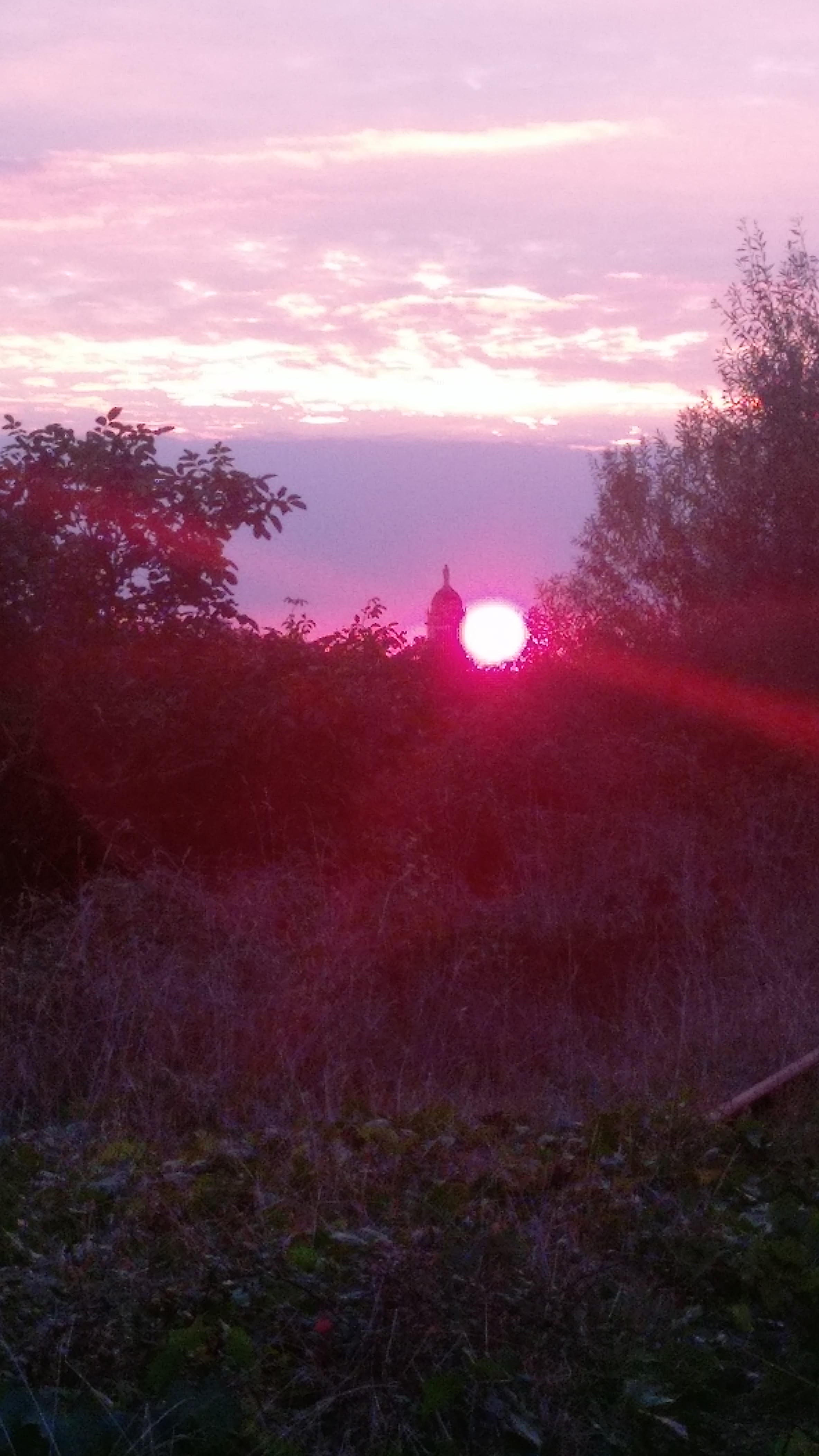
Coucher de soleil sur l'église Saint-Pierre.

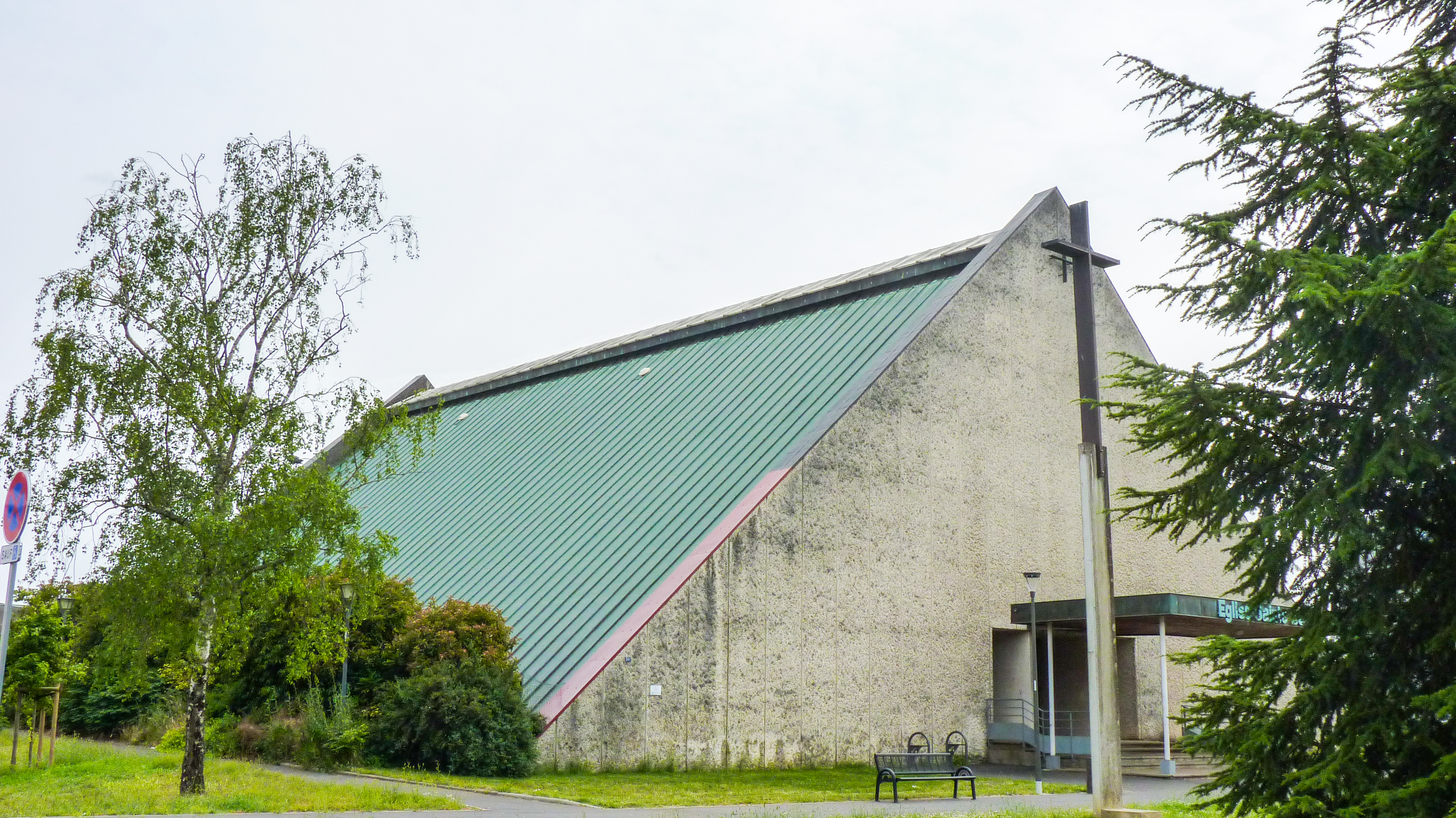
Église Sainte-Bernadette.
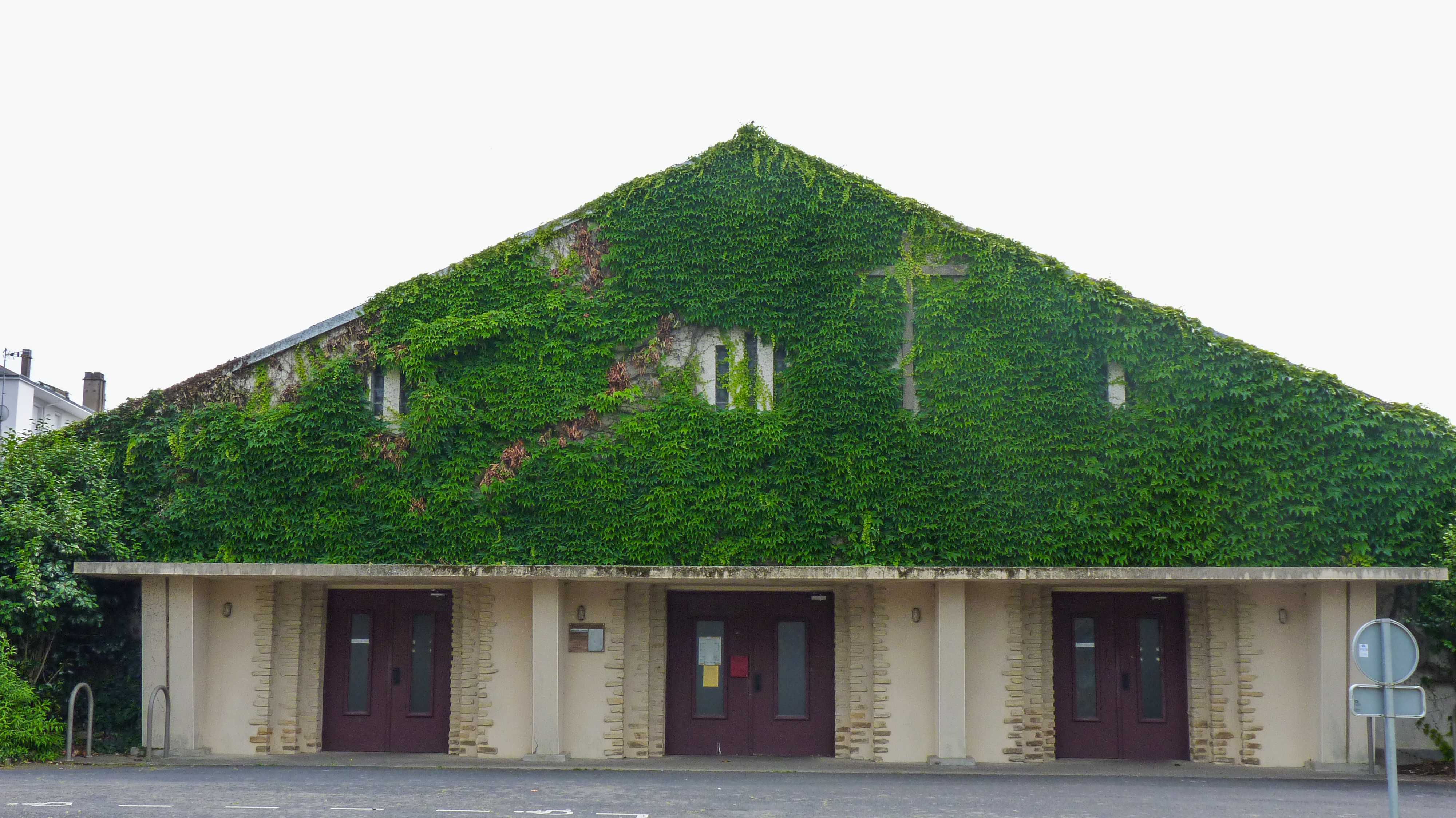
Église Saint-Louis-Marie Grignon de Monfort.
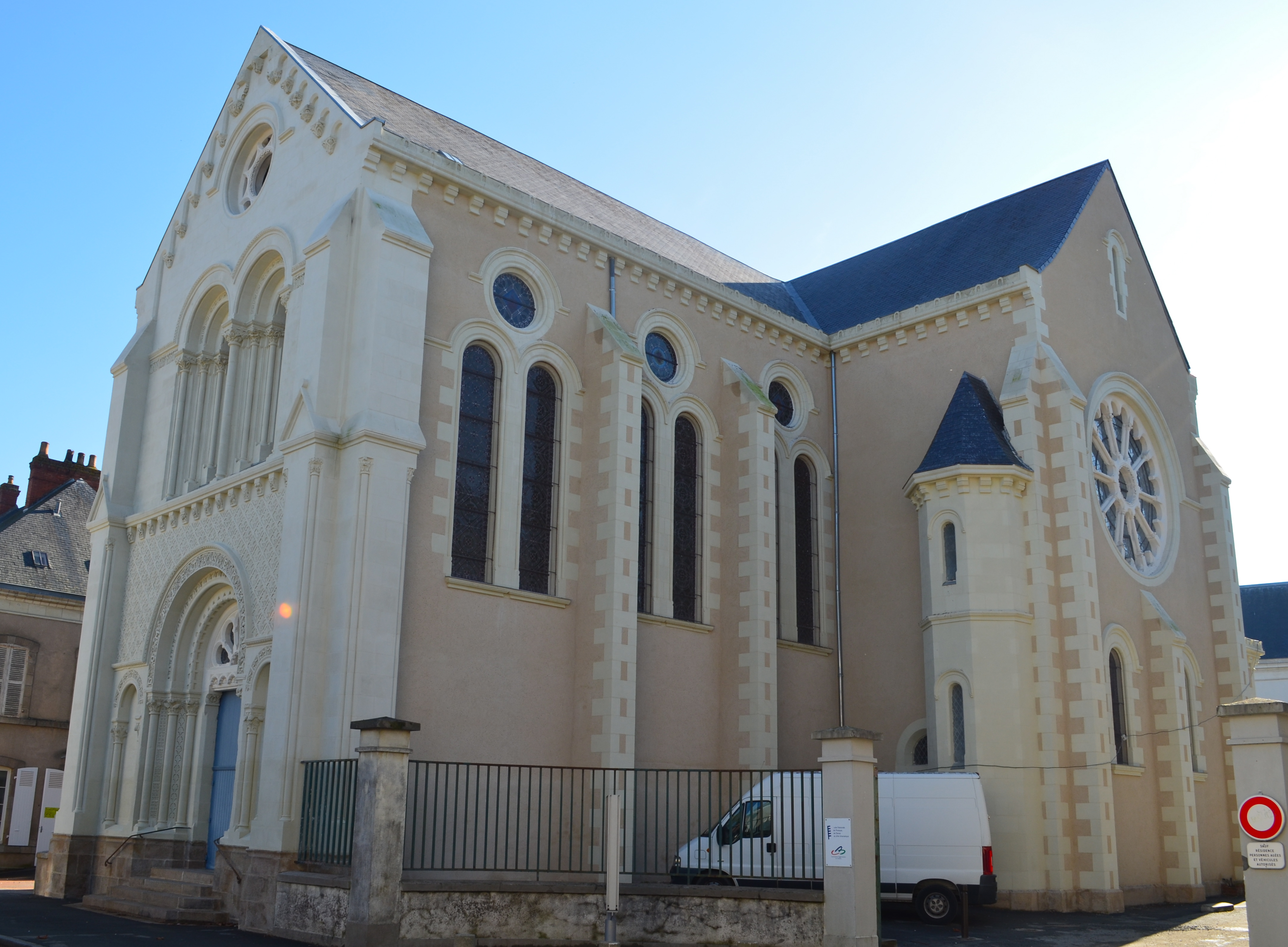
Chapelle Saint-Louis.
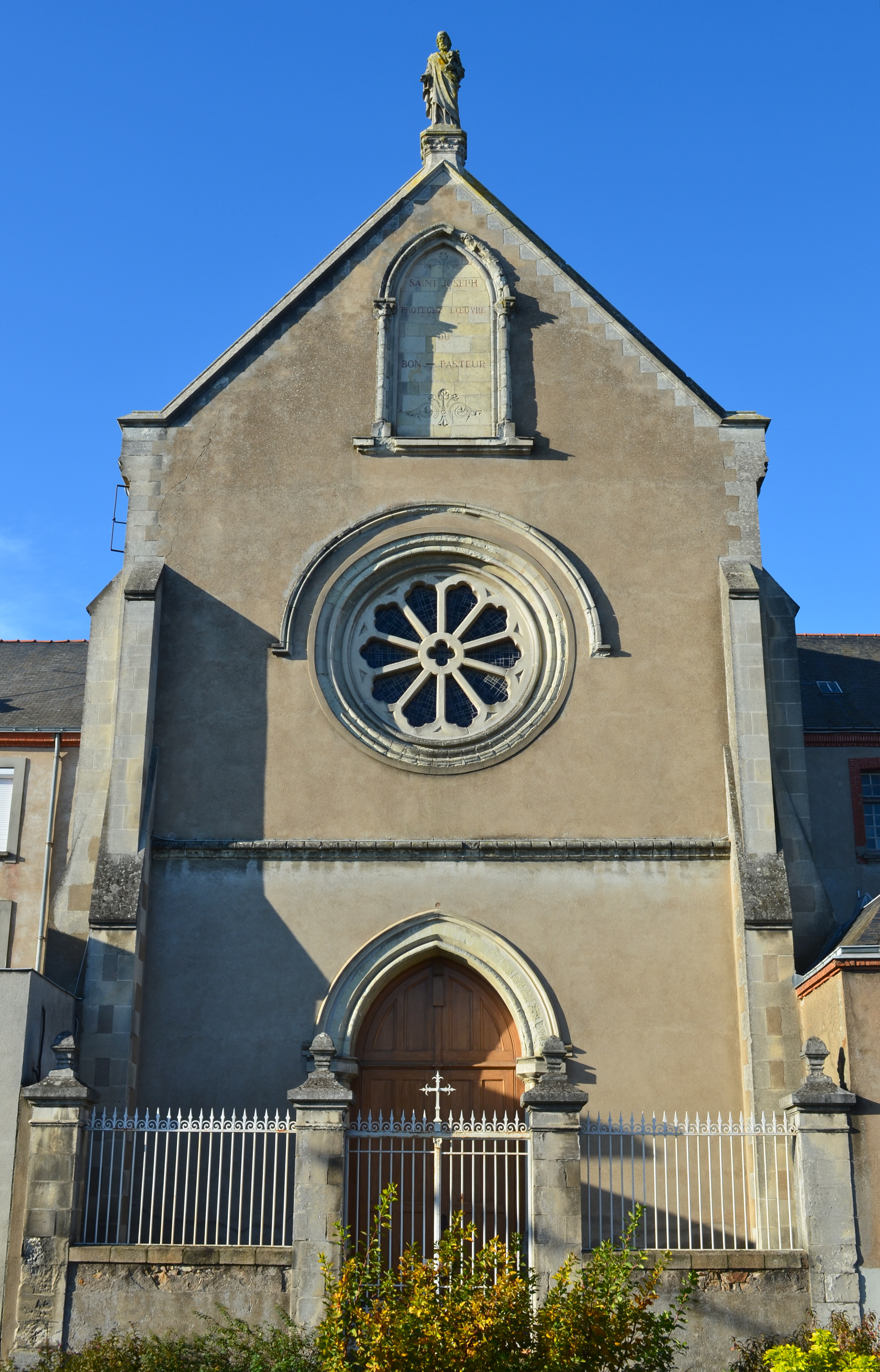
Chapelle du Bon-Pasteur.

#### Édifices civils
Le nouvel hôtel de ville, d'architecture moderne, conçu par un architecte local, Francis Pierrès, est inauguré en 1976 ; il est relié par une galerie couverte à la médiathèque qui porte le nom de Léopold Sédar Senghor. Avant la construction de cet ensemble, une rue dédiée au général Jean-Baptiste Moulin forme la bordure sud de la place du Champ de foire où se tient le marché aux bovins jusque dans les années 1960.
La tour dite du Grenier à sel est inscrite au titre des monuments historiques en 1969.
Le théâtre municipal, de style néo-classique, situé sur la place Travot est inauguré le 5 octobre 1886. Partiellement endommagé par un incendie le 23 avril 1949, puis entièrement restauré, il est désaffecté en 2011 et l'intérieur est transformé en surface commerciale. Un nouveau théâtre intercommunal est construit en 2012 sur le site de l'espace Saint Louis.
Le palais de justice est construit dans la seconde moitié du XIXe siècle sur une butte rocheuse dominant la Moine à l'emplacement de l'ancien château.
Une porte architecturale, anciennement située rue Saint Pierre orne l'entrée du jardin du mail.
Le grand menhir de la Garde, déplacé des terres de la Garde en 1885, orne désormais le jardin du mail, devant les remparts de l'ancien château.
La pierre Plate de la Pochetière est située dans le parc public dit parc du menhir.
Le petit menhir du Champ de la Garde.
Le château de la Tremblaye.

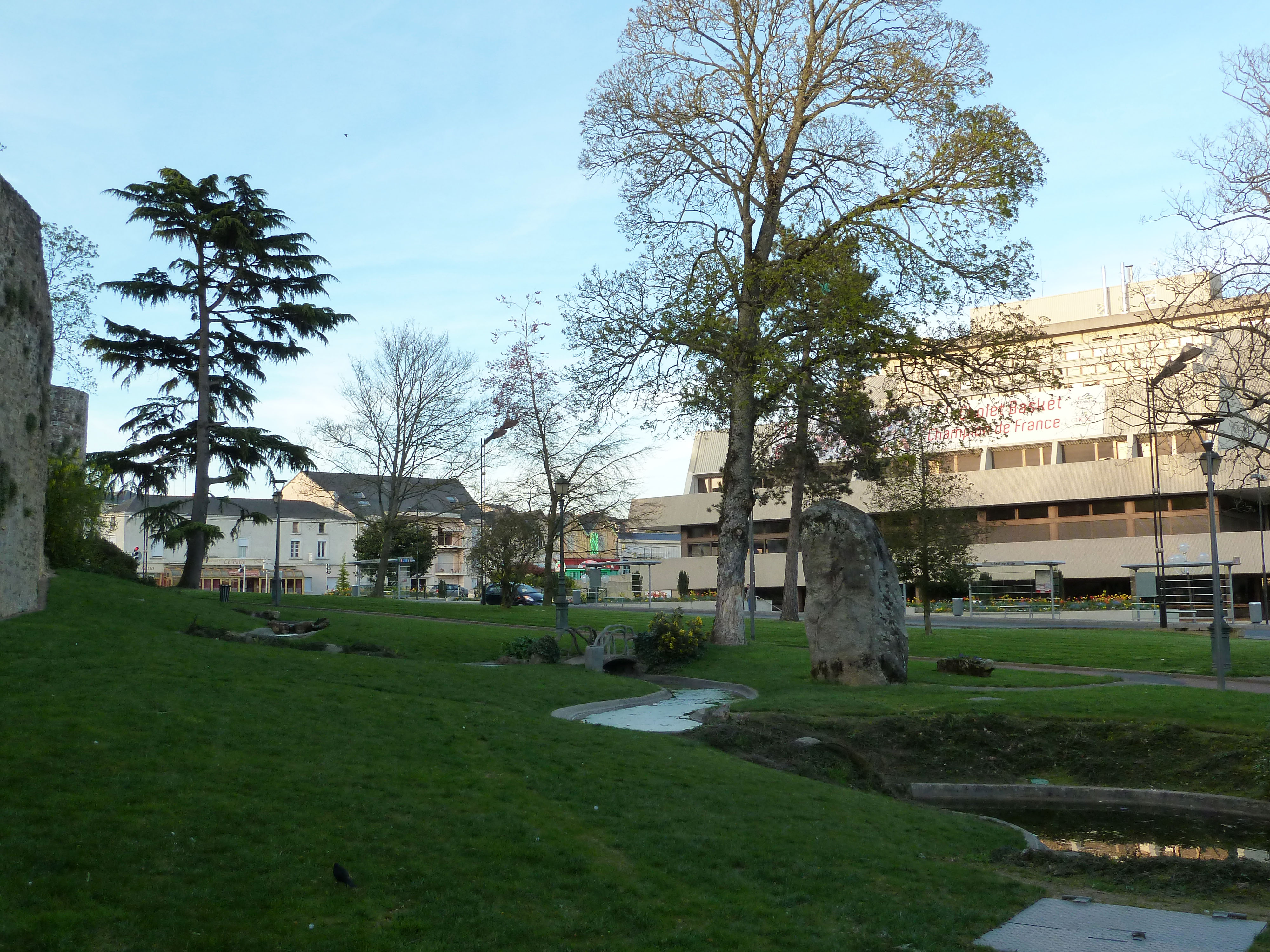
L'hôtel de ville, vu du jardin du mail.
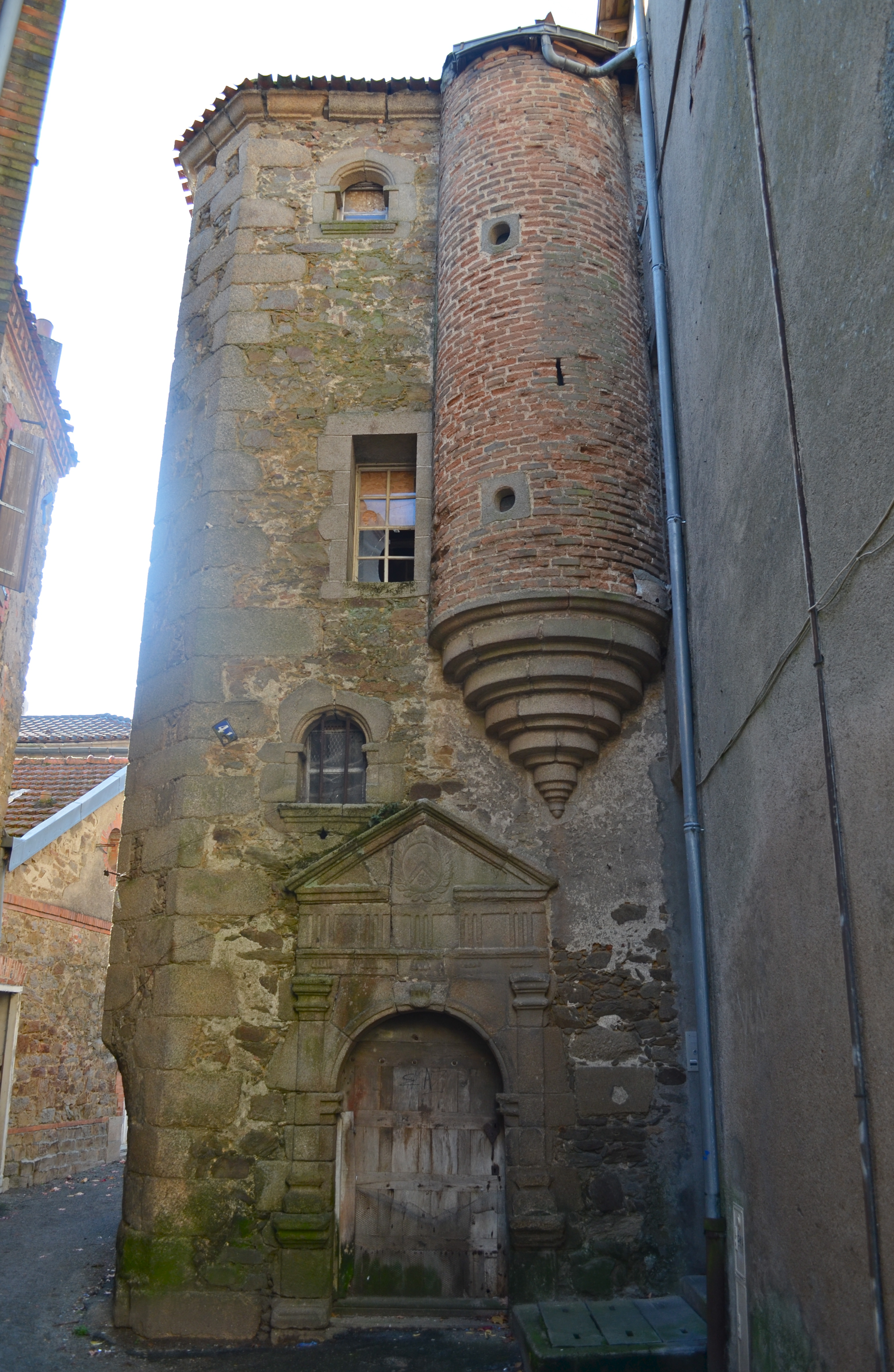
Tour dite du grenier à sel.
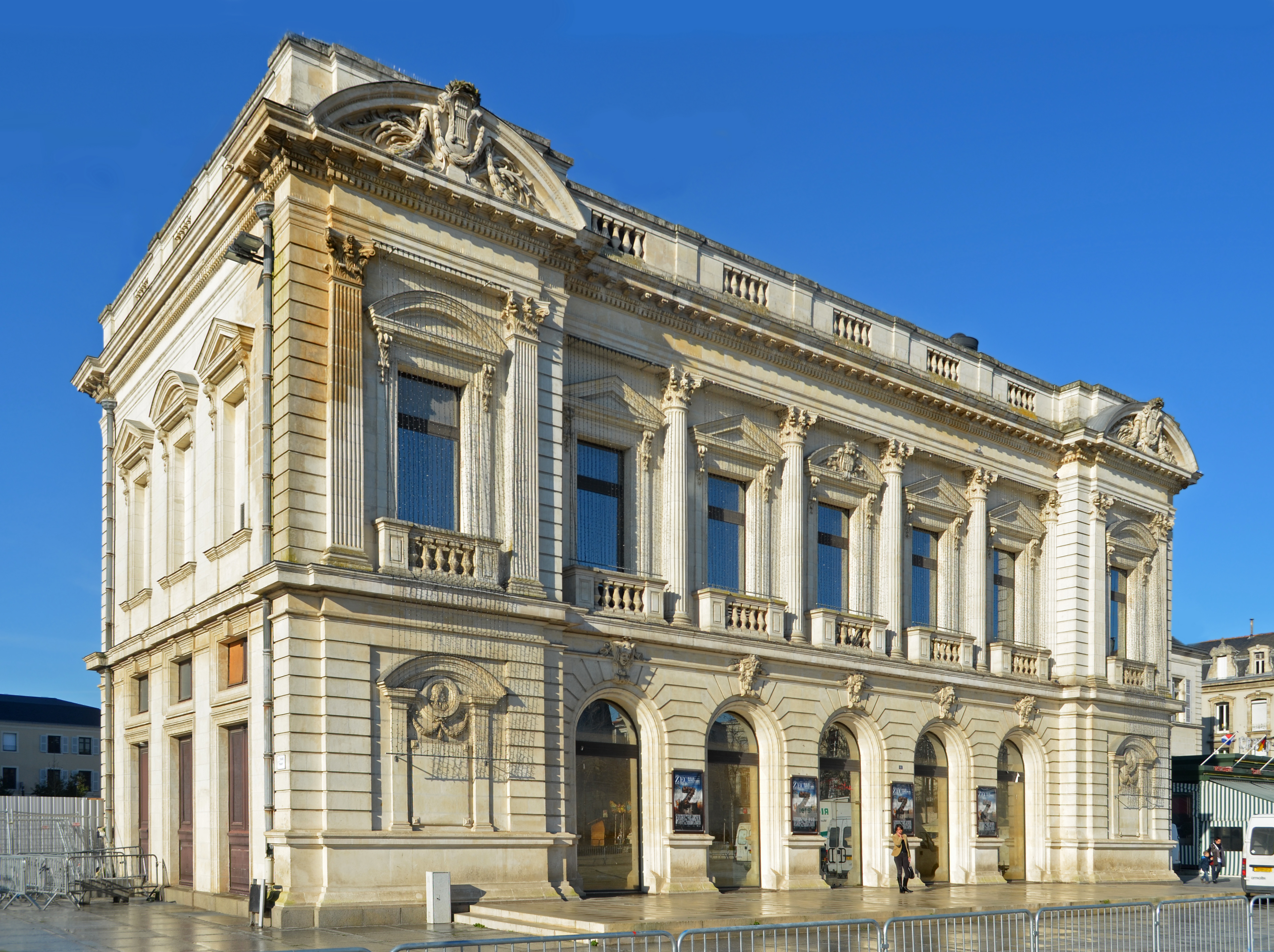
Ancien théâtre municipal.
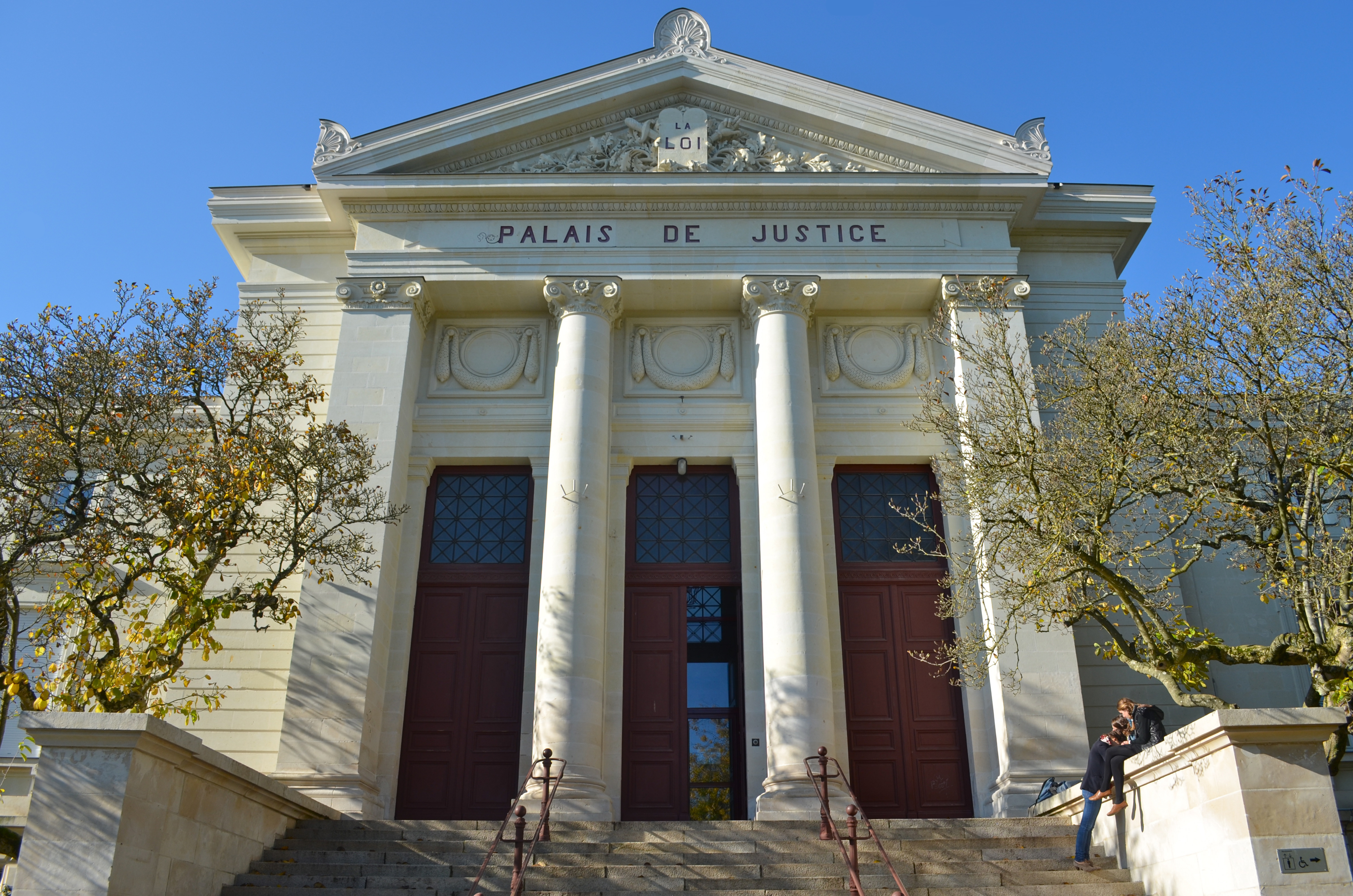
Palais de justice.

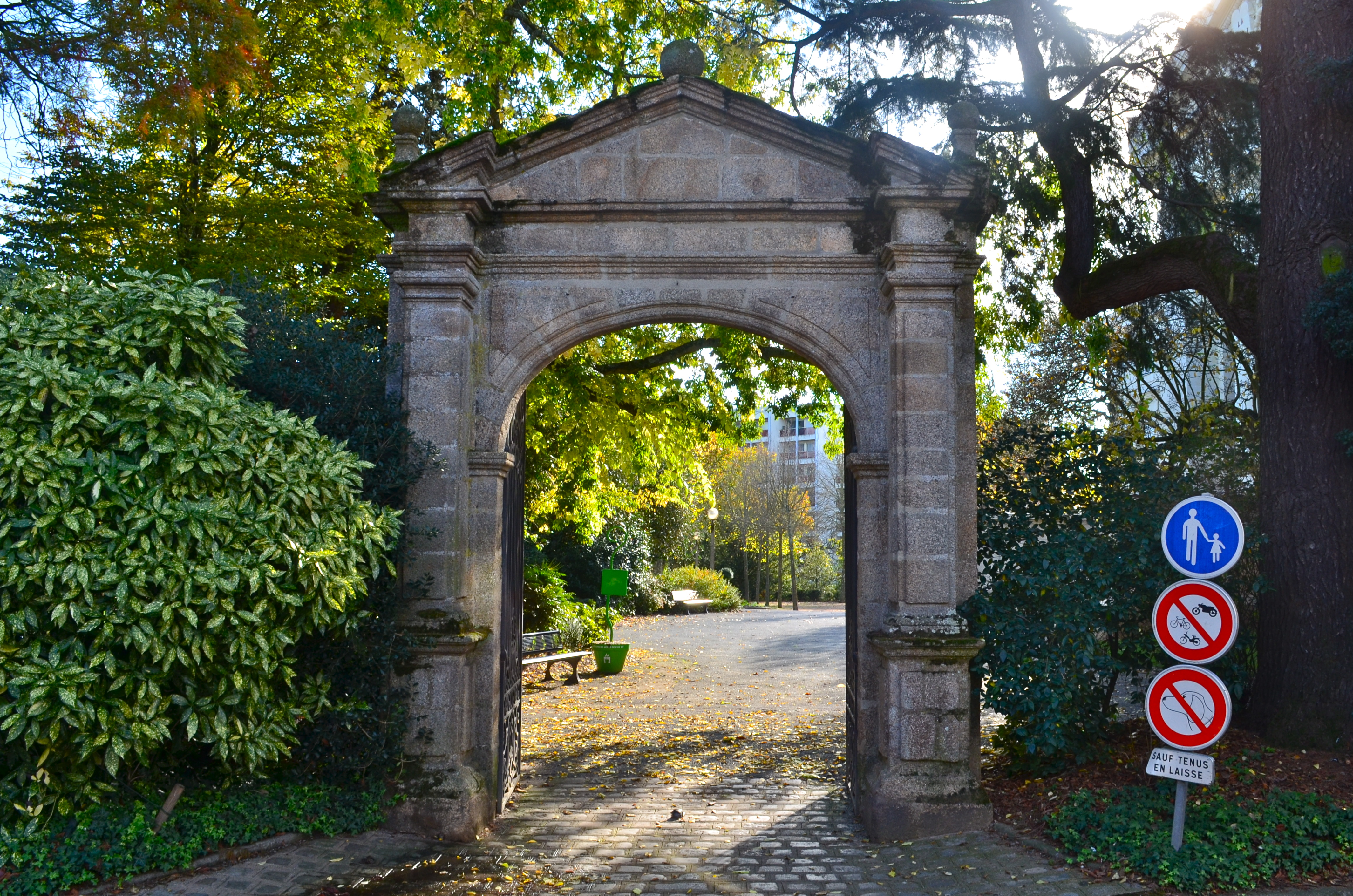
Porte architecturale à l'entrée du jardin du mail.
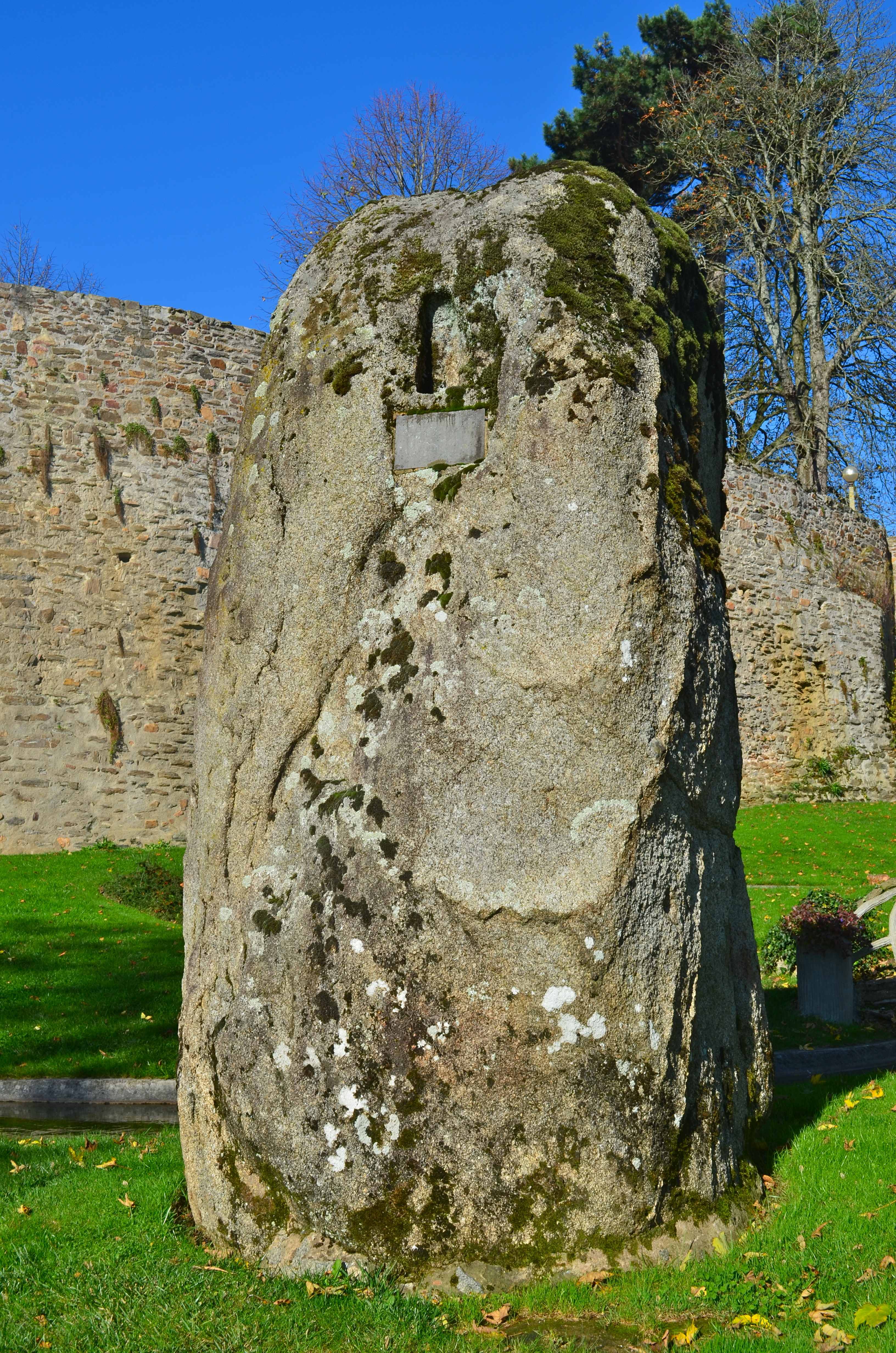
Menhir de la Garde.
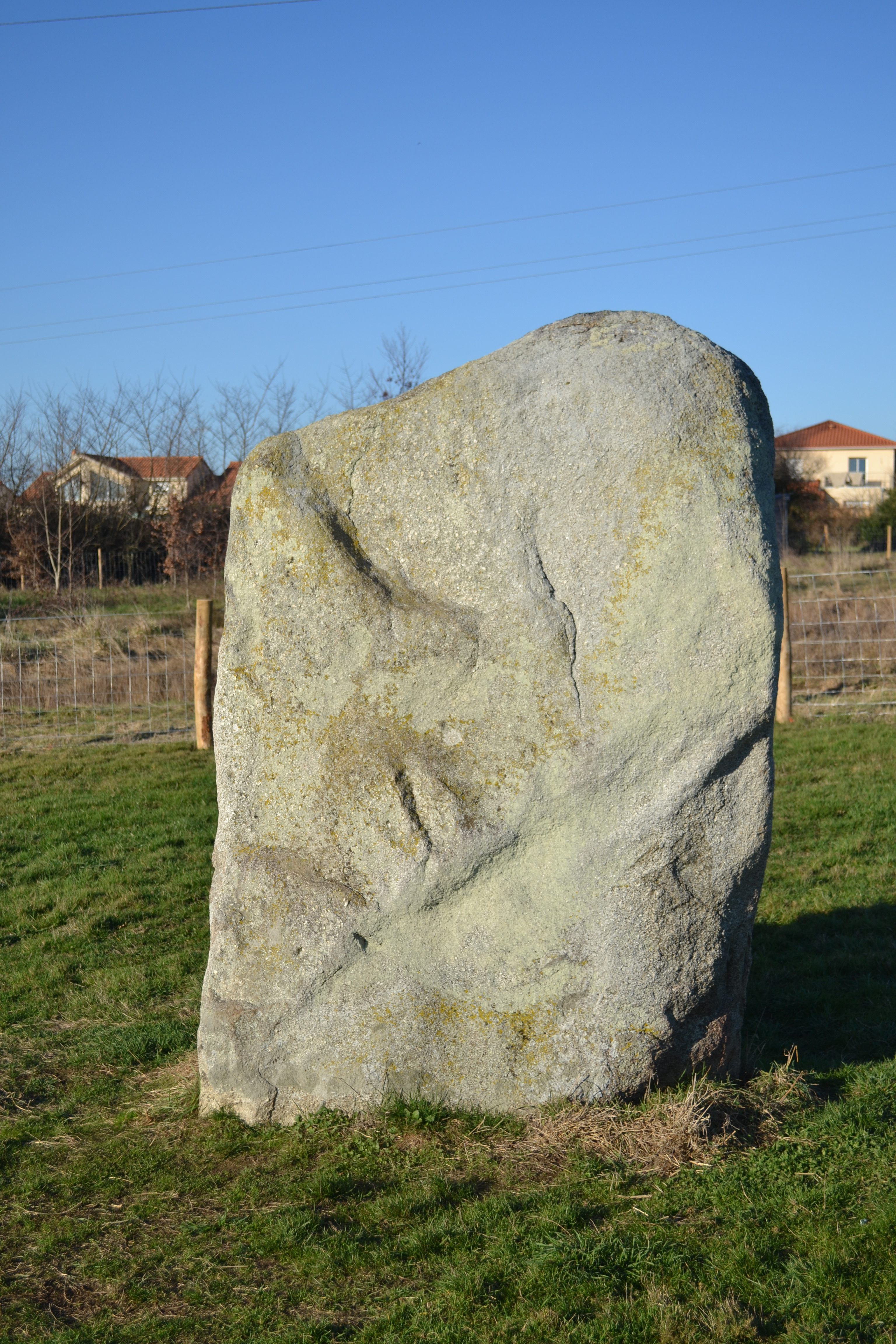
Pierre plate de la Pochetière.
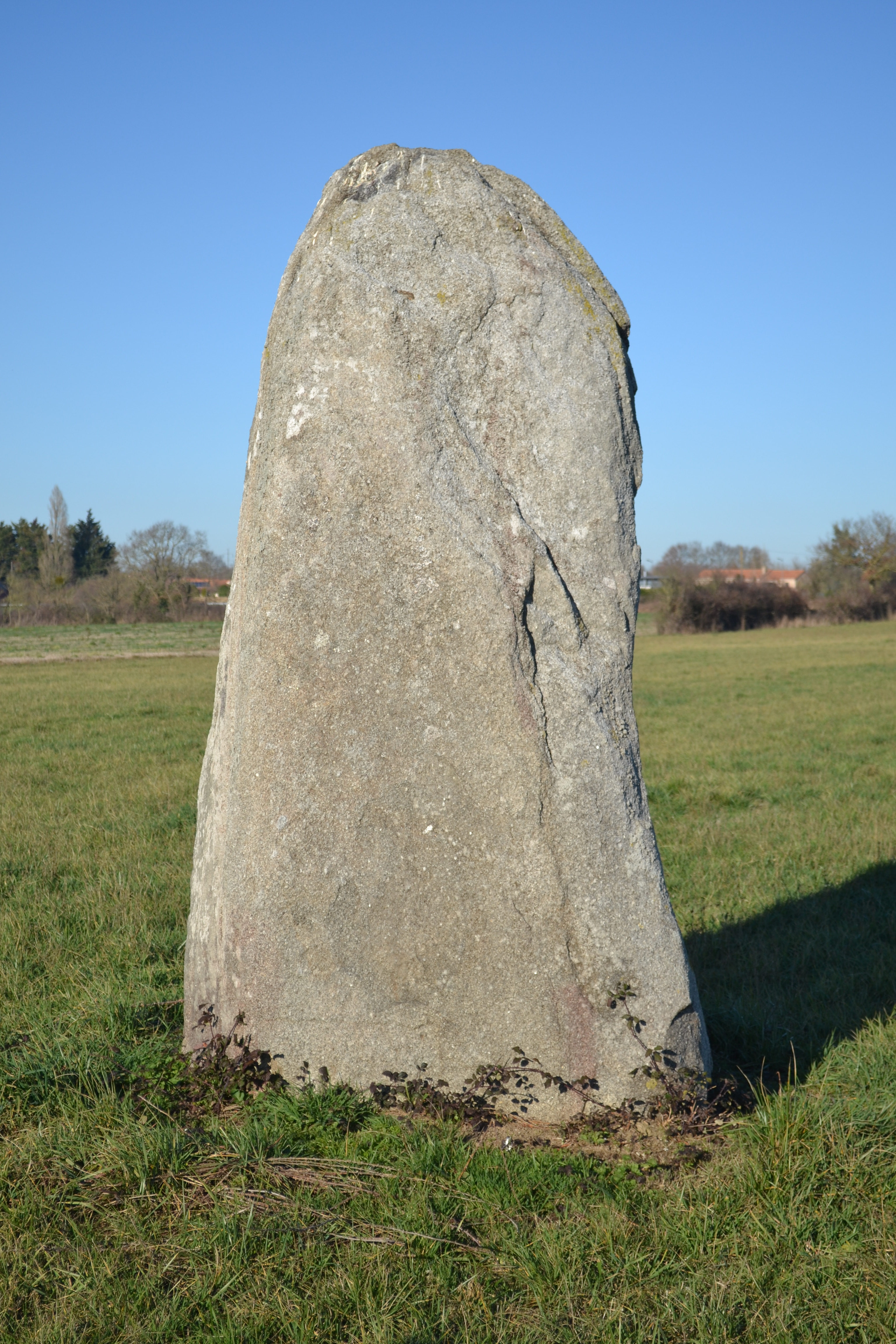
Petit menhir du Champ de la Garde.

Quelques superbes hôtels particuliers sont disparus du patrimoine choletais avant 1970 :
- l'hôtel Pellaumail, rue Nationale, à l'angle de la rue Jean-Jaurès[220] ;
- l'hôtel Turpault, place Créac'h-Ferrari[221].

#### Monuments commémoratifs
1. Le monument commémoratif de la bataille de Cholet du 17 octobre 1793[Note 25] ;
2. Le cénotaphe d'Henri de La Rochejaquelein, route de Nuaillé ;
3. Le monument à la mémoire des mobilisés de la 2e Légion de Maine-et-Loire tombés au combat de Monnaie le 20 décembre 1870. Précédemment situé dans l'ancien cimetière de Rambourg, il est inauguré à son nouvel emplacement, à l'angle du boulevard Faidherbe et de la rue Alphonse-Darmaillacq, le 11 novembre 1998 par Gilles Bourdouleix, député maire de Cholet ;

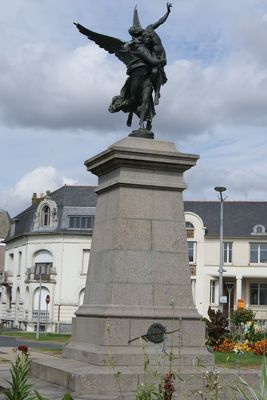
4
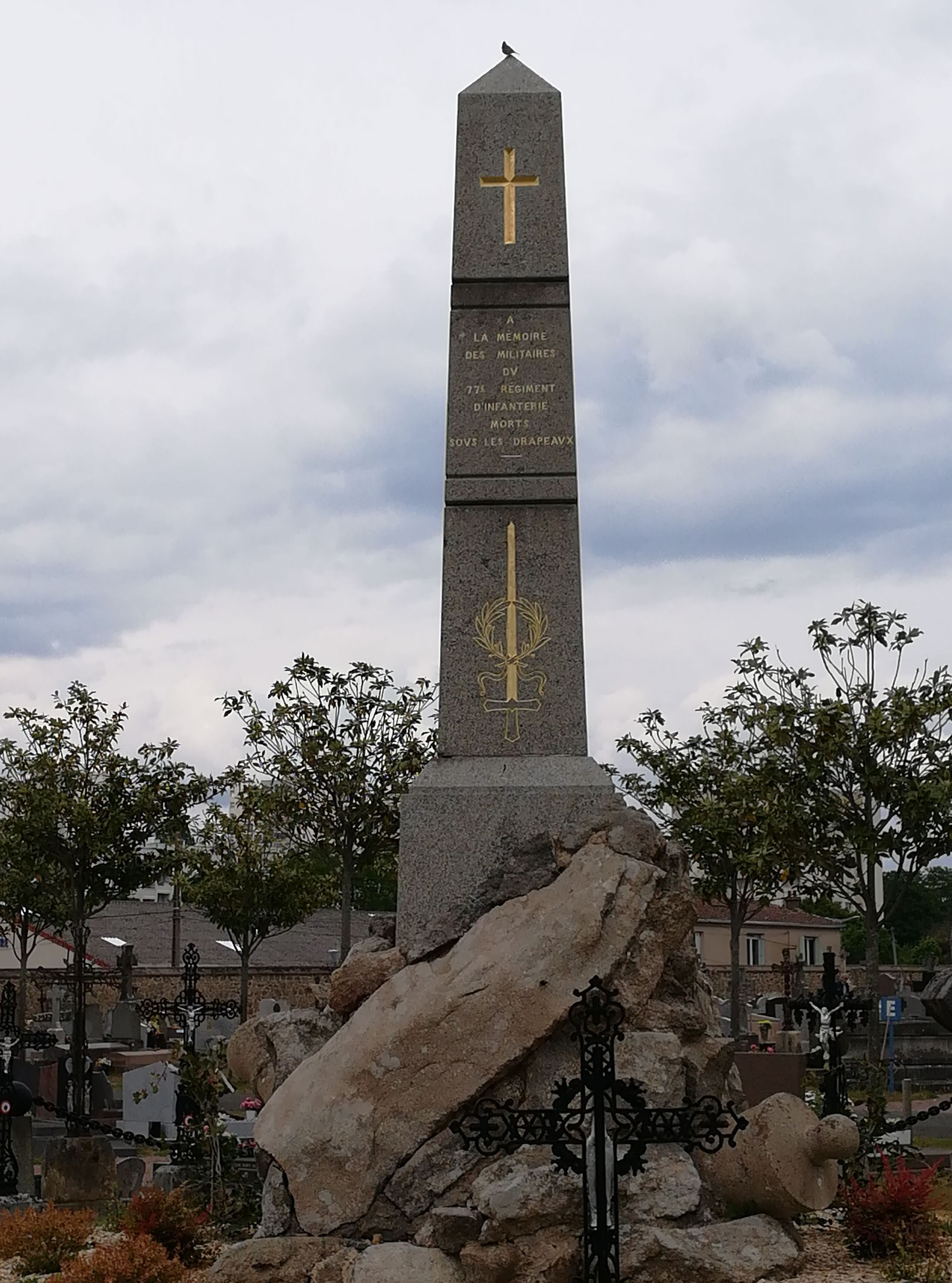
5
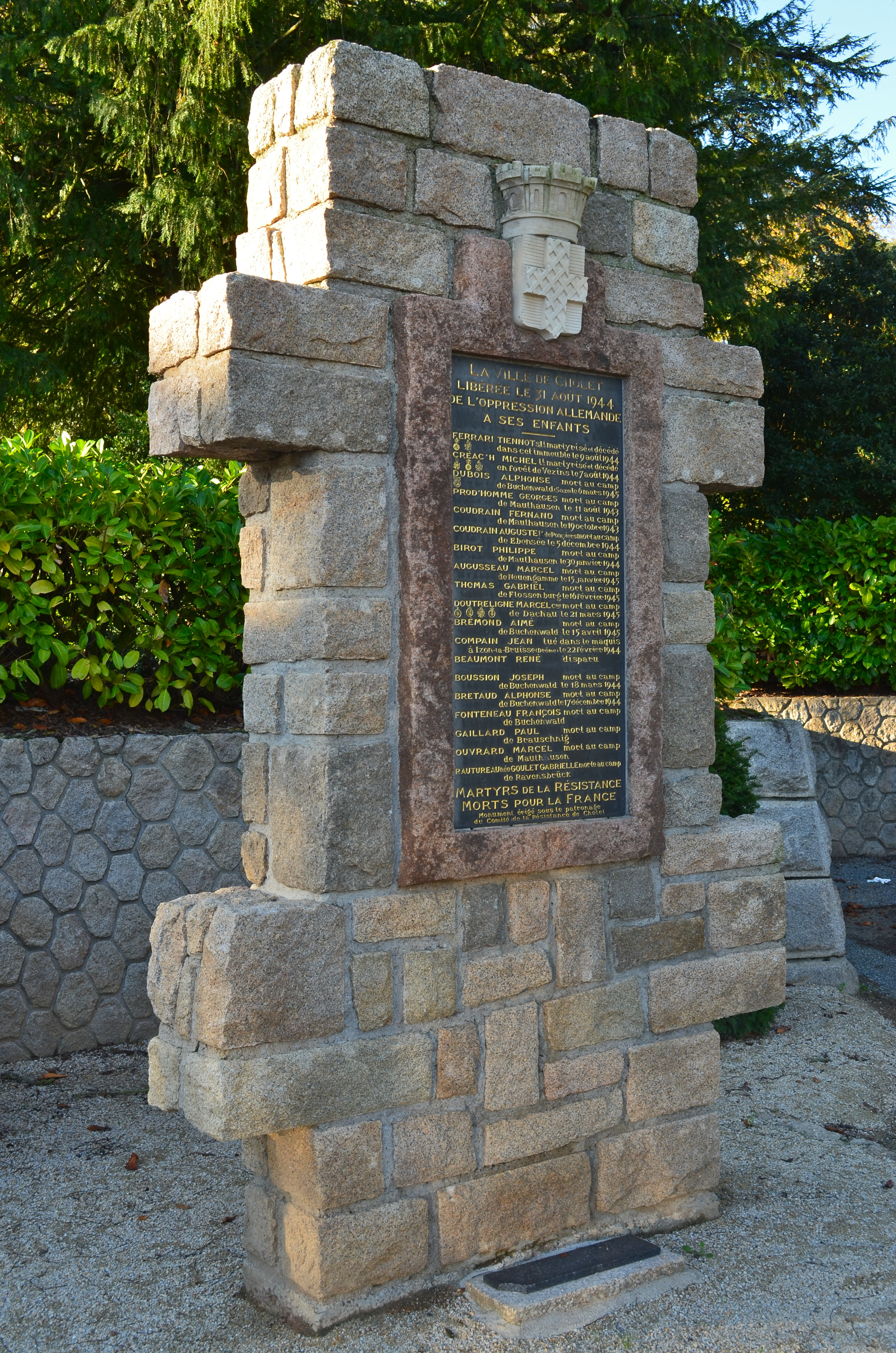
6

4. Le monument aux morts de la guerre de 1870, place de la République, (statue en bronze œuvre du sculpteur Antonin Mercié) est inauguré le 13 juillet 1902 avec l'inscription gravée « Aux enfants de Cholet morts pour la patrie »[B 8] ;
5. Le monument aux morts du 77e régiment d'infanterie, dans le cimetière de Cholet ;
6. Le monument commémoratif de la Résistance et de la déportation, place Créach' Ferrari, à l'emplacement d'un immeuble détruit, siège de la Kommandantur pendant l'Occupation[O 5].

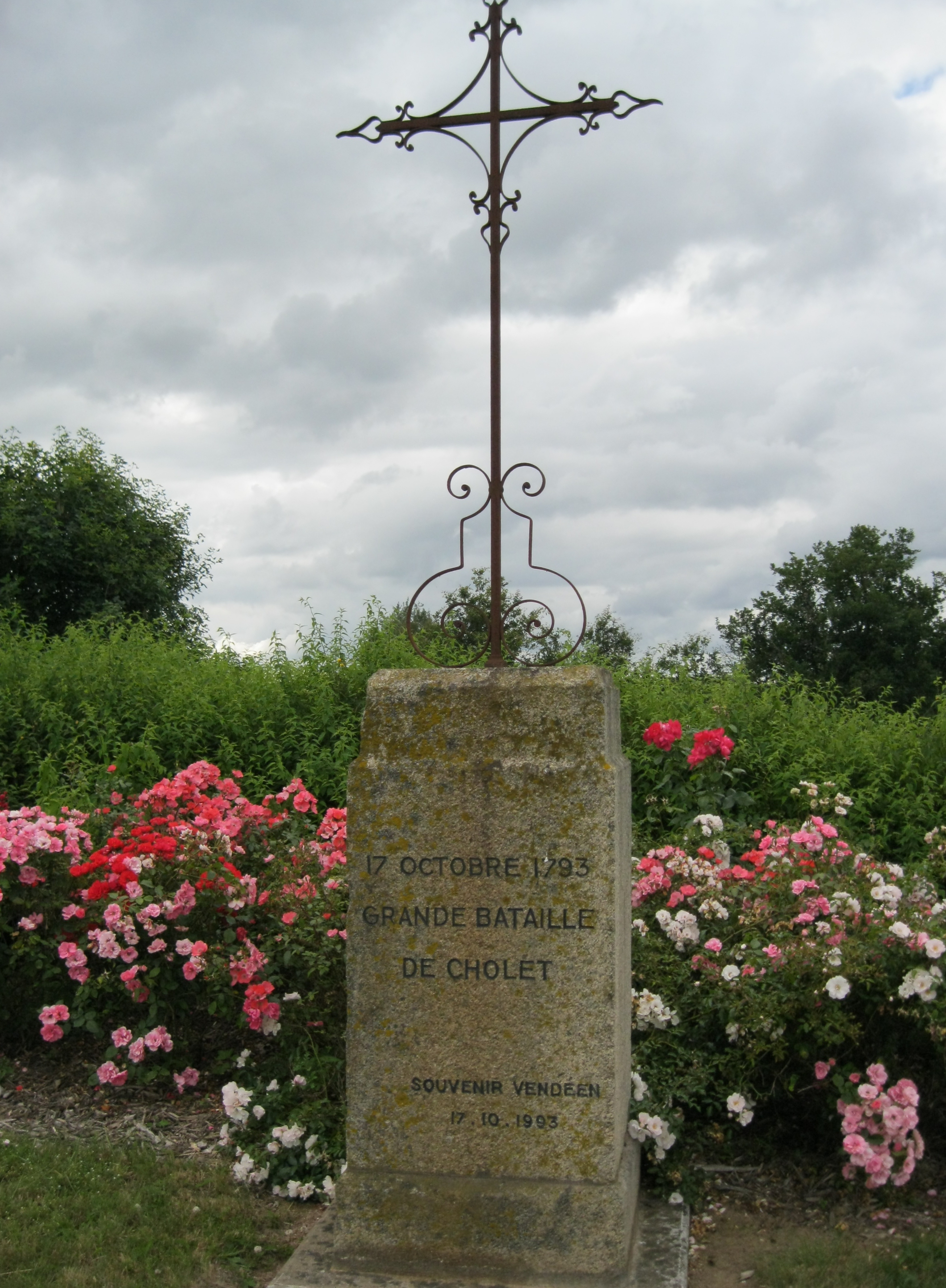
1
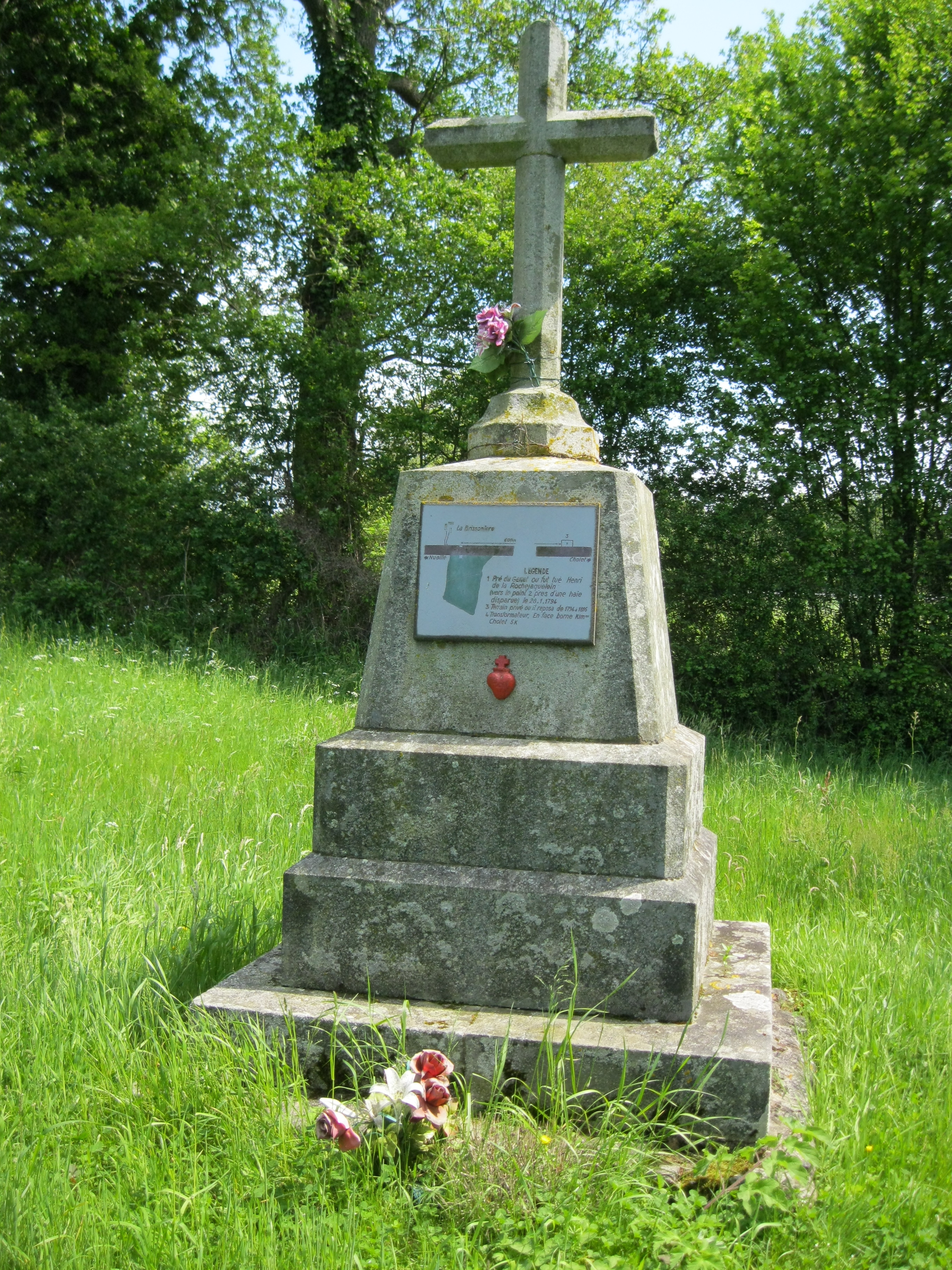
2
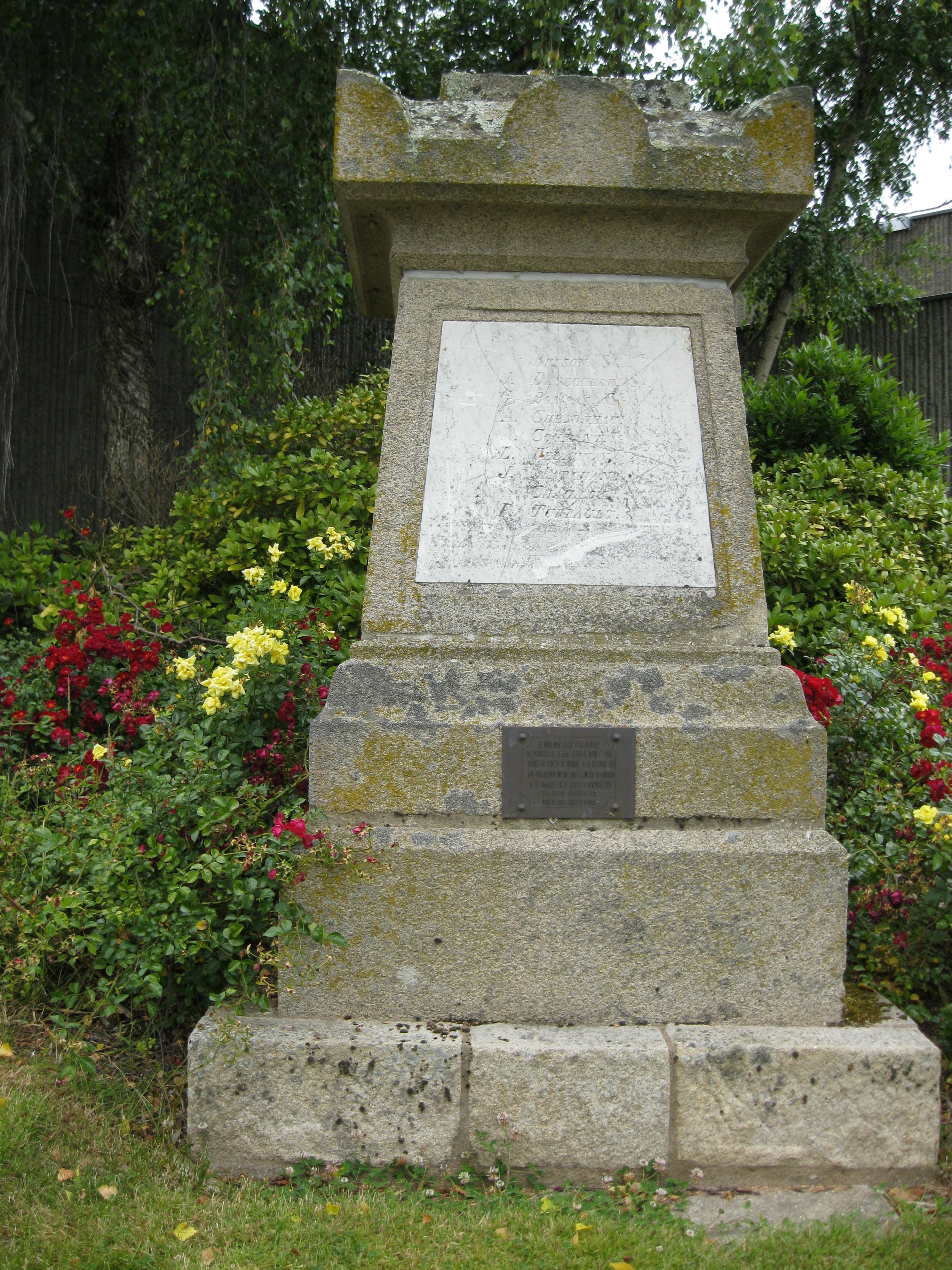
3

- 4
- 5
- 6

Le monument aux morts de la Grande Guerre, place du 77e régiment d'infanterie, réalisé par Charles Maillard est inauguré par le maréchal Joffre le 13 décembre 1925. Sur sa partie inférieure, une plaque est ajoutée portant les noms des victimes des conflits plus récents : Seconde Guerre mondiale, guerre d'Indochine et guerre d'Algérie. Un premier projet de monument qui n'a pas été retenu représente Clovis, Godefroy de Bouillon, le Grand Condé et Napoléon Ier entourant « la figure de l'immortel poilu que la victoire vient couronner de lauriers ».

### Théâtre, danse, musique
Cholet est le siège résidentiel du théâtre régional des Pays de la Loire.
Le Jardin de verre est une salle de concert gérée par une structure associative créée dans les années 1970 sous le nom d'Association du développement artistique du Jardin de verre. Elle a remplacé une maison des jeunes et de la culture avant d'être transformée en salle de spectacle accueillant diverses prestations (concerts, pièces de théâtre, danse, art circassien, musique, chanson ou spectacles humoristiques). Cette salle dispose de 224 places en disposition théâtre, 220 places assises et 80 places en mezzanine en disposition cabaret et 320 place debout plus 80 places en mezzanine en disposition concert. Ces dispositions sont autorisées par la polyvalence de la salle qui possède des sièges rétractables. Cette structure propose des enseignements théâtraux pour les adolescents en partenariat avec les établissements scolaires.
Le théâtre Interlude, faisant partie de l'espace Jean-Guichard a été édifié en remplacement de l'ancien théâtre municipal en attendant la réalisation du théâtre intercommunal Saint-Louis inauguré le 28 septembre 2012. Cette salle peut accueillir des spectacles de théâtre, des concerts et des conférences et a une capacité de 587 places assises numérotées plus treize emplacements pour les personnes à mobilité réduite (PMR),. Elle dispose d'une scène de 14 m de large et d'un accès direct pour le matériel.
Le théâtre municipal, inauguré en 1886, détruit par un incendie le 23 avril 1949 et fermé en 2004, est transformé en surface commerciale culturelle, en 2012.

#### Espace Saint-Louis

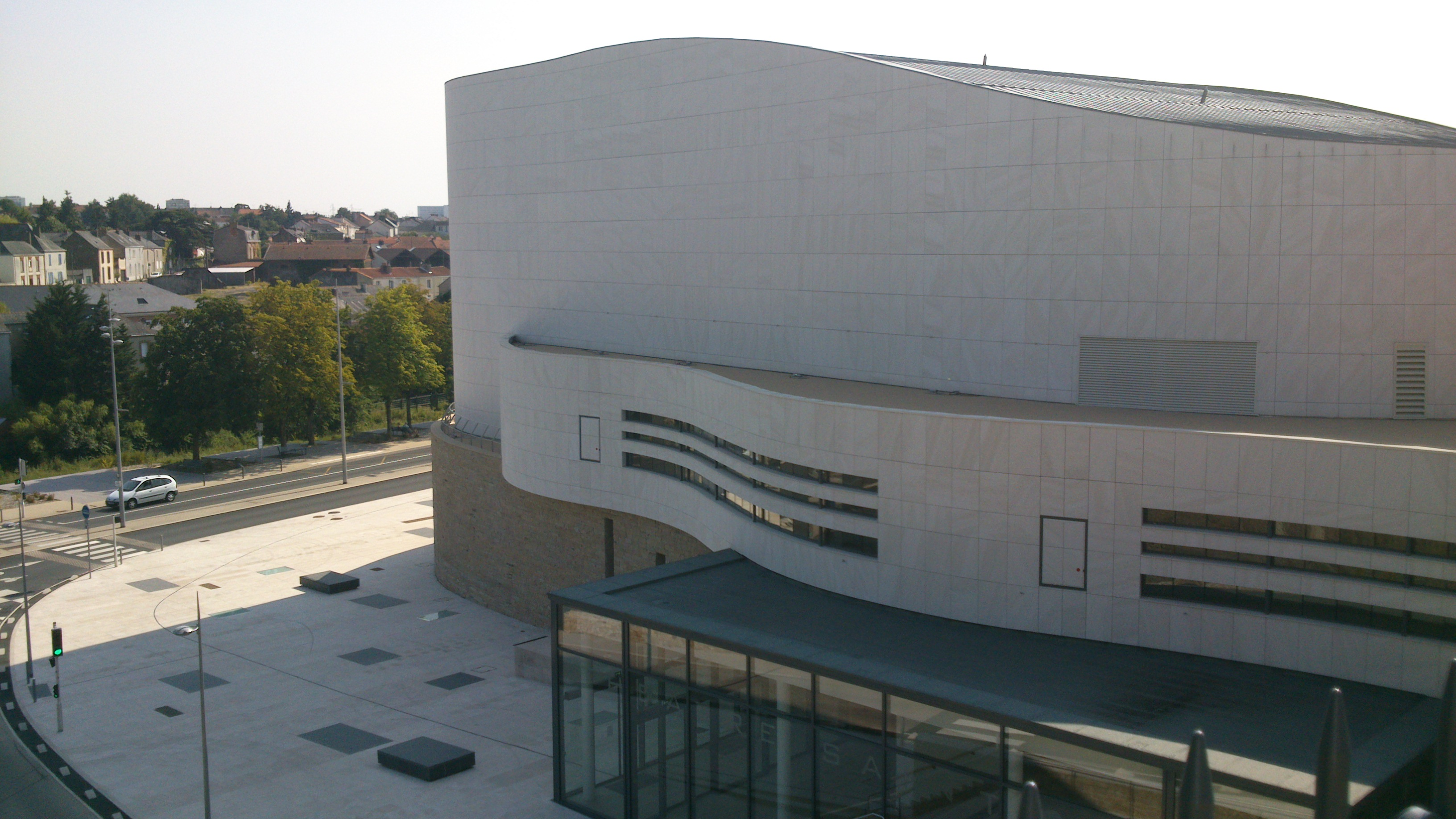
Théâtre Saint-Louis.

L'espace Saint-Louis regroupe le théâtre Saint-Louis, le conservatoire du Choletais (musique, danse et art dramatique) et l'auditorium Jean-Sébastien Bach (chapelle Saint-Louis, salle de concert de 188 places).
Le théâtre Saint-Louis est une salle de théâtre, ancien couvent devenu hôpital inaugurée en 2012. Cette salle peut accueillir plus de 851 personnes dont 167 en gradin, faisant d'elle le théâtre ayant la plus grande capacité du Choletais, où beaucoup d'événements s'y déroulent, sa scène étant suffisamment importante pour accueillir un orchestre.
Le conservatoire du Choletais est un établissement de l’espace Saint-Louis à rayonnement départemental qui enseigne 35 disciplines instrumentales, 8 disciplines de culture musicale incluant le chant, la danse classique, la danse de caractère, la danse jazz, l’art dramatique, la formation musicale, ainsi que toutes les pratiques d'ensemble et les musiques actuelles, et rassemble entre 1 250 et 1 300 élèves grâce à sa polyvalence permettant une grande diversité des activités. Le conservatoire de Cholet travaille en étroite collaboration avec celui de Laval qui dispose d’une bibliothèque-discothèque où se trouvent de nombreuses ressources bibliographiques (CD audio et partitions) concernant les disciplines enseignées. Le conservatoire fait l’objet d’enseignements théâtraux pour les enfants de 8 à 14 ans (éveil théâtral) et les adultes de 14 à 30 ans (théâtre).

### Équipements et organismes culturels
Plusieurs sites et organismes concourent à la vie culturelle de Cholet parmi lesquels : la médiathèque Élie Chamard, la bibliothèque universitaire, l'école d'arts du Choletais et la Société des sciences, lettres et arts de Cholet (SLA).
La ludothèque municipale, « Les 3D », est classée parmi les plus grandes ludothèques de France. Elle accueille chaque année l'université d'été des ludothécaires de France et de pays voisins. Elle est partie prenante de la licence des métiers du jeu et du jouet, dispensée au campus du Choletais.
Cinq centres sociaux et socioculturels (Verger, Planty, Pasteur, Convergence et Horizon) sont répartis sur les différents quartiers de la ville.
La Jeune chambre économique du Choletais est élue meilleure jeune chambre économique des Pays de la Loire en 2007 et 2011.
La ville de Cholet obtient quatre fleurs au palmarès 2006 du concours des villes et villages fleuris.

#### Clubs et associations
Il existe également à Cholet de multiples clubs destinés à l’apprentissage de la danse en dehors du conservatoire du choletais, comme la Fabrique chorégraphique, la Jeune France ainsi que Danse et vie, offrant une palette étendue de styles et d’univers, particulièrement dans la danse contemporaine et modern-jazz.
Le Bar'ouf, café-concert est destiné particulièrement depuis plus de 7 ans aux représentations des technologies récentes (musique techno, danses de rues, ligue d'improvisation). Il dispose de 250 places.
L'association La grange aux arts, dirigée par Alice David, existe depuis 2012 et propose des ateliers de théâtre et des interventions dans les établissements scolaires de la région. Elle crée des spectacles et des événements ponctuels, organise des expositions photographiques comme Expolaroid-Cholet ou des photos du partenariat entre le photographe BenBen et le chorégraphe Yvann Alexandre.

### Musées

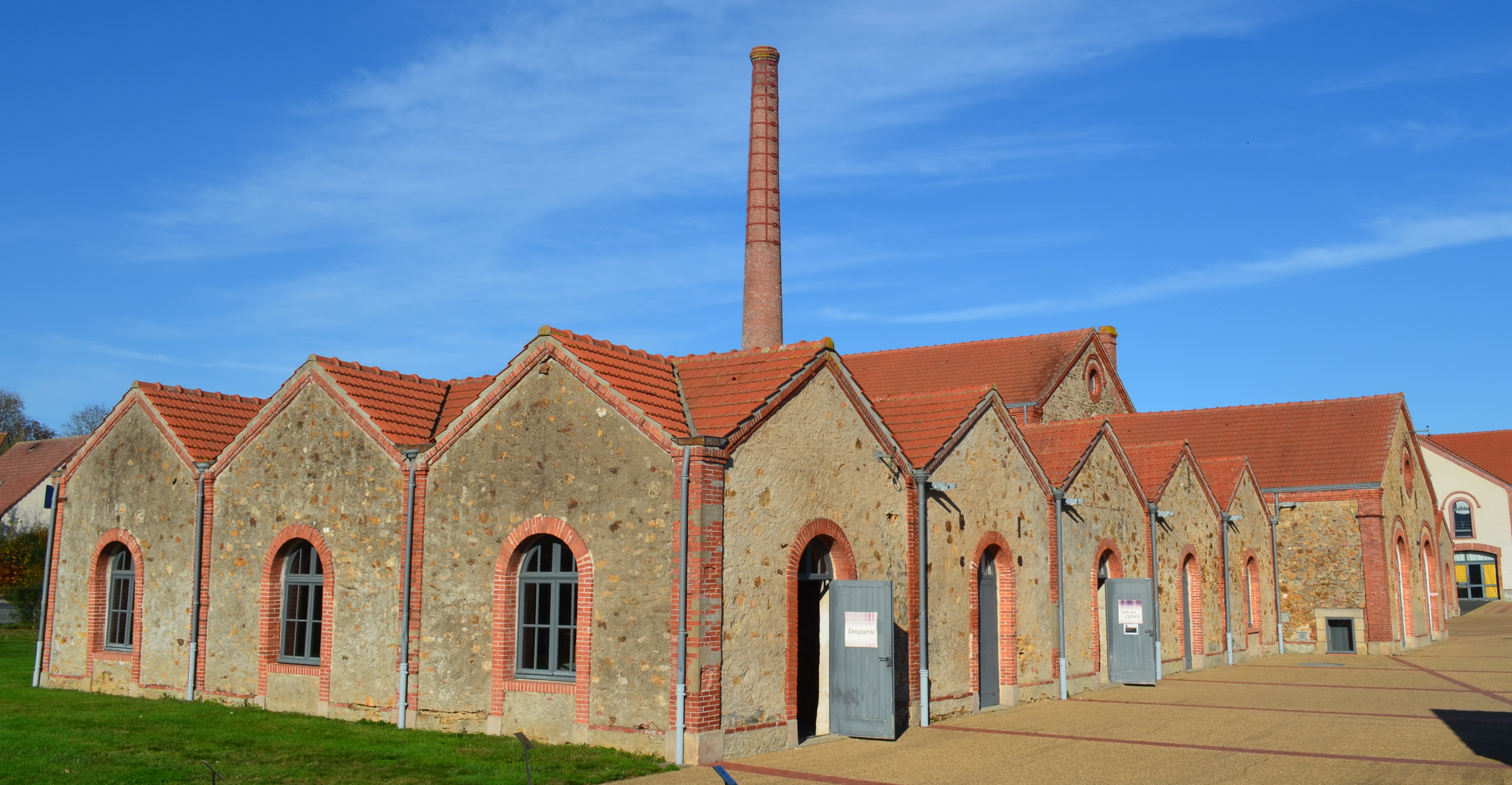
Musée du textile.

#### Musée d'art et d'histoire
Dans le musée d'art et d'histoire, la galerie d'histoire est en grande partie consacrée aux guerres de Vendée, avec en particulier la série des portraits en pied des généraux contre-révolutionnaires dont l’installation à Cholet est due à l'intervention d'Anatole Manceau. La galerie d'art comprend notamment des œuvres du peintre Pierre Charles Trémolières, natif de Cholet, ainsi qu'une collection d'art contemporain.

#### Musée du textile
Le musée du textile est ouvert au public en 1995 dans l’ancienne blanchisserie de la Rivière-Sauvageau. Il présente les techniques de tissage et blanchiment des toiles. C'est le lieu de production du « mouchoir rouge de Cholet ». Il propose un parcours muséographique et une programmation d'expositions temporaires tournées vers les arts textiles contemporains et la mode enfantine.

#### Parc du champ de bataille
Le parc du Champ de bataille, avec table d'orientation mémorisant les événements de la bataille de Cholet en 1793, est édifié à l'occasion du bicentenaire de la révolte vendéenne de 1793.

### Espaces verts
Cholet possède de nombreux espaces verts : lac de Ribou, lac du Verdon, étang des Noues, étang de la Godinière, étang du Bois-Rénier, étang de Mocrat, parc de Moine, jardin du Mail, parc Turpault, massif forestier des Bois-Lavau, parc du menhir. Chaque année, depuis mars 1966, à l'occasion de la Fête de l'arbre, les élus et particuliers intéressés plantent des arbres dans différents lieux publics (parcs, rues, écoles).
En 2019, Cholet — qui détient déjà quatre fleurs au label des Villes et villages fleuris — obtient le trophée Fleur d'or,.

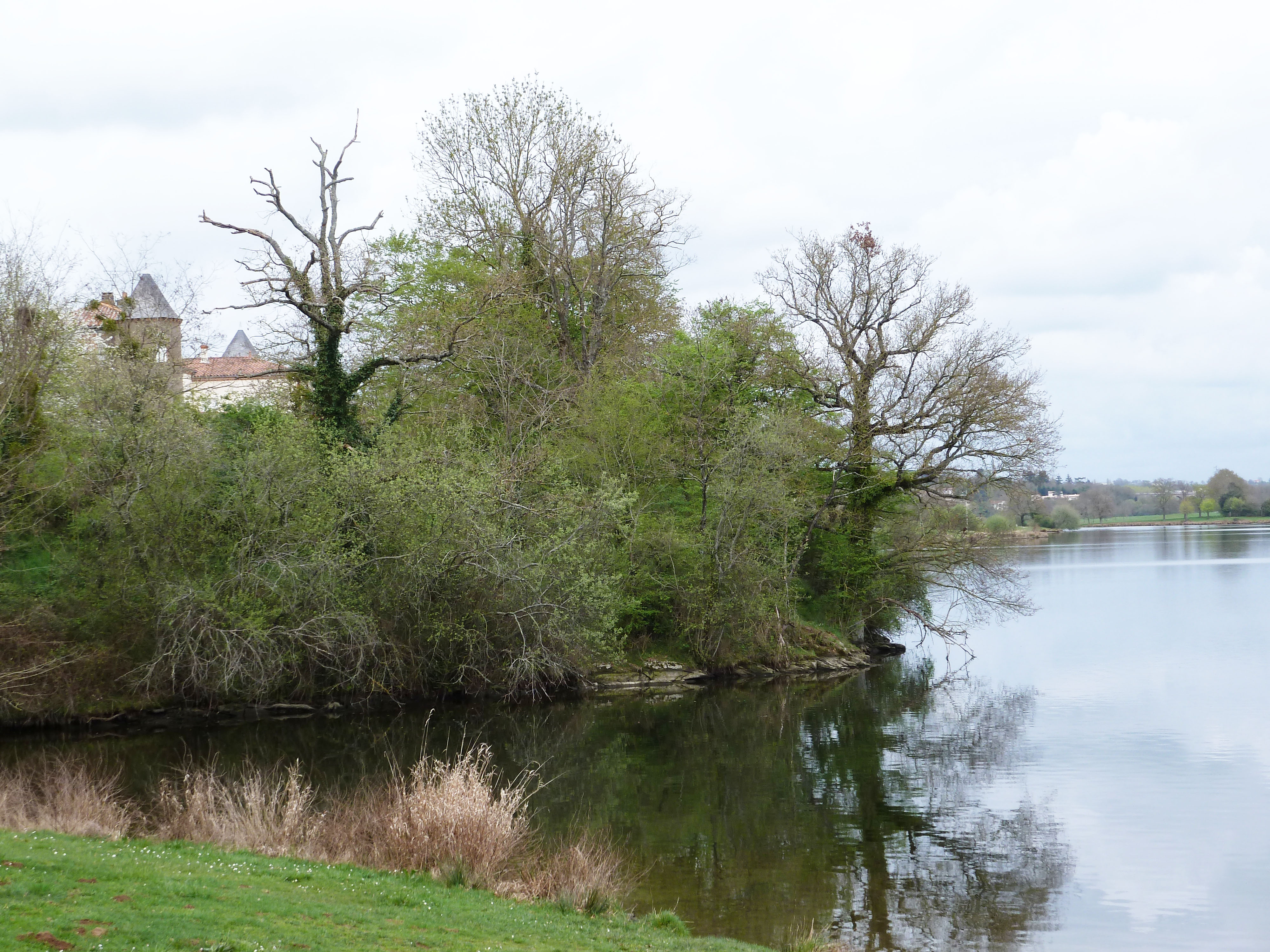
Le lac de Ribou.
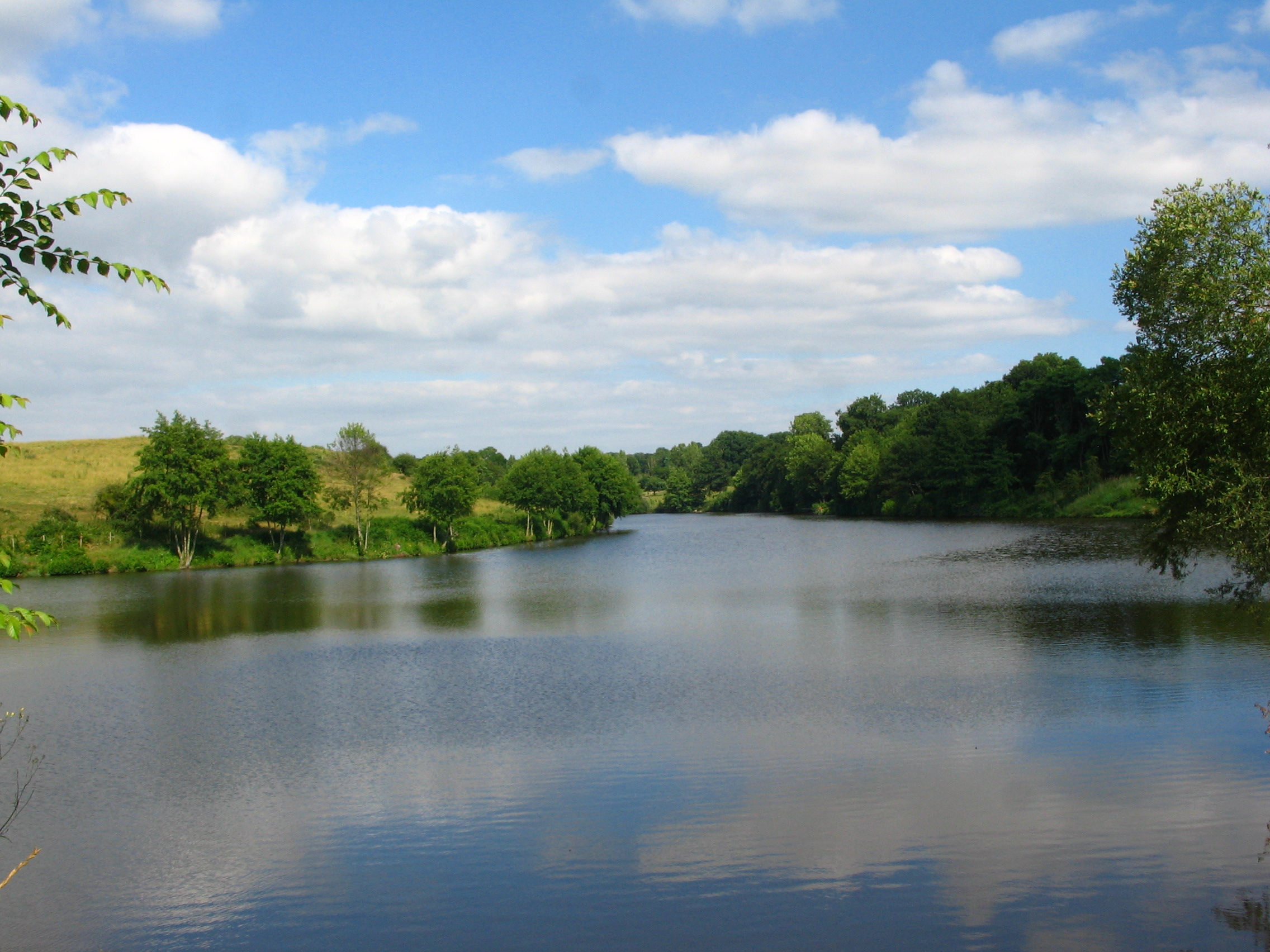
Le lac du Verdon.
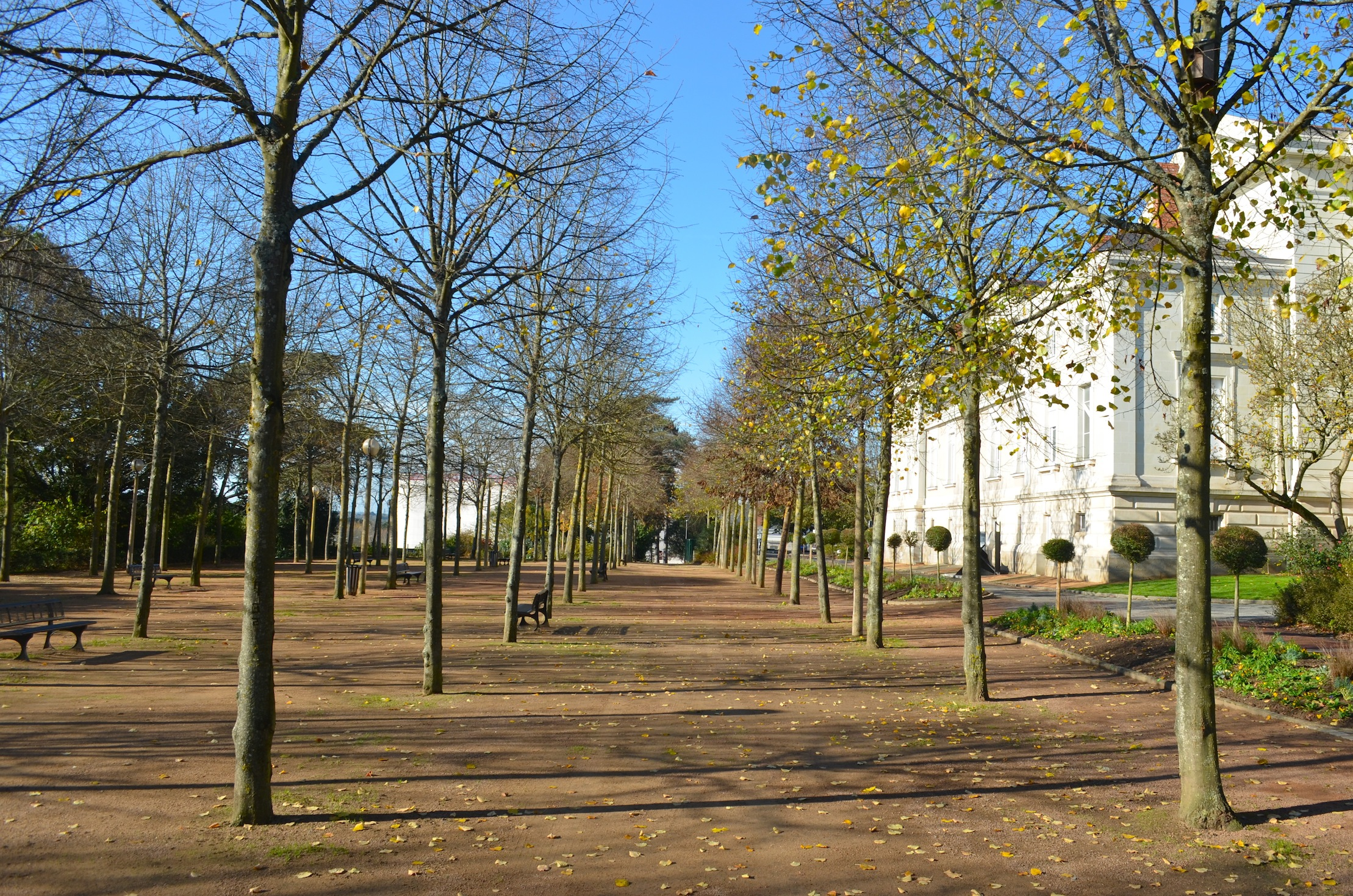
Jardin du Mail.
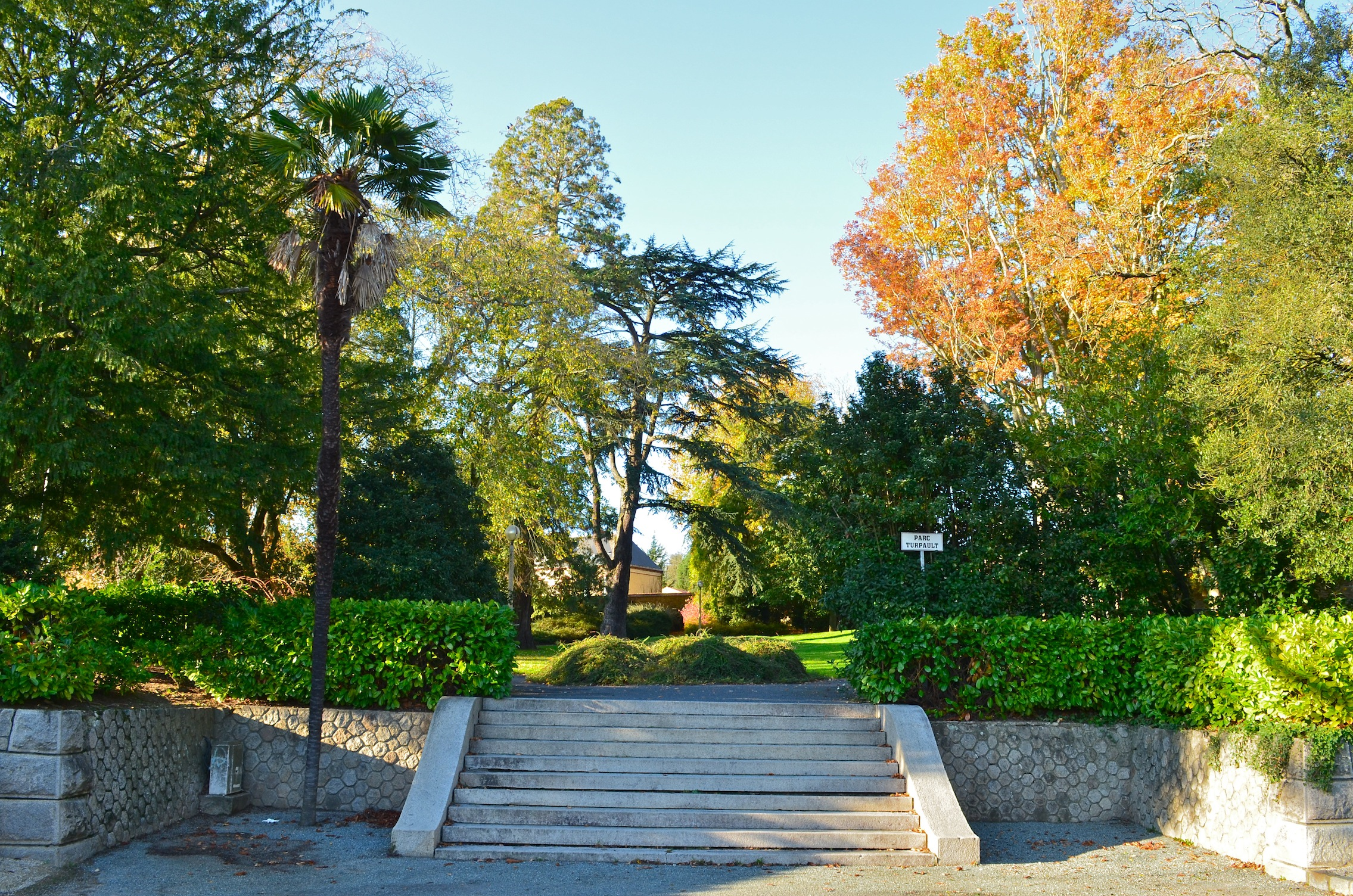
Parc Turpault.
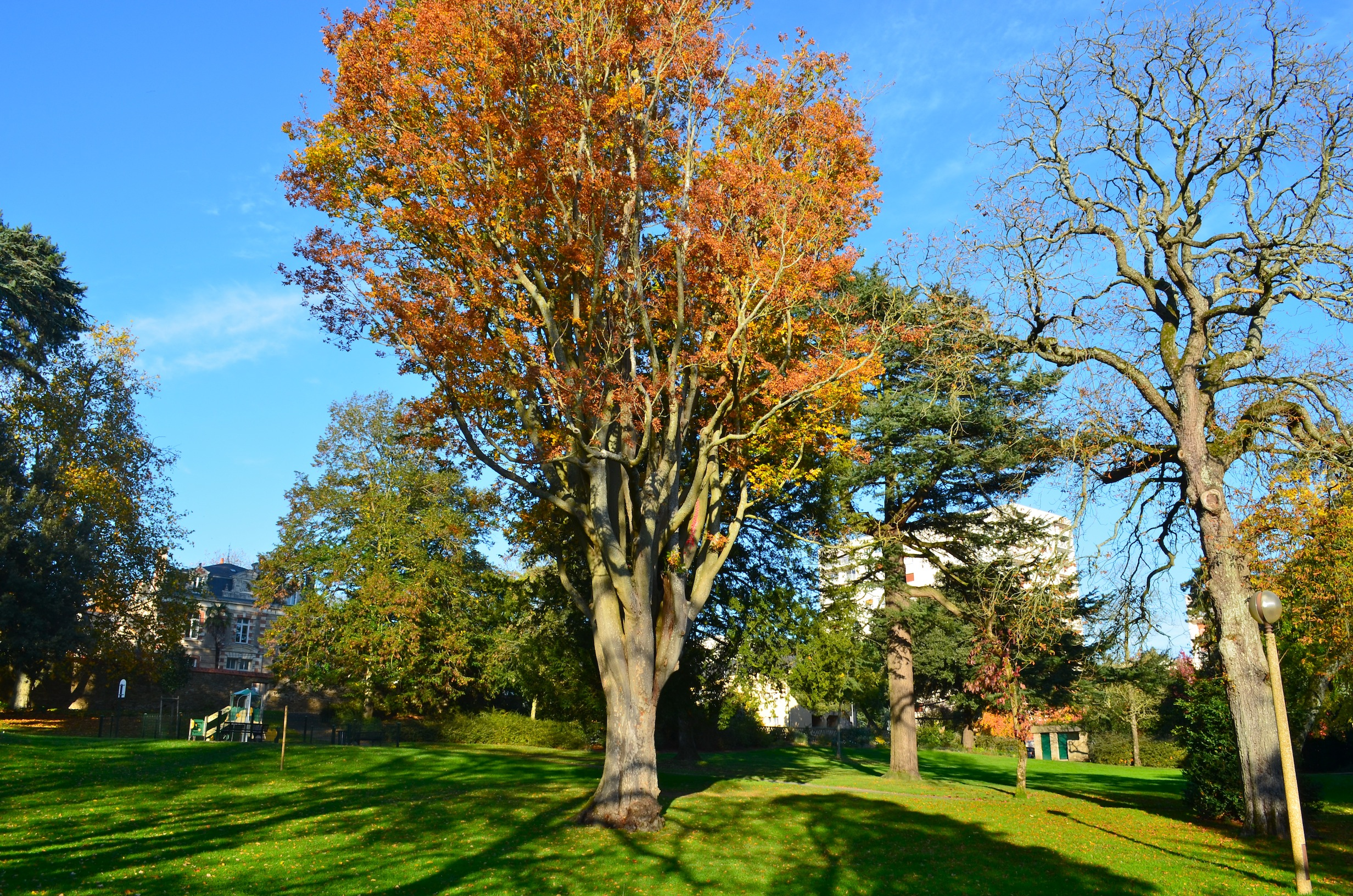
Parc Turpault.

### Personnalités liées à la commune
La liste suivante recense quelques-unes des personnalités liées à Cholet soit par leur naissance soit par leur résidence ou une action marquante au sein de cette commune et qui ont une page dédiée sur wikipédia ; pour la liste complète voir : 
- Charles Arnault, architecte et historien, y est né en 1890 ;
- Jean-Marc Ayrault, nommé premier ministre par François Hollande, député-maire de Nantes et président du groupe socialiste à l'Assemblée nationale, y a fait ses études secondaires ;
- Jules Baron, maire de Cholet et député du Maine et Loire y est né en 1855 et mort en 1919 ;
- Gaston Barré, industriel, réparateur et fabricant de bicyclettes, y est né en 1864 et mort en 1944[251] ;
- Victor Bernier, pharmacien, maire d'Angers et président du conseil général de Maine-et-Loire y est né en 1868 ;
- Dominique Blanchet, vicaire général du diocèse d’Angers, nommé évêque de Belfort-Montbéliard puis de Créteil y est né en 1966 ;
- Boostee, rappeur, y est né en 1995 ;
- Gilles Bourdouleix, avocat, élu maire de Cholet le 19 juin 1995 et député du 16 juin 2002 au 14 juin 2017 ;
- Élie Chamard, historien[AJ 3], y est né en 1891 et mort en 1971[252] ;
- Jean Châtelain, dit Tranquille, chef chouan, y est né en 1765 ;
- Michel Chauty, homme politique, y est né en 1924 ;
- Guy Chouteau, homme politique y est né en 1736 ;
- Pierre Douillard, curé-archiprêtre de Notre-Dame de Cholet[253] ;
- Henri Ecochard, militaire et volontaire engagé dans les Forces françaises libres, y est né en 1923 ;
- Antoine Flahault, médecin épidémiologiste, professeur de santé publique à l'université de Genève et directeur de l'Institut de santé globale à la faculté de médecine de l'université de Genève y est né en 1960 ;
- Valérie Garnier, basketteuse puis assistante de l'entraîneur de l'équipe de France y est née en 1965 ;
- Roland Garros, aviateur, venu à Cholet grâce à Anatole Manceau[246] y a obtenu son brevet de pilote le 19 juillet 1910[AJ 4] ;
- Pierre Gonnord, photographe et portraitiste y est né en 1963 et est mort en Espagne en 2024 ;
- Ménie Grégoire[Note 29], grande voix sur RTL dans les années 1970, y est née en 1919 et morte à Tours en 2014 ;
- Jean Jullien, dessinateur, auteur du symbole Peace for Paris, y est né en 1983 ;
- Maurice Ligot, homme politique français, député centriste de Maine-et-Loire de 1973 à 2002, maire de Cholet de 1965 à 1995 y est mort  en 2022 ;
- Charles Maillard, sculpteur et céramiste, réalisateur du monument aux morts de la grande guerre, place du 77e régiment d’infanterie, y est né en 1876 ;
- Anatole Manceau, député puis sénateur de Maine-et-Loire, est né en 1875 à Cholet et y est mort en 1949[246] ;
- Claude Marquis, joueur de basket, a effectué la majorité de sa carrière à Cholet[254] ;
- François Morellet artiste contemporain , peintre, graveur et sculpteur y est né en 1926 et mort en 2016 ; certaines de ses œuvres sont exposées au musée d'art et d'histoire de la ville ;
- Jean-Baptiste Moulin, général des armées de la République, y est mort en 1794 ;
- Camille Olry-Roederer, directrice de la maison Roederer, y est née en 1892 ;
- Gaël Perdriau, homme politique, maire de Saint-Étienne (Loire) y est né en 1972 ;
- Léon Pissot, médecin, historien, a été maire de Cholet ;
- Fabien Piveteau, footballeur professionnel, y est né en 1963 ;
- Perrine Potier, épouse de René Turpault, a vécu à Cholet ;
- Simon Pouplin, footballeur professionnel, y est né en 1985 ;
- Georges Prisset, industriel, maire de Cholet (1958-1965), député, y est né en 1911 ;
- Gilbert Prouteau, écrivain, poète, cinéaste et athlète, y est mort en 2012 ;
- Antoine Rigaudeau, basketteur, y est né en 1971 ;
- Bruno Retailleau, dirigeant de société et homme politique, président du conseil régional des Pays de la Loire, y est né en 1960 ;
- Gilles Servat, auteur-compositeur-interprète, a passé une partie de son enfance à Cholet[255],[256] ;
- Jean-Claude Suaudeau dit "Coco" Suaudeau, footballeur professionnel et entraîneur du Football Club de Nantes, y est né en 1938 ;
- François de Singly, professeur de sociologie, y a fait ses études secondaires ;
- Stéphane Traineau, médaillé olympique de judo, y est né en 1966.

### Héraldique et logotype
|  | Cholet D'azur à la croix d'argent frettée de gueules (armes de la famille De Broon, anciens seigneurs). |

Dans les années 1980, Cholet fait partie des premières villes à se doter d'un logo dont l'entrelacement des traits s'inspire de la maille du textile. En 1990, ce logo unicolore est complété par un nouveau graphisme dont la partie supérieure représente, par un point rouge, la ville située entre la mer, symbolisée par des traits bleus et la campagne, symbolisée par des traits verts. Dans la partie inférieure apparaît le nom de la ville et son slogan,  l'entreprenante, décliné sous forme de signature.
En 2012, un nouveau logo est créé, plus moderne, plus accrocheur, à l'image de ce qu'elle est devenue : la ville triple A (audacieuse, ambitieuse, attractive). Le nom de la ville se renforce d'un « c » tronqué rappelant celui du copyright et les couleurs, rouge et blanc, reprennent celles du mouchoir historique de Cholet. Si le logo change, la signature reste la même, parce que Cholet demeure particulièrement entreprenante, grâce à son tissu économique et associatif. Cette griffe traduit le caractère unique de Cholet, et fait de la vie à la choletaise une véritable marque de fabrique.

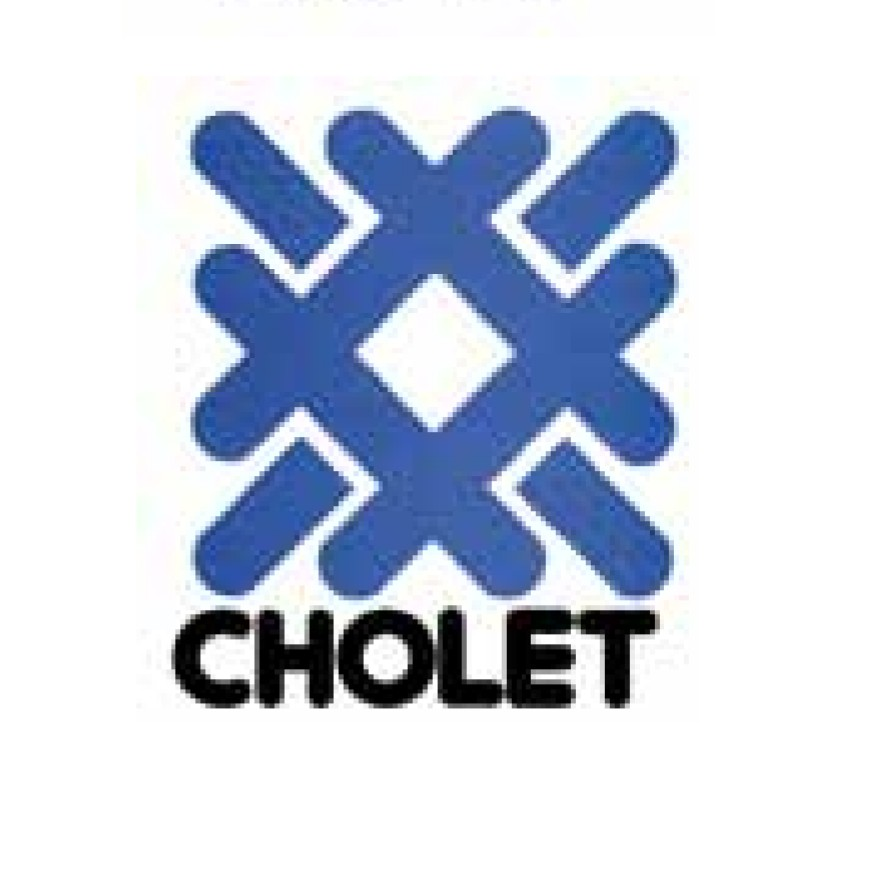
Logo de Cholet (1980).
Logo de Cholet (1990).
Nouveau logo (2012).